# Guerra Irã-Iraque
A Guerra Irã-Iraque (português brasileiro) ou Guerra Irão-Iraque (português europeu) foi um conflito militar travado entre o Irã e o Iraque, resultado de disputas políticas e territoriais entre ambos os países. A guerra começou quando os iraquianos invadiram o território iraniano em 22 de setembro de 1980. Saddam Hussein, ditador do Iraque, esperava que o caótico Irã pós-revolução não tivesse condições de resistir ao avanço de suas tropas e invadiu sem declarar guerra formalmente, mas o progresso foi lento e o ataque acabou sendo repelido. Em 1982, os iranianos lançaram sua contraofensiva e tomaram a iniciativa. A guerra passou então a abranger aspectos religiosos, nacionalistas e sectários, com os curdos e xiitas demonstrando apoio ao Irã no esforço de guerra. O resultado foi um banho de sangue, com grandes perdas de vidas (especialmente entre a população civil).
O Conselho de Segurança das Nações Unidas buscou várias resoluções para tentar acabar com as hostilidades, mas a guerra só foi formalmente encerrada em 20 de agosto de 1988 após a Resolução 598 da ONU firmar um cessar-fogo aceito por ambos os lados. Na conclusão do conflito, as fronteiras retornaram ao status pré-guerra dos Acordos de Argel de 1975. Os últimos prisioneiros de guerra, contudo, só foram soltos em 2003, após a destituição de Saddam do poder no Iraque.
A guerra foi extremamente custosa em termos de vidas e dinheiro para ambos os lados: Números oficiais apontam que mais de meio milhão de combatentes morreram, com um número similar de civis também perdendo a vida; milhares de pessoas foram feridas e outras milhares foram deslocadas de suas casas, causando uma crise humanitária. Centenas de bilhões de dólares também foram gastos, mas no final nenhum ganho territorial foi visto por qualquer um dos beligerantes. Este conflito foi comparado a Primeira Guerra Mundial em termos de táticas usadas, com uso grande de trincheiras com arame farpado e armadilhas, ninhos de metralhadoras e ataques de baioneta em ondas humanas pela terra de ninguém. Outro ponto marcante da guerra foi o uso indiscriminado de armas químicas, como o gás mostarda, por parte dos iraquianos contra tropas e civis iranianos e curdos. Muitos países muçulmanos e ocidentais apoiaram o Iraque com dinheiro, equipamentos e informações de inteligência (como imagens de satélite). Algumas nações apoiaram o Irã, muitas de forma clandestina (como o caso Irã-Contras).
O conflito deixou ambos os lados extremamente fatigados, mas trouxe também alguns desdobramentos. O Iraque, embora financeiramente quebrado, tinha agora um poderoso exército a sua disposição. Já o Irã, apesar das perdas sofridas, viu sua revolução islamita sedimentada. A ONU, embora declaradamente não tenha tomado partido, não buscou imediatamente condenar as atrocidades cometidas a olhos vistos pelo Iraque, como seus ataques químicos contra civis, e se recusaram a identificar os iraquianos como os agressores (apesar deles terem sido os primeiros a atacar) até 11 de dezembro de 1991, quando Saddam Hussein passou a ser o principal antagonista da região após a Guerra do Golfo.

## Origens

### Relações Irã-Iraque

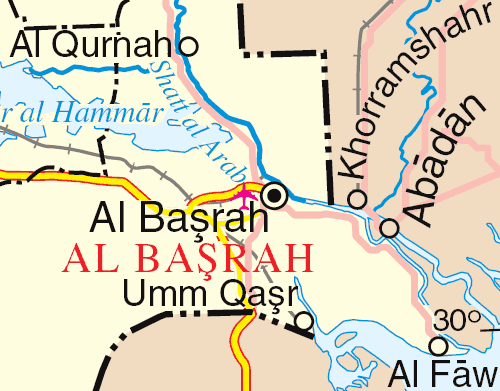
A passagem d'água de Xatalárabe, uma zona muito disputada na fronteira Irã-Iraque

Desde as guerras entre os Otomanos e os impérios Persas nos séculos XVI e XVII, o principal objetivo dos conflitos era conquistar a rica (em recursos naturais) região da Mesopotâmia e tomar as abundantes rotas de água de Xatalárabe e Arvande. Tudo foi aparentemente resolvido pelo Tratado de Zuhab, de 1639, que estabeleceu as fronteiras entre o Irã e o Iraque. A região de Xatalárabe continham canais que ajudavam a escoar petróleo e em 1937, o Irã e o recém independente Iraque assinaram um novo tratado para evitar um conflito. Nesse mesmo ano, os dois países assinaram o Pacto de Saadabad e as suas relações ficaram boas nas décadas seguintes.
O tratado de 1937 reconheceu que a fronteira entre as nações nas margens baixas dos rios no lado oriental de Xatalárabe, exceto as cidades iranianas de Abadã e Khorramshahr, que permanecia na linha alta do rio (talvegue). Assim, o Iraque controlava boa parte das zonas ao norte do canal Xatalárabe, forçando o Irã a ter que pagar taxas para ter acesso a região.
Em 1955, ambos os países aceitaram o chamado Pacto de Bagdá. Contudo, a derrubada dos Hachemitas do poder no Iraque em 1958 fez ascender um novo governo nacionalista que se propôs a abandonar o pacto. Em 18 de dezembro de 1959, o novo líder iraquiano, o general Abdul Karim Qassim, declarou: "nós não desejamos nos referir a história das tribos árabes que residem em al-Ahwaz e Mohammare (Khorramshahr). Os otomanos entregaram Mohammareh, que era parte do Iraque, para o Irã". O descontentamento iraquiano se focava, principalmente, na posse do Irã da região rica em petróleo do Cuzistão (ou Arabistão, para o Iraque) onde havia uma enorme população árabe no meio de um país de maioria persa. Os iraquianos passaram a apoiar movimentos secessionistas no Cuzistão e levantou as questões de disputa de fronteiras em um encontro na Liga Árabe, mas nada foi acertado.
O Iraque começou a mostrar mais relutância em aceitar os acordos fronteiriços previamente assinados com o Irã, especialmente após a morte do presidente egípcio Gamal Abdel Nasser, em 1970, e a subida ao poder do Partido Baath no Iraque em 1968, com o país agora se declarando o novo "líder do Mundo Árabe". Ao mesmo tempo, no fim dos anos 60, o poder do imperador iraniano, o Xá Mohammad Reza Pahlavi, cresceu e ele começou a expandir suas forças militares, o que aumentou a proeminência do Irã na região.
Em abril de 1969, o Irã revogou o tratado de 1937 que estabeleceu o controle de Xatalárabe aos iraquianos. Assim eles pararam de pagar taxas para ter acesso aos canais d'água do sul do Iraque, para escoar sua produção de petróleo. O Xá iraniano defendeu esta postura afirmando que todas as fronteiras de nações no mundo baseadas em rios seguiam as talvegues, e ainda disse que a maioria dos navios que utilizavam a região já eram iranianos, o que fazia com que o tratado de 1937 fosse prejudicial e injusto para com o país. O Iraque ameaçou ir a guerra contra o Irã, mas em 24 de abril de 1969, os petroleiros iranianos passaram a ser escoltados por navios de guerra enquanto desciam o rio e como os iraquianos tinham uma marinha inferior, eles não tinham como se opor.
A revogação do tratado de 1937 pelo Irã iniciou um período de tensões contínuas entre os países que durou até os acordos de Argel de 1975. Em 1969, Saddam Hussein, o primeiro-ministro iraquiano e segundo homem mais forte do país, afirmou: "a disputa do Iraque com o Irã está conectado ao Cuzistão, que é parte do nosso território e foi anexado pelos iranianos". Logo, a rádio iraquiana começou a transmitir para o "Arabistão", encorajando a população árabe e até os balúchis no Irã para se rebelar contra o governo do Xá. Estações de TV de Baçorá começou a se referir ao Cuzistão como parte da Nasssíria, renomeando as cidades da região com nomes árabes.

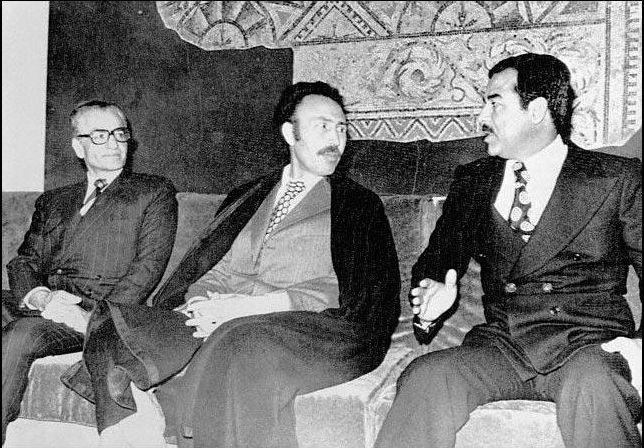
Reunião de Mohammad Reza Pahlavi, Houari Boumédiène e Saddam Hussein (da esquerda para a direita) durante o Acordo de Argel em 1975.

Em 1971, o Iraque Baathista (agora sob a de facto liderança de Saddam) rompeu relações diplomáticas com o Irã afirmando que eles tinham soberania sobre a ilha Abu Musa, e a Grande e Pequena Tunb, no Golfo Pérsico, após a retirada britânica da região. Como retaliação ao fato do Iraque ter clamado soberania sobre o Cuzistão, os iranianos começaram a auxiliar os movimentos rebeldes curdos na década de 1970. Os dois países começaram então a fomentar movimentos separatistas na nação vizinha, com o Iraque apoiando os árabes no Cuzistão e no Baluchistão e os iranianos incentivando a revolta no Curdistão. Entre 1974 e 1975, confrontos na fronteira foram reportados. Em 1975, o Iraque lançou uma ofensiva contra o Irã, mas não foram bem sucedidos. Outros combates se seguiram. Contudo, os iranianos tinham um poderoso exército no período. Assim, os iraquianos decidiram maneirar na retórica belicosa e até fez concessões a Teerã na questão curda.
Nos Acordos de Argel de 1975, o Iraque cedeu em algumas questões sobre o controle de Xatalárabe, em troca da volta da normalização das relação entre os dois países. O Iraque até reconheceu a demarcação da fronteira pelas margens dos talvegues, com o Irã, em troca, parando de apoiar os rebeldes curdos no norte. Muitos iraquianos viram o acordo de Argel como uma humilhação. Contudo, o acordo também pôs um fim no apoio iraniano e americano a milícia curda Peshmerga, que garantiu que os iraquianos esmagassem a revolta no Curdistão, ceifado mais de 20 000 vidas.
A relação entre as duas nações melhorou entre 1975 e 1978, quando agentes iranianos descobriram planos de um golpe pró-soviético contra o governo iraquiano. Quando informado disso, Saddam ordenou múltiplas execuções e, em um gesto conciliatório, expulsou do Iraque o clérigo iraniano Ruhollah Khomeini, um opositor ao governo do Xá. Apesar disso, Saddam considerava os Acordos de Argel como apenas uma trégua e não como uma solução definitiva para a crise fronteiriça.

### Após a Revolução Iraniana
Depois de um período de calmaria, as relações entre o Irã e o Iraque rapidamente se deterioraram após a Revolução Iraniana. O novo regime em Teerã pregava o pan-islamismo, em contraste com o nacionalismo árabe baathista iraquiano. Apesar de ainda exigir soberania completa sobre a região de Xatalárabe, o governo iraquiano inicialmente saudou a revolução no país vizinho, que derrubou o governo do Xá, que outrora havia sido inimigo de Bagdá. Não se sabe quando a relação entre as duas nações começou a cambalear, mas choques na fronteira logo começaram, a maioria instigadas pelo Irã.

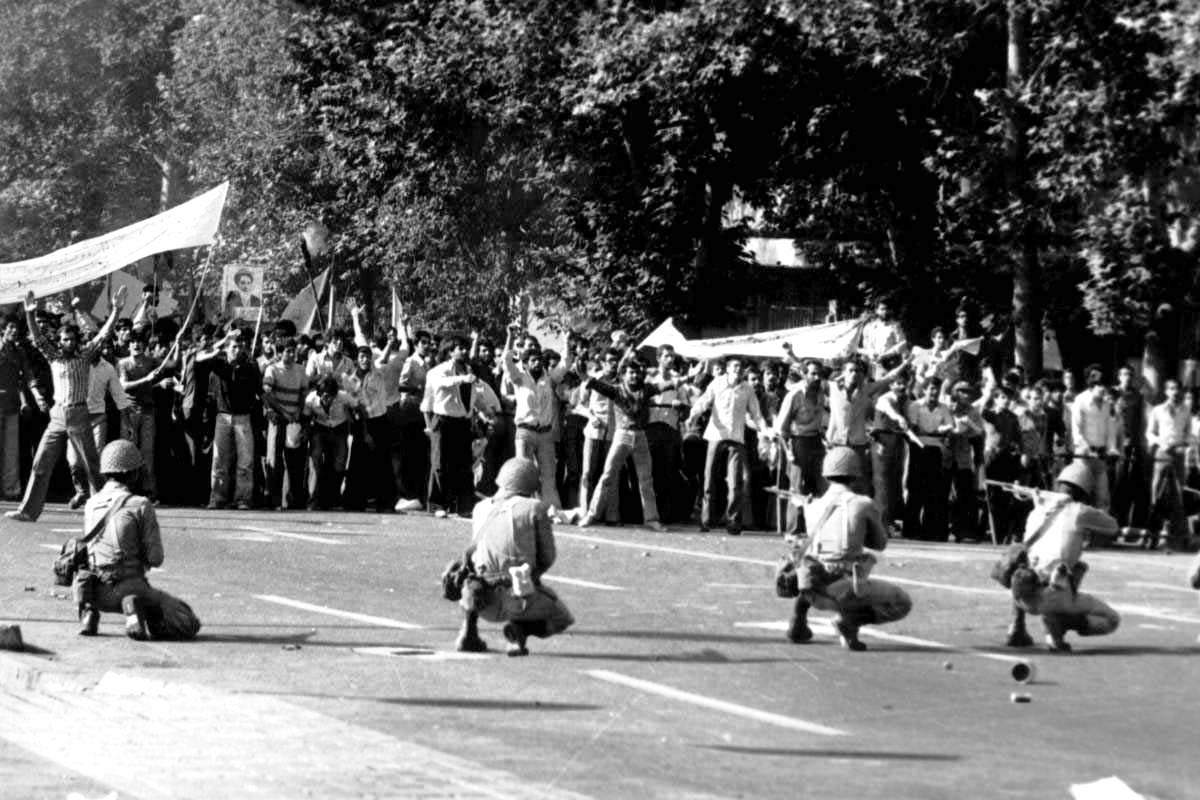
Protestos, em 1978, contra o Xá (imperador) do Irã

Com as tensões na fronteira voltando a crescer, o Aiatolá iraniano, Ruhollah Khomeini, conclamou a população iraquiana a se levantar e derrubar o governo Ba'ath, em um movimento que gerou muita irritação em Bagdá. Em 17 de julho de 1979, apesar das declarações de Khomeini, Saddam deu um discurso elogiando a revolução iraniana e pediu uma revigoração das relações Irã-Iraque baseado na não interferência mutua nos assuntos internos de cada nação. Quando o aiatolá do Irã rejeitou as palavras de Hussein e voltou a pedir por uma revolução islâmica no Iraque, o governo baathista ficou alarmado. A nova administração em Teerã afirmava que o governo baath era irracional.
Além das disputas fronteiriças, um dos principais fatores da guerra foi o medo que o governo iraquiano tinha do Irã "exportar" sua revolução, medo este compartilhado por países da região (especialmente do Golfo Pérsico). O Iraque era um dos poucos países de maioria xiita no mundo muçulmano, mas ainda assim era governado pela minoria sunita. A maioria da população iraniana também era xiita e Saddam temia que os xiitas em sua própria nação seguisse o exemplo do país vizinho e se rebelasse contra o governo central em Bagdá.
Apesar dos pedidos de Khomeini para que a população xiita iraquiana se rebelasse, o regime iraquiano mantinha-se firme e o aparato estatal frustrava qualquer possibilidade de golpe. De acordo com algumas fontes, a hostilidade de Khomeini para com Saddam era na verdade mais branda do que de alguns líderes árabes vizinhos. A principal justificativa que Saddam usou para a guerra foi "consertar os erros" do Acordo de Argel de 1975, além do seu desejo de anexar a região do Cuzistão e dele próprio de se tornar um líder no mundo árabe. O ditador iraquiano queria que seu país se tornasse o novo Egito de outrora, que nas últimas duas décadas, liderava o movimento nacionalista árabe. Ao mesmo tempo, ele queria exercer poder hegemônico sobre o Golfo Pérsico. Saddam acreditava que o Irã estava muito enfraquecido devido ao caos da revolução, além das sanções e do isolamento internacional. Desde que chegou ao poder, Hussein estava obcecado em criar o exército mais poderoso da região, comprando enormes quantidades de equipamento da União Soviética e até da França. No começo de 1980, ele tinha mais de 200 000 soldados ativos, 2 000 tanques e 450 aeronaves. A lenta desintegração do outrora poderoso exército iraniano, deu ao Iraque uma oportunidade única de atacar e anexar os territórios em disputa. Para buscar apoio externo, Saddam afirmou que estaria contendo a influência da revolução iraniana, algo que os demais países do Golfo temiam.
Caso a invasão do Irã pelos iraquianos fosse bem sucedida, o Iraque seria dono de uma das maiores reservas de petróleo do mundo e se consolidaria como uma potência regional dominante. A situação do Irã pós-revolução era caótica, dando a Saddam a oportunidade de anexar a província do Cuzistão, rica em petróleo. Além disso, o Cuzistão tinha uma grande população árabe (em contraste com o resto do Irã que era majoritariamente formado por persas). Saddam imaginava que teria a simpatia deste povo e que uma invasão poderia até instigar uma revolta da minoria árabe dentro do Irã contra a maioria persa. Países vizinhos do Golfo, como a Arábia Saudita e o Kuwait (apesar do seu desgosto com Saddam) encorajaram o Iraque a atacar, já que eles temiam que a revolução iraniana chegasse perto de suas fronteiras e ameaçassem seus governos. Exilados iranianos também ajudaram a convencer os iraquianos a invadir, dizendo que o enfraquecido regime islâmico em Teerã cederia rapidamente.

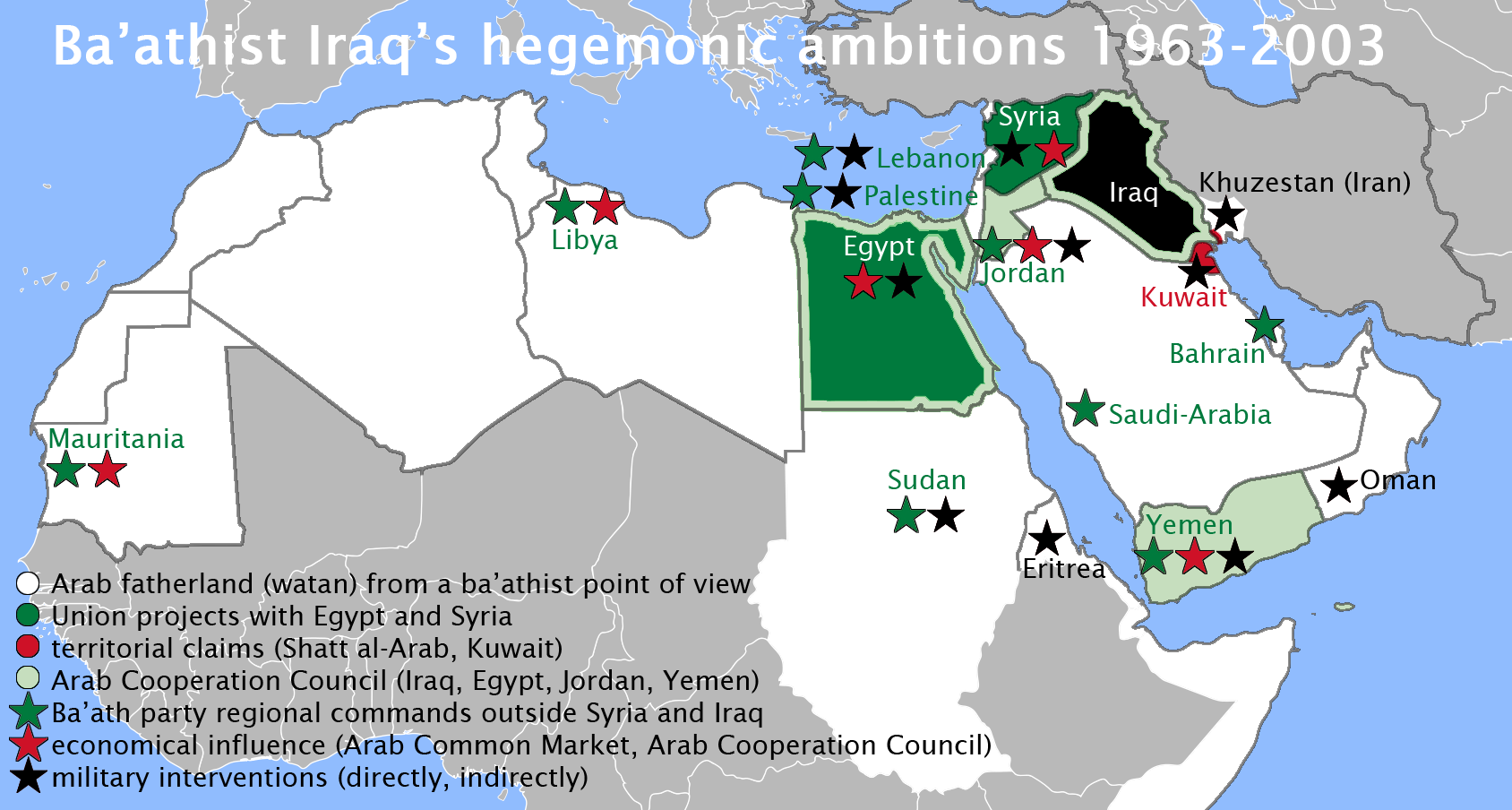
Mapa da zona de influência do baathismo no mundo árabe. Um dos objetivos de Saddam era ser reconhecido como o líder dos árabes e do Golfo Pérsico

No período de 1979 a 1980, os iraquianos tomaram proveito do aumento do preço do petróleo, rendendo bilhões para o governo. Assim, o Iraque conseguiu investir em diversas áreas, criando uma boa infraestrutura interna e um exército poderoso. Em contraste com o novo regime iraniano, o Iraque era um país com um governo secular.
No final da década de 70 e começo da de 80, movimentos antiBa'ath dentro da população xiita iraquiana pretendiam iniciar uma revolução islâmica no seu país. Saddam e seu governo acreditava que estas manifestações eram inspiradas, instigadas ou até arquitetadas pelos iranianos. A 10 de março de 1980, quando o Iraque declarou o embaixador iraniano no seu país como persona non-grata, e exigiu sua retirada do país em cinco dias, o Irã respondeu rompendo relações diplomáticas com Bagdá. Em abril de 1980, o aiatolá iraquiano xiita Mohammad Baqir al-Sadr e sua irmã Amina Haydar (conhecida como Bint al-Huda) foram executados a mando de Saddam Hussein. Esta execução gerou indignação na comunidade muçulmana regional, especialmente entre os xiitas.
O governo iraquiano então começou a expropriar mais de 70 000 civis de origem iraniana e os expulsou do país. A maioria dessas pessoas eram, na verdade, descendentes de árabes e xiitas, sem muitos laços com o Irã. Isto deteriorou ainda mais a relação entre os países.
Em abril de 1980, militantes xiitas assassinaram pelo menos vinte oficiais do partido Ba'ath. Já o vice primeiro-ministro do Iraque, Tariq Aziz, foi quase morto em 1 de abril. Aziz sobreviveu mas o atentado contra ele tirou a vida de onze pessoas. Três dias depois, no enterro destas pessoas, houve um atentado a bomba. Outro ministro que escapou da morte foi o da informação, Latif Nusseif al-Jasim. Militantes xiitas também foram os responsáveis. O princípio de uma insurreição xiita no Iraque, apoiada pelos iranianos, fez com que Saddam visse o Irã como uma grave ameaça a sua permanência no poder. Ele usou isso mais tarde como desculpa para atacar o país vizinho.
Tentando revidar na mesma moeda das revoltas xiitas, os iraquianos queriam instigar uma revolta entre a população curda no Cuzistão (região que Saddam pretendia anexar), apoiando suas disputas trabalhistas e lhes dando apoio militar contra a Guarda Revolucionária iraniana. O Iraque também apoiava a revolta do Partido Democrático do Curdistão iraniano contra Teerã. O mais notável evento foi o cerco da embaixada do Irã em Londres, onde seis insurgentes árabes Cuzistãonenses fizeram o pessoal da embaixada de refém, antes de serem mortos por forças especiais britânicas.
De acordo com o general iraquiano Ra'ad al-Hamdani, em adição a possibilidade de incitar uma revolta entre a população árabe iraniana, a conquista de Teerã e a expulsão da Guarda Revolucionária da região, poderia levar a uma contrarrevolução dentro do Irã, levando a um colapso do regime de Khomeini. Contudo, ao invés de se voltar contra o próprio governo, a população iraniana (incluindo a de origem árabe) botou suas diferenças de lado para defender seu país da agressão externa. A luta por parte da população do Irã não teve só caráter nacionalista, mas religioso, com a liderança xiita iraniana convocando uma guerra santa contra os iraquianos para defender a nova República Islâmica.

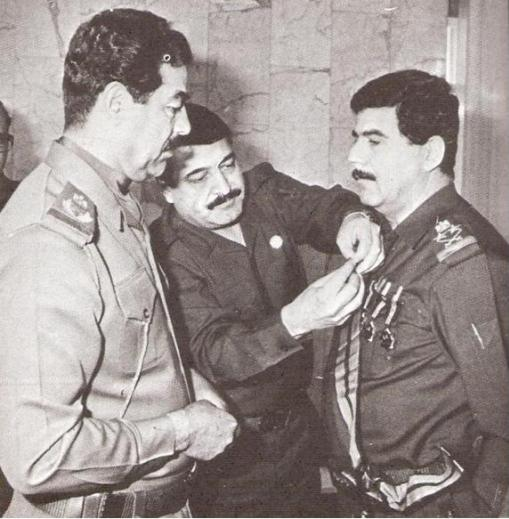
Saddam Hussein (esquerda) condecorando seu ministro da defesa, Adnan Khairallah (direita), em uma cerimônia em Bagdá

### Preparações iraquianas
Os iraquianos fizeram suas preparações para a ofensiva confiantes que se sairiam vitoriosos. O Irã não tinha uma liderança coesa e seu exército sofria com a falta de equipamentos. O Iraque, por outro lado, possuía um exército fortemente armado e bem treinado, com mais de 200 000 homens, 2 000 tanques e 450 aeronaves. Saddam mobilizou 12 divisões mecanizadas e a moral estava alta entre as tropas. Durante os anos 70, o regime baathista havia reconstruído as forças armadas do país, primordialmente com equipamentos vindos da União Soviética.
A região sul era cheia de rios e pântanos mas os iraquianos possuíam sofisticados equipamentos para atravessa-los. O Iraque corretamente deduziu que as margens dos rios Kharkeh e Karun, no Cuzistão, estariam sendo pouco protegidos e seriam facilmente superados. A inteligência iraquiana também afirmou que a região do Cuzistão estava guarnecida com tropas mal equipadas e por batalhões com pouco pessoal disponível. Também havia poucos tanques iranianos prontos.
A única preocupação do Iraque era com a força aérea iraniana. Apesar dos expurgos de diversos oficiais e da falta de materiais (como peças de reposição para as aeronaves), ela ainda era muito poderosa e havia mostrado profissionalismo e força enquanto sufocava movimentos contrarrevolucionários no país. Eles também demonstraram bom desempenho durante a tentativa de resgate americana (Operação Eagle Claw) para tentar libertar os reféns em Teerã. Assim, a liderança militar iraquiana decidiu lançar ataques aéreos contra as bases da aviação iraniana logo na primeira fase da invasão como alvo de prioridade.

### Preparações iranianas

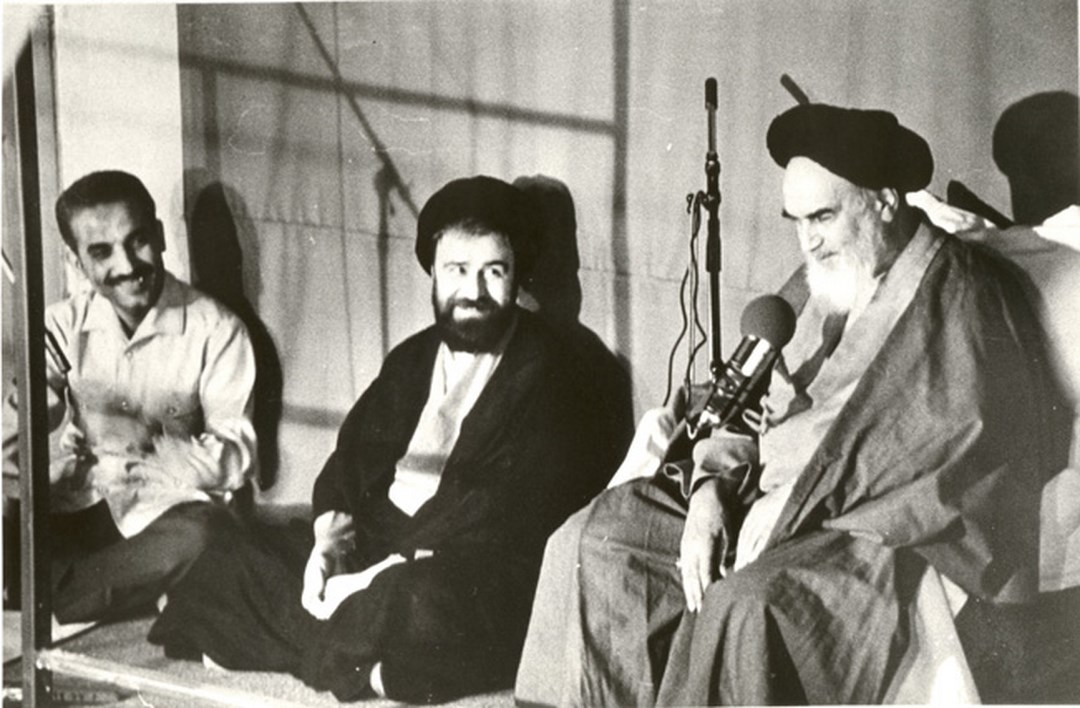
O aiatolá Khomeini (a direita) em um discurso para simpatizantes

No Irã, vários expurgos aconteceram (muitas execuções foram ordenadas por Sadegh Khalkhali, um dos mais importantes juízes das Cortes Revolucionárias), causando problemas de falta de pessoal qualificado. Havia também a falta de materiais e, acima de tudo, de peças de reposição para os equipamentos de origem americana. Isso tudo causou o enfraquecimento de sua outrora poderosa forças armadas. Entre fevereiro e setembro de 1979, o governo iraniano executou 85 generais e forçou outros ao exílio ou a aposentadoria antecipada. Em setembro de 1980, mais de 12 000 oficiais já haviam sido mortos ou desapareceram nos expurgos. Isso causou um enorme declínio nas capacidades das forças armadas. O exército regular (que na época do Xá era considerado um dos mais poderosos do mundo) já estava tremendamente enfraquecido. As deserções também se tornaram um problema, chegando a 60%, e o corpo de oficiais estava devastado. A maioria dos militares e pessoal com capacidade haviam fugido para o exílio, presos ou executados. Durante a guerra o Irã não conseguiu se recuperar desta fuga de capital humano. Sanções e isolamento externo enfraquecia a já debilitava economia iraniana e, mais importante, forçava o Irã a adquirir armamentos no mercado negro para comprar peças para tanques e aviões. Quando a invasão iraquiana começou, muitos pilotos e oficiais foram soltos das prisões ou tiveram suas penas de morte comutadas. Estes homens foram então enviados para a linha de frente. Para substituir os generais que foram expurgados, muitos oficiais receberam promoções extras e também com altos cargos sendo ocupados por pessoas leais ao regime. Os iranianos ainda tinham 1 000 tanques operacionais e centenas de aviões prontos para o combate. Muito equipamento foi canibalizado, numa tentativa de superar a falta de material.
Enquanto isso, uma nova força paramilitar foi criada e rapidamente ganhou proeminência dentro do país: o Exército dos Guardiães da Revolução Islâmica (muitas vezes referidos como "Guarda Revolucionária", ou Sepah-e-Pasdaran), que tinha como objetivo, não só lutar pela nação, mas também pela manutenção do novo regime. Apesar de treinado como uma organização paramilitar, depois da invasão iraquiana, eles foram obrigados a lutar como um exército tradicional. Inicialmente, eles rivalizaram com os demais ramos das forças armadas e se recusavam a lutar ao lado do exército regular, o que resultou em várias derrotas na linha de frente. Mas a partir de 1982, os dois grupos passaram a cooperar. Outro grupo paramilitar proeminente foi a milícia Basij. Os Basij eram mal armados e geralmente eram formados por crianças e adolescentes ou até por idosos (alguns com mais de 70 anos). Por razões como esta eles eram frequentemente ineficazes em combate. Normalmente eles lutavam ao lado da Guarda Revolucionária, fazendo parte dos ataques de onda humana.

### Conflitos fronteiriços
No final da década de 1970 e começo de 1980, escaramuças e pequenos combates começaram a se tornar mais frequentes na fronteira Irã-Iraque. Os iraquianos começaram a ficar mais audazes, lançando ataques por ar e infiltrações terra contra territórios em disputa. O Irã respondeu na mesma moeda, lançando disparos de artilharia contra cidades iraquianas. A 20 de setembro de 1980, Saddam Hussein declarou que o exército iraquiano "libertou" todos os territórios disputados com o Irã. Na conclusão das "operações libertadoras", no dia 20, Saddam falou ao parlamento do seu país:
"As frequentes e flagrantes violações do Irã da nossa soberania ... fizeram o acordo de Argel de 1975 inviável. Esse rio [o Xatalárabe] ... deve ter sua identidade iraquiana-árabe preservada como era ao longo da história e, na realidade, com todos os direitos de anulação que emana de sua plena soberania sobre o rio ... Nós não queremos lançar uma guerra contra o Irã".
Apesar de Saddam afirmar que não queria uma guerra contra os iranianos, suas forças partiram no dia seguinte para atacar alvos ao longo da fronteira, como prelúdio para uma invasão em larga escala. A 7ª Divisão mecanizada e a 4ª Divisão de infantaria iraquianas atacaram as importantes cidades iranianas de Fakkeh e Bostan, abrindo caminho para a entrada de mais tropas no Irã. Enfraquecido pelo caos interno pós-revolução, os iranianos não conseguiram repelir estes ataques, dando aos iraquianos vitórias iniciais fáceis. Isso levou Saddam a crer que uma guerra contra o Irã seria curta e fácil.

## A guerra

### 1980: a invasão iraquiana

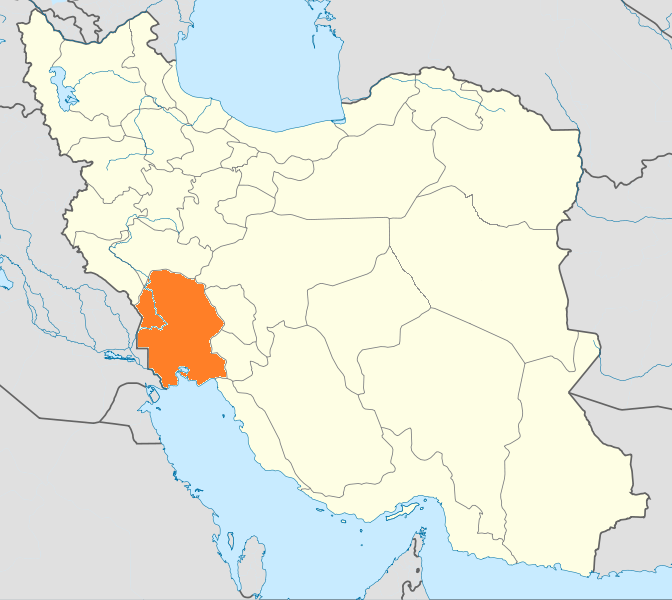
Localização da província de Cuzistão (Khūzestān), no Irã, alvo dos primeiros ataques terrestres iraquianos

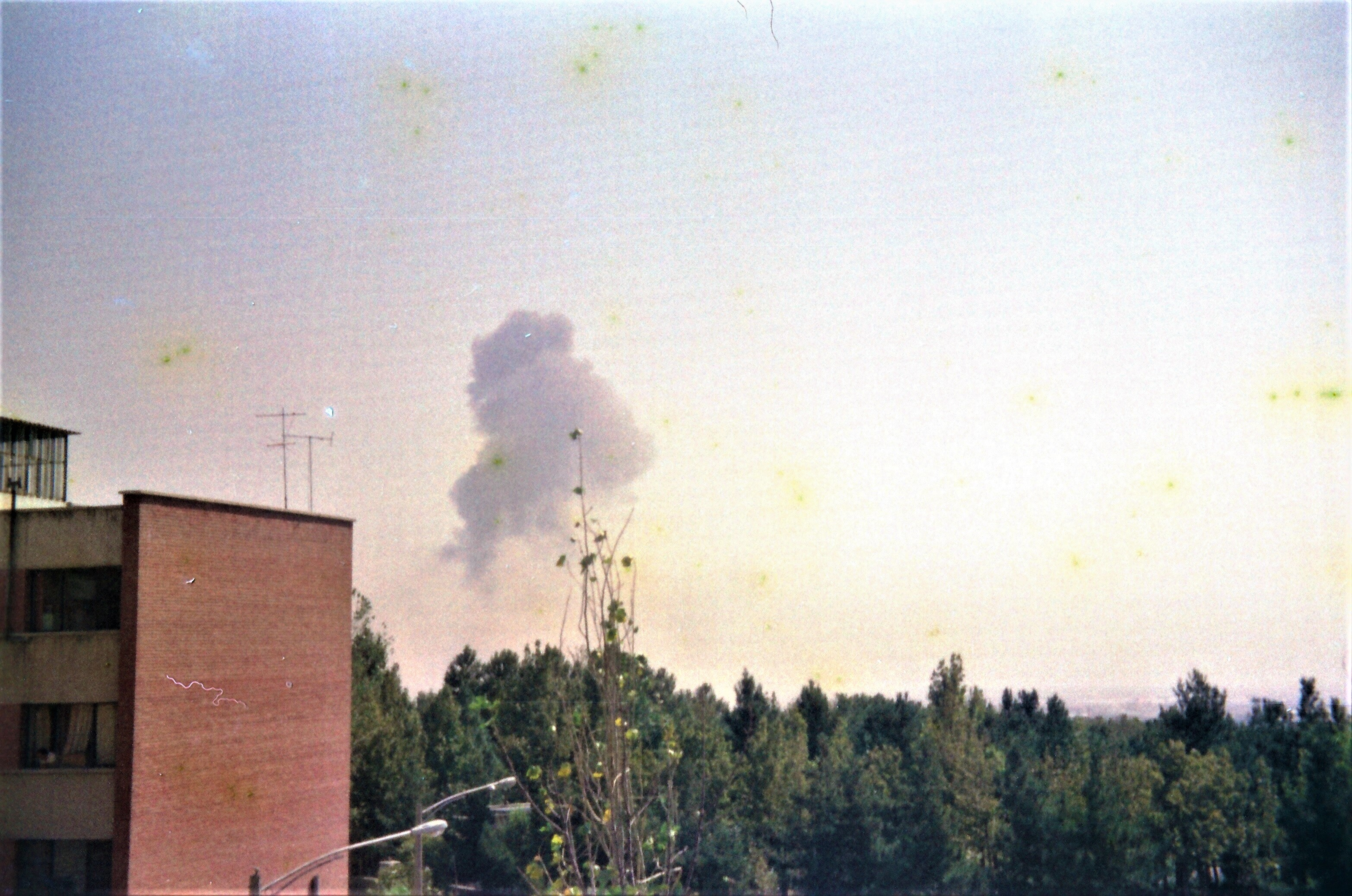
Bombardeio em Teerã, em 22 de setembro de 1980, feito pela força aérea iraquiana

O Iraque começou a invasão em larga escala do Irã a 22 de setembro de 1980. A força aérea iraquiana lançou ataques surpresas contra dez bases aéreas iranianas com o objetivo de destruir a sua aviação militar. Apesar destas bases terem sido bem danificadas, a ofensiva falhou em destruir muitas aeronaves inimigas: apenas alguns aviões iraquianos conseguiram se aprofundar em solo iraniano, incluindo uns MiG-23BN, Tu-22 e Su-20. Três MiG-23s conseguiram alcançar Teerã, atacando o seu aeroporto mas destruíram poucos aviões.

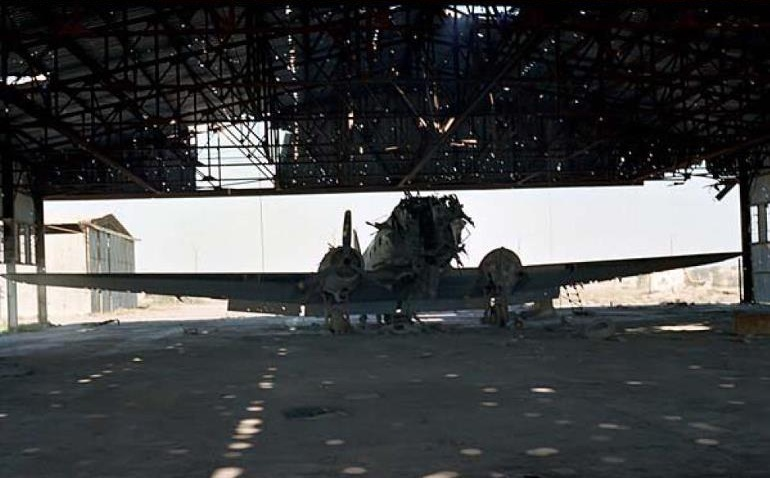
Um avião C-47 Skytrain iraniano destruído em um bombardeio aéreo

Após um dia de intensos ataques aéreos, o Iraque lançou sua incursão terrestre contra o Irã, ao longo de três linhas de frente. Estas ofensivas foram lançadas ao mesmo tempo. O propósito da invasão, de acordo com Saddam, era destruir o movimento de Khomeini e impedir que ele "exportasse sua revolução" para o Iraque e outros Estados do Golfo. O ditador iraquiano imaginava que se ele anexasse a província de Cuzistão, o prestígio do novo regime iria cair e talvez um outro governo pudesse assumir.
Das seis divisões que encabeçaram a invasão iraquiana, quatro foram enviadas para o Cuzistão, que era próxima a fronteira sul, com o objetivo de cortar Xatalárabe do resto do país para criar uma zona segura. As outras duas divisões atacaram a região central e norte para proteger o Iraque de um eventual contra-ataque, defendendo os campos de petróleo do sudeste. Uma divisão de infantaria mecanizada e uma blindada atacaram as importantes cidades portuárias sulistas de Abadã e Corramxar. Mais duas unidades, ambas de blindados, lançaram-se sobre as estradas que ligavam as cidades de Corramxar, Avaz, Susangerd e Musian. No fronte central, os iraquianos ocuparam a cidade de Mehran, avançando até as montanhas de Zagros, tomando a principal estrada que ligava Teerã a Bagdá, importante para evitar uma contra-ofensiva, ao mesmo tempo que se moviam em direção a cidade de Qasr-e Shirin. Na frente norte, os iraquianos tentaram firmar posições defensivas em Suleimaniya, para proteger as rotas que levavam a região de Quircuque, rica em petróleo. A rebelião pró-árabe que Hussein esperava instigar no Cuzistão nunca se materializou, com o povo local permanecendo leal ao aiatolá iraniano. Os avanços iraquianos no Irã em 1980 foram descritos pelo jornalista Patrick Brogan como "mal liderados e sem espirito de luta". Na cidade iraniana de Susangerd foi reportado o primeiro uso de armas químicas, feito por tropas do Iraque.

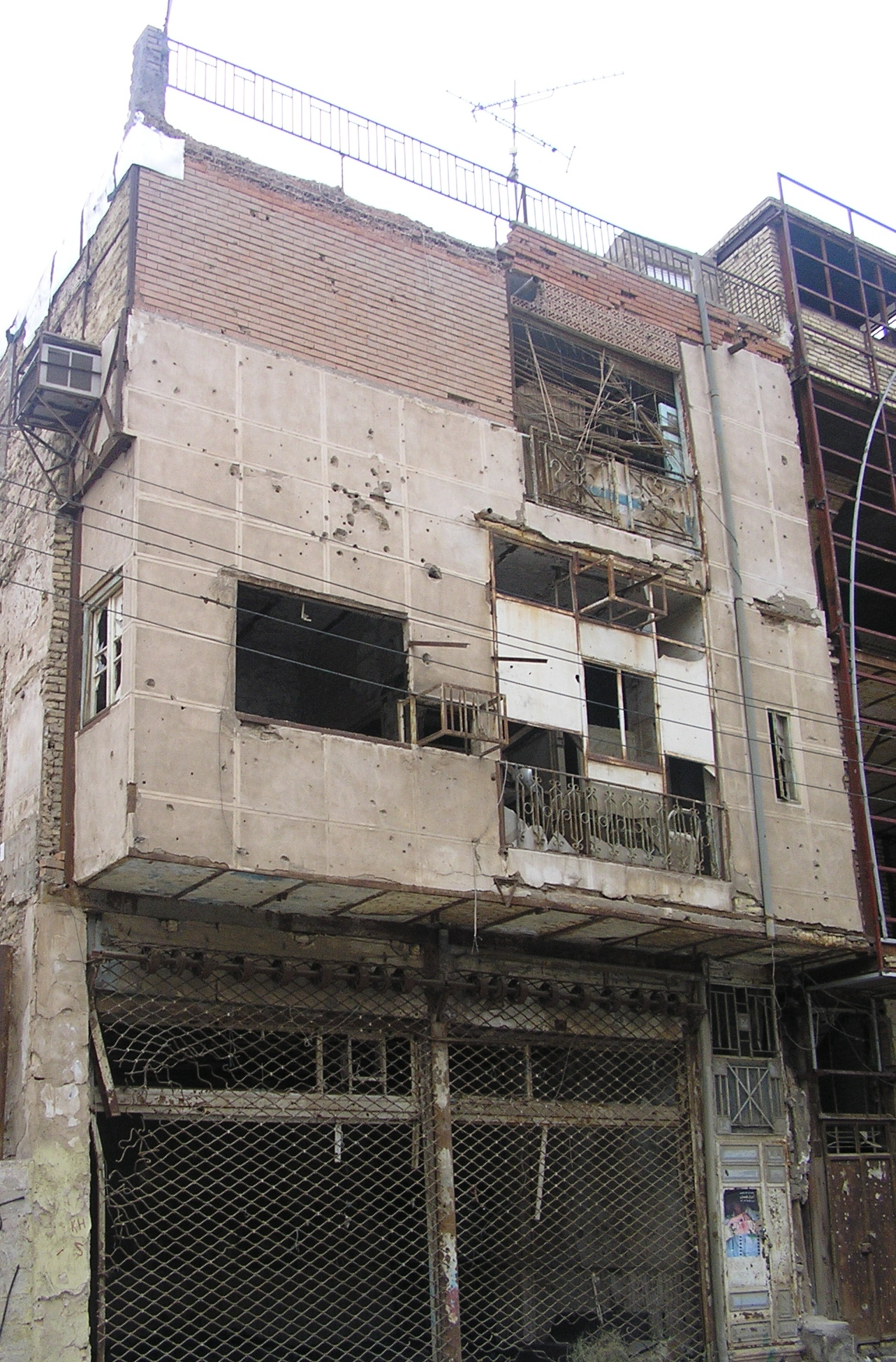
Prédios destruídos na cidade iraniana de Abadã após ataques iraquianos

Apesar do sucesso inicial em surpreender os iranianos com suas repentinas surtidas aéreas, a situação do Iraque no ar não era tão boa. A força aérea do Irã conseguiu retaliar e começou a atacar bases militares iraquianas na chamada Operação Kaman 99 (Arco 99). Grupos de caças F-4 Phantom e F-5 Tiger atacaram diversos alvos pelo Iraque, atingindo instalações governamentais, represas, plantas petroquímicas e refinarias de petróleo. Entre as grandes cidades atingidas estavam Bagdá, Mossul e Quircuque. A força da retaliação iraniana pegou o Iraque de surpresa. A aviação do Irã conseguiu causar muitos danos a infraestrutura do Iraque, sofrendo poucas baixas no processo.
Helicópteros de ataque iranianos AH-1 Cobra começaram a atacar as divisões do exército iraquiano na linha de frente, junto com caças F-4 Phantoms. Os ataques foram bem sucedidos em destruir vários blindados inimigos, mas não paralisou suas ofensivas. Logo a eficiência da força aérea iraquiana cairia bruscamente. O Irã começou a ter muito sucesso com os caças F-14 Tomcat, que abatiam várias aeronaves do Iraque, que eram de fabricação soviética.
O exército iraniano, as forças policiais, os voluntários da milícia Basij e as unidades da Guarda Revolucionária conduziam suas operações separadamente. Assim, a primeira onda de invasão iraquiana não enfrentou uma resistência coordenada e efetiva. Contudo, a 24 de setembro de 1980, a marinha do Irã atacou a cidade de Baçorá, no sul do Iraque, destruindo duas refinarias termais de petróleo no porto de Faw, causando danos a economia do país. Porém, o exército iraquiano continuava avançando, forçando o recuo dos iranianos. Estes, porém, se concentraram nas cidades e estabeleceram uma nova linha de defesa.
A 30 de setembro, a força aérea do Irã atacou o reator nuclear de Osirak, perto de Bagdá. Em 1 de outubro, a capital iraquiana foi novamente atacada por aviões iranianos. Em resposta, o Iraque intensificou suas operações aéreas, bombardeando várias cidades na fronteira, mantando muitos civis.
Os violentos combates na fronteira geraram enormes crises humanitárias durante todo o conflito, além do deslocamento de milhares de refugiados. No geral, a guerra gerou quase três milhões de refugiados, afetando ambos os países quase que igualmente.

#### Primeira batalha de Khorramshahr
Em 22 de setembro de 1980, iniciou-se uma prolongada batalha por Khorramshahr, que rapidamente terminou com mais de 7 000 mortos em cada lado. Devido a natureza sangrenta que a luta estava tomando, os iranianos começaram a chamar Khorramshahr de a "Cidade de Sangue" (خونین شهر, Khunin shahr).
A batalha começou com os iraquianos atacando posições chaves na cidade e suas divisões mecanizadas avançando firme. Contudo ataques aéreos do Irã e artilharia e atividades de guerrilha da Guarda Revolucionária desacelerou os avanços inimigos. O Irã inundou os pântanos ao redor da cidade, forçando os iraquianos a atacar por vias estreitas e ruas. Os tanques de Saddam avançavam sem apoio da infantaria e por isso muitos blindados foram perdidos. Mesmo assim, em 30 de setembro, os iraquianos conseguiram conquistar toda a periferia de Khorramshahr. No dia seguinte, o Iraque lançou mais uma ofensiva, desta vez com tanques e soldados de infantaria. A luta foi intensa, casa por casa, e os iraquianos tiveram de recuar. Em 14 de outubro, os iraquianos lançaram uma segunda ofensiva. Os iranianos foram forçados a se retirar, mas o fizeram lentamente, importunando os inimigos rua por rua. A 24 de outubro, boa parte da cidade havia caído nas mãos das tropas de Saddam e os iranianos recuaram até o rio Karun. Alguns guerrilheiros ficaram para trás e a luta de fato não terminou até 10 de novembro.

#### O avanço iraquiano é detido

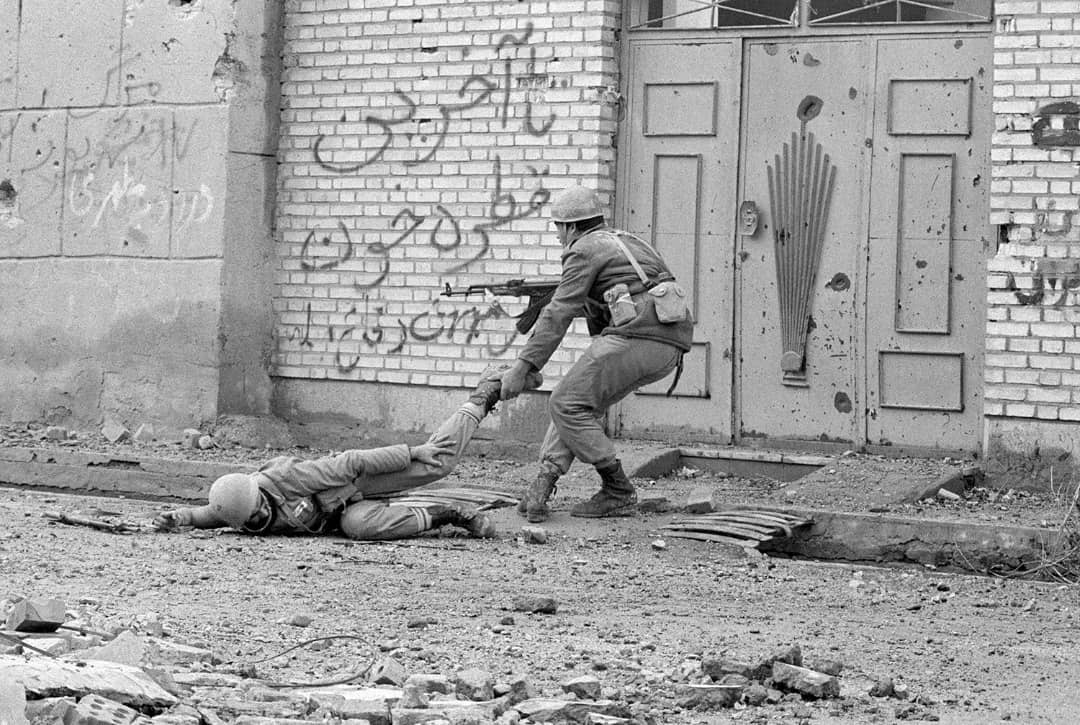
Um soldado iraniano carregando um companheiro ferido durante a batalha por Khorramshahr

Ao contrário do que se esperava, o povo iraniano não se voltou contra o fraco e ainda novo governo da República Islâmica. Pelo contrário, houve uma enorme mobilização popular para apoiar a nação e expulsar os invasores iraquianos. Rapidamente, 200 000 novos voluntários foram para a linha de frente em novembro.
Apesar da batalha por Khorramshahr ter terminado, o tempo que demorou para os iraquianos a conquistarem acabou ajudando os iranianos a melhor se preparem. Em novembro, Saddam ordenou que suas forças avançassem até Dezful e Ahvaz. Contudo, as milícias populares no caminho e os aviões iranianos conseguiram deter o avanço dos iraquianos. A força aérea do Irã voava missões de forma muito eficiente, destruindo depósitos de armas e combustíveis do exército iraquiano. No solo, apesar das sanções econômicas internacionais, o problema de suprimentos dos iranianos não era tão grave inicialmente. Apesar da falta de peças de reposição para o material militar de origem americana, peças eram canibalizadas e compras eram feitas no mercado negro. A 28 de novembro, o Irã lançou a Operação Morvarid, uma série de ataques combinados pelo ar e pelo mar, que destruiu 80% da marinha iraquiana e todos os seus radares e postos de observação no sul do país. Quando o Iraque cercou a cidade de Abadã, eles não conseguiram tomar o importante porto da região, permitindo a chegada de suprimentos por parte dos iranianos pelo mar.
Ao fim de 1980, o Iraque já não tinha mais reserva de tropas. A falta de pessoal e a extensa perda de equipamentos fez com que eles não tivessem condições de lançar novas ofensivas por um bom tempo. Apesar de todo o esforço e do comprometimento feito pelo governo de Bagdá, a cidade iraniana de Khorramshahr foi a única grande conquista feita pelos iraquianos. Em 7 de dezembro, Hussein anunciou que seu país assumiria uma postura defensiva. Até aquele momento, os iraquianos já haviam destruído mais de 500 tanques iranianos e capturado outros 100. Nos próximos oito meses, ambos os lados se entrincheiraram e realizaram apenas movimentos defensivos (com a exceção da batalha de Dezful), com o Irã querendo comprar tempo para se reorganizar e se recuperar dos expurgos que havia feito da liderança do exército entre 1979 e 1980. Neste período, a luta consistiu em combates pontuais e trocas de tiro de artilharia. O Iraque mobilizou 21 divisões para a invasão, enquanto o Irã tinha penas 13 divisões do exército e uma brigada, sendo que apenas sete estavam na fronteira entre os dois países. A luta de trincheiras, como na primeira guerra mundial, resultava em embates sangrentos com poucas conquistas estratégicas. Devido ao poder das armas antitanques da época, como o RPG-7, fez com que muitos blindados fossem destruídos (especialmente do Iraque), fazendo com que as unidades mecanizadas de ambos os lados tomassem posições bem estáticas. Os iranianos tentavam romper as linhas iraquianas com ataques em forma de "ondas humanas", sofrendo pesadas baixas mas infligindo severas perdas aos iraquianos também.
O Iraque também começou a disparar misseis Scud indiscriminadamente sobre cidades iranianas. Os projéteis acertaram centros civis em áreas como Dezful e Ahvaz, matando muitos civis.

### 1981: Impasse

#### Batalha de Dezful

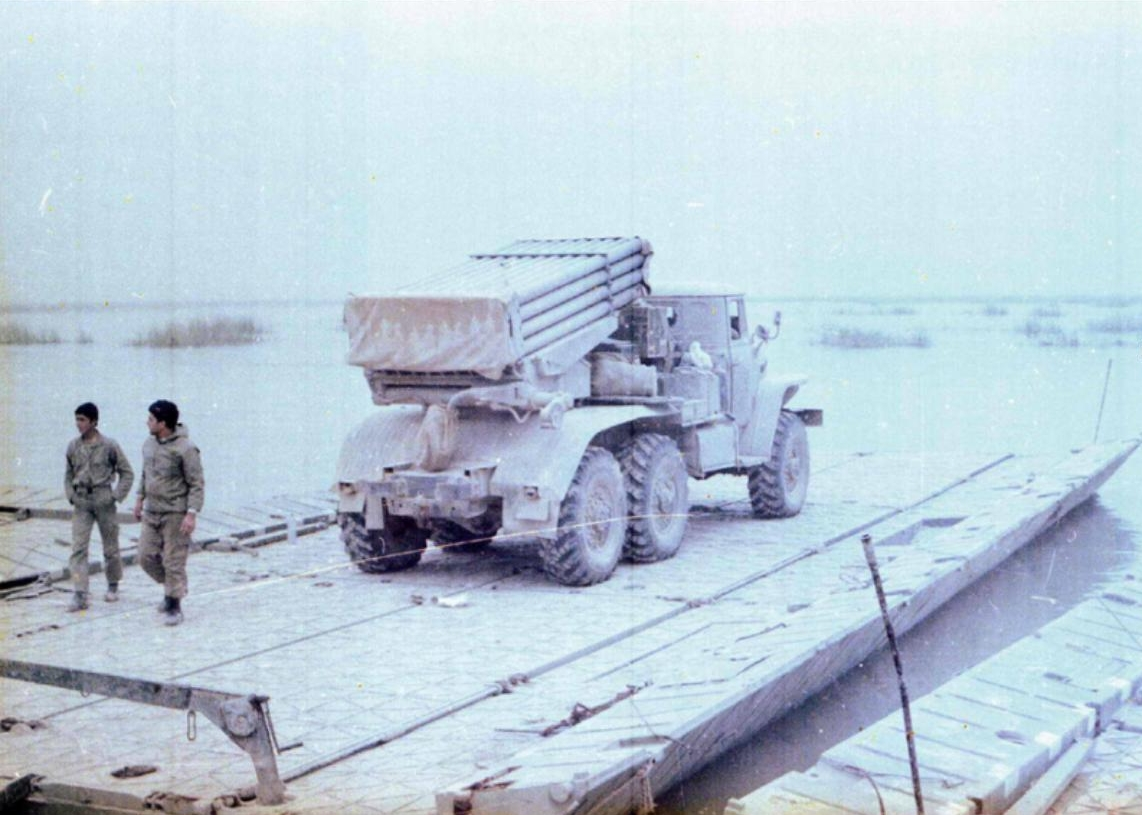
Militares iranianos com um lança-foguetes BM-21 Grad

Em 5 de janeiro de 1981, o Irã já havia reorganizado suas forças e lançaram um maciço contra-ataque, a Operação Nasr ("Vitória"). Os iranianos usaram a cidade de Dezful como base para atacar na direção de Susangerd, consistindo de duas grandes divisões blindadas. Estes ataques foram bem sucedidos em quebrar as linhas inimigas. Contudo, os tanques iranianos avançavam rápido demais, se isolando da infantaria, e sofrendo assim muitas perdas. Na subsequente batalha de Dezful, uma divisão blindada iraniana foi quase que completamente estraçalhada numa das maiores batalhas de tanques da guerra. Lama e terreno ruim, especialmente nos pântanos do sul do Iraque e Irã, tornavam a movimentação de veículos difícil. Os iraquianos perderam 45 tanques T-62, enquanto os iranianos tiveram entre 100-200 tanques Chieftain e M-60 destruídos.
A luta por Dezful começou por ordem do presidente iraniano Abulhassan Banisadr, que acreditava que uma vitória poderia ajudar sua deteriorada posição política. Mas com o fracasso da operação na verdade acelerou sua queda. O Irã enfrentava problemas entre o presidente Banisadr, que apoiava o exército regular, e os linha dura do Exército dos Guardiães. Com sua remoção do poder, a rivalidade acabou. Assim a performance das forças armadas melhorou. Novas disputas internas no Irã começaram quando o movimento islâmico-marxista Mujaheddin e-Khalq (MEK) começou a combater soldados da República Islâmica a partir de junho de 1981. Os mujahidins do MEK gradualmente começaram a apoiar Saddam Hussein. A batalha por Dezful se tornou um ponto crítico no pensamento militar iraniano. A partir daí houve menos ênfase em combate tradicional pelo exército e mais impeto nas táticas não convencionais (guerrilha, principalmente) da Guarda Revolucionária.

#### Combate em H3

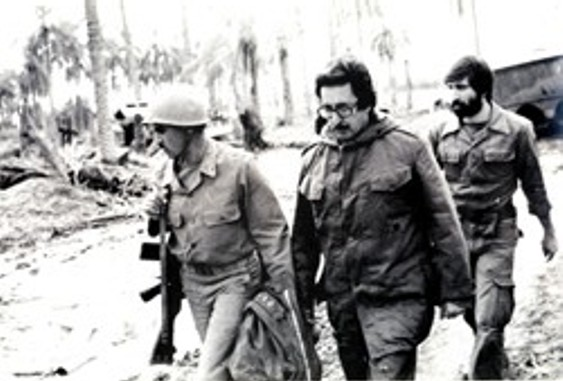
O presidente iraniano Abulhassan Banisadr durante uma visita à linha de frente.

A força aérea iraquiana, severamente danificada, moveu seus principais aviões para a base aérea H-3, no oeste do país, perto da fronteira jordaniana e longe da do Irã. Contudo, a 3 de abril de 1981, uma frota de aviões iranianos, incluindo oito aeronaves F-4 Phantom, quatro F-14 Tomcats, três Boeing 707 para reabastecimento, e um Boeing 747 de comando, lançaram um ataque surpresa a base H3, destruindo entre 27 e 50 jatos iraquianos.
Apesar do sucesso do ataque a base aérea H-3, em abril, a força aérea do Irã encerrou uma série de 180 dias de surtidas aéreas contra o território iraquiano. Além disso eles abriram mão de tentar controlar seu próprio espaço aéreo. Devido as pesadas sanções econômicas impostas pelo ocidente e os expurgos feitos antes da guerra, a aviação militar iraniana sofria e tomava decisões de forma cautelosa, evitando sofrer perdas. Novos expurgos foram feitas durante o conflito, principalmente após o presidente Banisadr ter sido removido do poder. A força aérea do Irã lutou o resto do conflito de forma defensiva, tentando segurar os iraquianos ao invés de caça-los. Entre 1981 e 1982 a força aérea iraquiana permaneceu fraca, mas nos anos seguintes conseguiu se rearmar e reerguer, e começou a tomar a iniciativa.

#### Ataques em ondas humanas
Já que os iranianos sofriam com a falta de armamento pesado o comando militar queria se aproveitar da sua superioridade numérica (o Irã tinha uma população três vezes maior que a do Iraque). O que não faltavam eram voluntários, respondendo ao chamado de seus líderes religiosos para repelir os invasores. Em 1981 então o Irã lançou uma série de ataques em ondas humanas contra posições iraquianas. Tipicamente os ataques consistiam em três fases: primeiro, os membros voluntários e mal armados da milícia Basij lançavam-se em ondas contra contra as linhas inimigas (em alguns casos eram usados para limpar campos minados). Eles eram seguidos pelos experientes e melhores armados membros da Guarda Revolucionária, que sobrepujariam os iraquianos. Logo em seguida, o exército, usando unidades mecanizadas, avançariam para vencer a batalha.
De acordo com o historiador Stephen C. Pelletiére, a ideia iraniana de "ataque em onda humana" é na verdade um equívoco. Ao invés disso, a tática iraniana consistia em avançar com grupos de 22 homens de infantaria para atacar alvos específicos. A aproximação destes homens na hora da ofensiva dava a impressão de "ataque em onda humana". Mesmo assim, o Irã utilizou de ataques maciços de ondas de infantaria durante toda a guerra. Um dos objetivos era claramente sobrepujar as linhas iraquianas com o seu número e não com qualidade. O resultado destas operações consistiam em uma enorme quantidade de mortos.

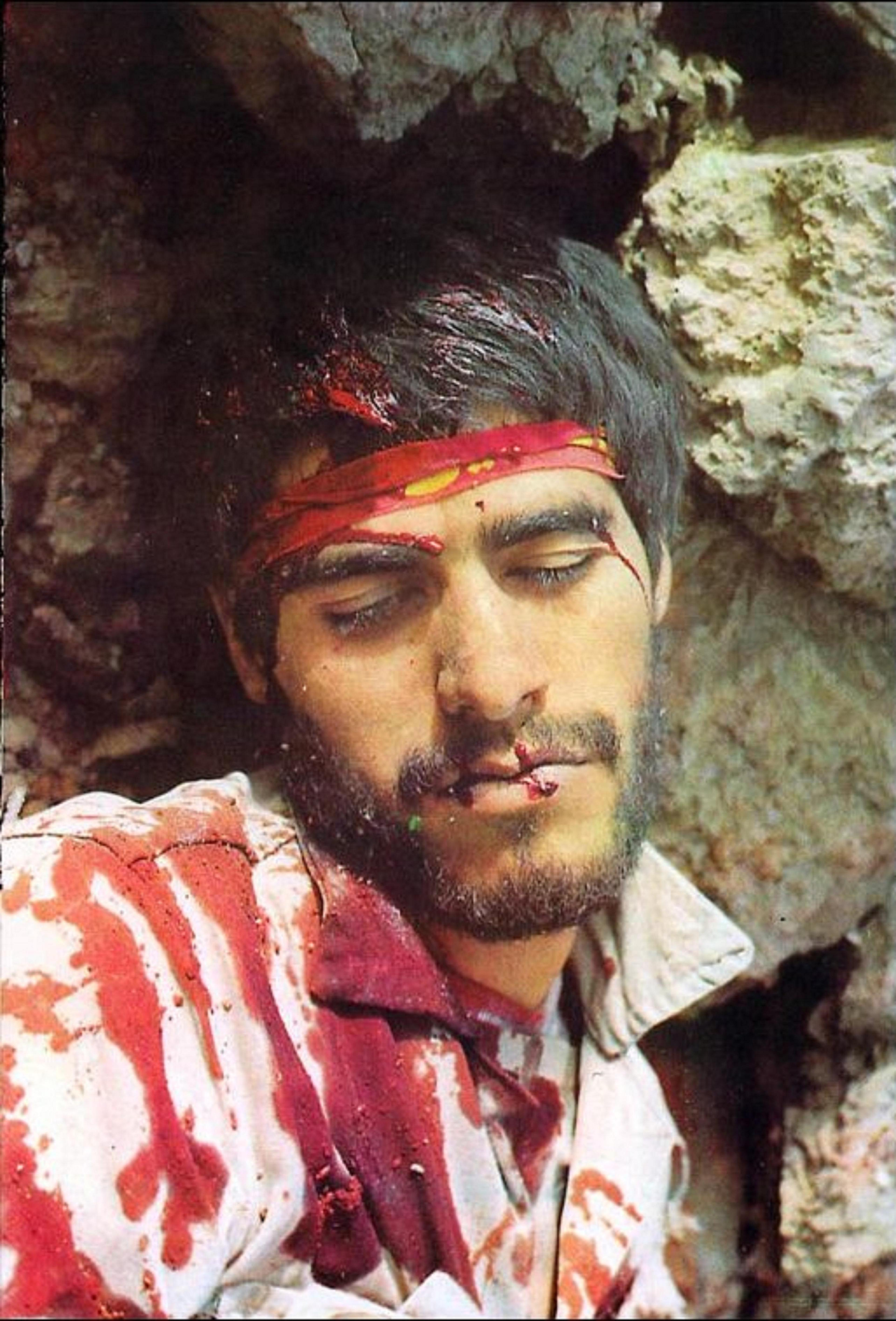
Um soldado iraniano morto. As táticas de guerra do Irã, como os ataques em onda, geravam uma enorme quantidade de fatalidades

De acordo com o general iraquiano Ra'ad al-Hamdani, as ondas de ataque humano iranianas consistiam apenas de "civis armados" que eram mal preparados e liderados. Contudo, o Irã também usava táticas sofisticadas. Operações e surtidas aconteciam a noite, junto com missões de distração para enganar o inimigo, além de manobras de infiltração.
Os iranianos usavam do elemento surpresa para seus ataques, diferente dos pomposos ataques frontais da primeira guerra mundial (outro conflito notório caracterizado pela luta de trincheiras). Em 1982, o Irã utilizou do terreno ruim, o mesmo que havia custado a eles a batalha de Dezful, para se infiltrar nas linhas inimigas. As forças infiltradas identificavam os pontos fracos da posição iraquiana e abriam assim caminho para a força principal.
Os ataques em onda, embora sangrentos (centenas morriam no processo), eram usados juntos com infiltrações e ofensivas surpresas. Assim, eles acabaram sendo relativamente bem sucedidos em vários casos. Enquanto o Iraque firmava suas posições estáticas entrincheirado seus tanques e soldados, os iranianos conseguiam quebrar suas linhas e cerca-los. O fato dos iranianos usarem muito táticas de guerra de manobra, com infantaria leve contra as posições estáticas iraquianas, surpreendeu a liderança do Iraque e deu muitas vitórias ao Irã. Mesmo assim, a rotineira falta de coordenação entre o exército e a Guarda Revolucionária, assim como a falta de armamento pesado (como artilharia) em todas as frentes, deteriorou o papel da infantaria.

#### OperaçãoSamen-ol-A'emeh
No ano seguinte a estagnação das ofensivas iraquianas, em março de 1981, não houve alterações na linha de frente, além da conquista de parte de Susangerd pelos iranianos em maio. Então, ao fim de 1981, o Irã lançou uma pesada ofensiva contra as linhas iraquianas. A chamada Operação Samen-ol-A'emeh ("O Oitavo Imam"), lançada entre 27 e 29 de setembro de 1981, encerrou o cerco de Abadã e expulsou os soldados iraquianos desta área. Os iranianos usaram um misto de soldados regulares e milícias, usando artilharia e blindados. O Irã perdeu 150 tanques M-48A em 29 de setembro. A 15 de outubro, com o fim do cerco, um grande comboio de soldados iranianos foram emboscados por militares de Saddam. Na batalha entre os tanques T-55 do Iraque e os Chieftains iranianos, o Irã perdeu 20 de seus blindados e alguns outros veículos e foram obrigados a recuar. O uso de helicópteros de ataque Mi-24 pelo Iraque provou-se mortal, embora a antiaérea iraniana conseguisse derrubar alguns destes.

#### OperaçãoTariq al-Qods
Ao fim de 1981, o exército iraquiano estava com a moral baixa. Pesadas perdas e impasse nas linhas de frente haviam deteriorado sua vontade de lutar.
A 29 de novembro de 1981, o Irã lançou a Operação Tariq al-Qods com três brigadas do exército e sete unidades da Guarda Revolucionária. O Iraque falhava em patrulhar os territórios que ocupavam, deixando os iranianos infiltrarem suas linhas e os atacando de surpresa. Em 7 de dezembro, a cidade de Bostan foi retomada pelo exército iraniano. A Operação Tariq al-Qods também viu o primeiro uso bem sucedido uso de ataques em "onda humana", onde as milícias e a infantaria leve da Guarda Revolucionária atacavam as posições iraquianas repetidamente, as vezes sem apoio aéreo ou da aritlharia. A queda de Bostan aumentou o problema de logística do Iraque, forçando-os a relocarem suas rotas de suprimentos de Ahvaz para mais ao sul. Nestas batalhas, mais de 6 000 iranianos e pelo menos 2 000 iraquianos morreram em combate.

### 1982: recuo do Iraque e ofensivas iranianas

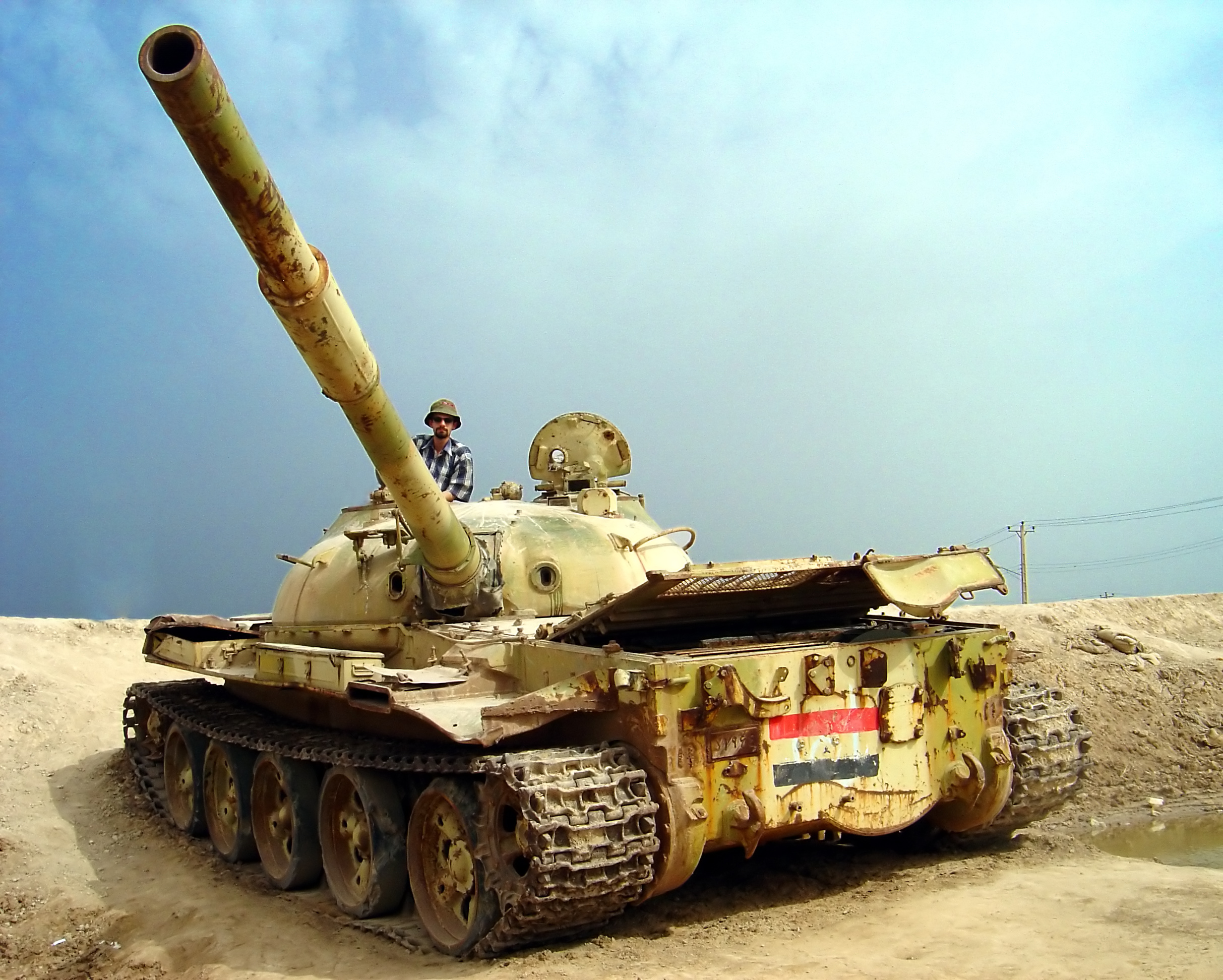
Destroços de um tanque T-62 iraquiano na província de Cuzistão, no Irã

O Iraque, percebendo que o Irã pretendia lançar uma contra-ofensiva em larga escala, decidiu surpreende-los, lançando a Operação al-Fawz al-'Azim ("Sucesso Supremo") em 19 de março. Usando vários tanques, helicópteros e caças de combate, os iraquianos atacaram as posições inimigas em Roghabiyeh. Apesar de Saddam e seus generais terem acreditado que eles foram bem sucedidos, na realidade os iranianos estavam firmes em suas trincheiras. O Irã estava melhor preparado, movendo suas forças das cidades por trens e veículos. Apesar da concentração de tropas perto da fronteira, o Iraque não se preparou para resistir a um eventual contra-ataque.

#### OperaçãoFath-ol-Mobeen
A grande ofensiva iraniana, liderada pelo general Ali Sayad Shirazi, foi a chamada Operação Fath-ol-Mobeen ("Vitória Incontestável"). Em 22 de março de 1982, o Irã atacou as tropas iraquianas com força. Usando helicópteros Chinook, eles desembarcaram tropas atrás das linhas inimigas, inutilizaram a artilharia destes e capturaram o quartel-general das tropas de Saddam na região. A milícia iraniana Basij lançou então um ataque na forma de onda humana, com 1 000 combatentes por onda. Eles sofreram pesadas baixas, mas conseguiram se sair vitoriosos.
As forças iranianas (o exército e a Guarda Revolucionária) continuaram seus ataques, cercando a 9ª e a 10ª divisão blindadas, além de uma divisão mecanizada, perto da cidade iraniana de Shush. O Iraque tentou contra-atacar e resgatar as suas unidades cercadas. Contudo, uma frota de 95 aeronaves iranianas (caças F-4 Phantoms e F-5 Tigers) destruiu os atacantes iraquianos.
A Operação Fath-ol-Mobeen terminou como uma vitória decisiva para o Irã e forçou o recuo das tropas do Iraque de várias regiões, como as cidades de Shush, Dezful e Ahvaz. As forças armadas iranianas destruíram cerca de 320 a 400 blindados e veículos iraquianos, mas o preço que eles pagaram foi alto. Apenas no primeiro dia, os iranianos perderam 196 tanques. Naquela altura, boa parte do Cuzistão já havia sido retomados pelos iranianos.

#### OperaçãoBeit ol-Moqaddas
Ainda em 1982 os iranianos lançaram mais uma nova ofensiva. A operação, chamada Beit ol-Moqaddas, começou com uma série de ataques iranianos contra bases aéreas do Iraque, destruindo 47 de seus jatos (incluindo vários recém importados Mirage F-1). Isso deu aos iranianos superioridade aérea no campo de batalha, ao mesmo tempo que lhes dava liberdade para monitorar os movimentos de tropas do Iraque.

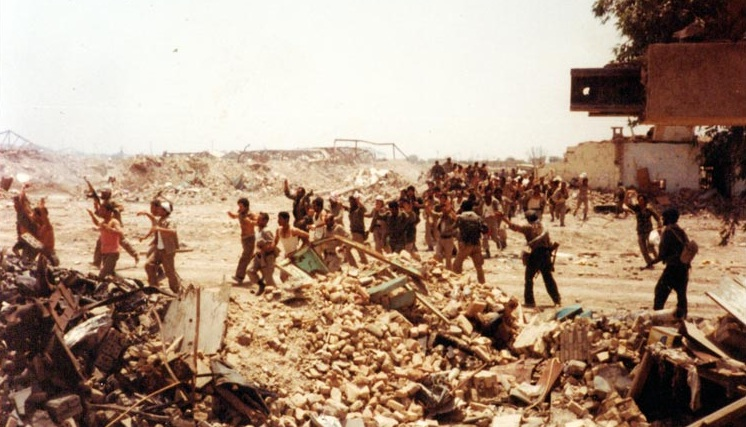
Prisioneiros iraquianos capturados em Khorramshahr

Em 29 de abril, o Irã começou sua ofensiva terrestre. Cerca de 70 000 homens da Guarda Revolucionária e milicianos Basij atacaram os iraquianos em várias posições – como Bostan, Susangerd, a margem oeste do rio Karun e a cidade de Ahvaz. Os Basij lançaram ataques de ondas humanas, que foram seguidos por investidas do exército, com apoio de helicópteros e blindados. Sob forte ataque, os iraquianos recuaram. A 12 de maio, os iranianos retomaram toda a região de Susangerd. O Irã fez centenas de prisioneiros e pegaram vários tanques iraquianos abandonados. Como em outras lutas, a vitória iraniana foi custosa em termos de vistas, em especial para a milícia Basij.
Os iraquianos recuaram até as margens do rio Karun. Naquela altura, sua situação era muito ruim com eles mantendo controle apenas da cidade Khorramshahr e algumas poucas outras áreas. Saddam ordenou que 70 000 de seus soldados cercassem Khorramshahr e firmassem posições defensivas para mante-la. Para impedir que unidades especiais iranianas agissem na retaguarda, os iraquianos colocaram estacas de metal e carros destruídos em possíveis zonas de pouso de paraquedistas inimigos. Saddam Hussein chegou até mesmo a visitar Khorramshahr para encorajar os seus homens e jurou que a cidade não seria retomada. Contudo, a única rota de suprimentos locais vinha de Xatalárabe, e a força aérea iraniana havia bombardeado as pontes da cidade, enquanto esta estava sob bombardeio da artilharia.

##### Retomada de Khorramshahr
No amanhecer do dia 23 de maio de 1982, os iranianos cruzaram o rio Karun em direção a Khorramshahr. Uma divisão blindada do exército liderou o ataque, seguido pela Guarda Revolucionária e milícias populares. O Irã usou de forma consistente a sua superioridade aérea, bombardeando as posições inimigas e dando cobertura as suas tropas que atravessavam o rio Karun, capturando pontes vitais e lançando ondas de ataques contra a cidade. A estimada linha de defesa de Saddam rapidamente entrou em colapso. A luta por Khorramshahr, a única grande cidade iraniana em mãos do Iraque, durou apenas 48 horas e terminou com a rendição de 19 000 militares iraquianos, com outros 10 000 sendo mortos ou feridos. O Irã contabilizou entre os seus cerca de 30 000 combatentes mortos, feridos ou desaparecidos em ação. Durante a operação Beit ol-Moqaddas, 33 000 soldados do Iraque foram feitos prisioneiros pelo Irã.

#### Estado das forças iraquianas
Dois anos de luta contínua haviam enfraquecido o poderio das forças armadas iraquianas: sua força de combate havia sido reduzida de 210 000 combatentes para 150 000. Cerca de 20 000 soldados iraquianos haviam morrido e outros 30 000 capturados; apenas duas de quatro divisões blindadas estavam ativas e pelo menos três divisões mecanizadas estavam com a força de combate reduzida a nível menor que o de uma brigada. Além disso, os iranianos haviam capturado mais de 450 tanques e blindados que os iraquianos haviam deixado para trás.
A força aérea do Iraque também estava enfraquecida: depois de ter perdido pelo menos 55 aeronaves em dezembro de 1981, eles possuíam apenas 100 caças bombardeiro e de intercepção intactos. Um piloto de MiG-21 que havia desertado para a Síria em junho de 1982 revelou que a aviação militar iraquiana tinha apenas três esquadrões de bombardeiros disponíveis e com capacidade para atacar o Irã. O corpo aéreo do exército estava ligeiramente melhor e ainda operava 70 helicópteros. Apesar disso, a infantaria ainda possuía mais de 3 000 tanques, enquanto os iranianos tinham pelo menos 1 000 destes estocados.
A essa altura, Saddam acreditava que seu exército estava muito desmoralizado e danificado demais para manter o Cuzistão e alguns outros trechos de território iraniano e então ordenou que suas tropas recuassem dessa região. Ele reposicionou o exército na fronteira entre os dois países para se defender de uma eventual ofensiva iraniana. Contudo, os soldados iraquianos ainda ocupavam algumas áreas chave na fronteira e ainda tinham posse de alguns territórios em disputa, incluindo o canal Xatalárabe. Como resposta aos fracassos na linha de frente, como em Khorramshahr, Saddam ordenou a execução de vários oficiais, incluindo os generais Juwad Shitnah e Salah al-Qadhi, e o coronel Masa abd al-Jalil. Foi estimado que mais de uma dúzia de oficiais de alta patente também foram executados neste período. Estas execuções seriam uma ação comum por parte de Hussein para punir comandantes que falhassem em batalha.

#### Reação internacional em 1982

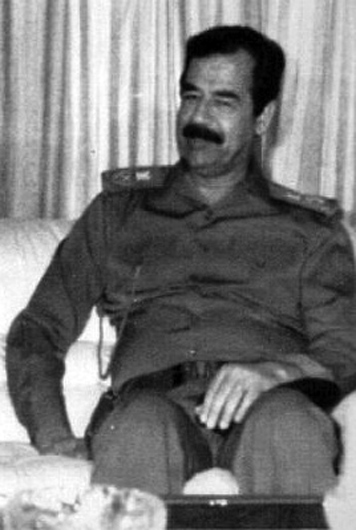
Saddam Hussain, líder do Iraque durante a guerra

Em abril de 1982, o regime rival baathista da Síria se tornou uma das poucas nações a abertamente apoiar o Irã, fechando o oleoduto Quircuque–Banias que permitia que o petróleo iraquiano chegasse ao mar mediterrâneo, o que significou uma perda mensal de US$ 5 bilhões de dólares ao Iraque. O jornalista Patrick Brogan escreveu: "Parece que o Iraque será estrangulado economicamente antes de ser derrotado militarmente". A atitude de fechar o oleoduto de Quircuque-Banias pelos sírios fez com que os iraquianos tivessem apenas seu oleoduto na Turquia para exportar petróleo. Contudo, este oleoduto só tinha capacidade para 500 000 barris por dia, que gerava lucros diminutos demais para continuar bancando a guerra. Contudo, a Arábia Saudita, o Kuwait e outras nações do Golfo salvaram o Iraque da falência ao emprestarem mais de US$ 60 bilhões de dólares por ano em subsídios. Apesar de Saddam já ter apresentado uma postura hostil contra esses países, havia um medo generalizado de que a Revolução Iraniana xiita pudesse se espalhar pela região, governada quase que em sua maioria por sunitas. O Aiatolá Khomeini havia declarado que as monarquias da região eram ilegítimas e uma forma de governo não islâmica. Acreditava-se que declarações como esta eram um pedido para que os governos locais fossem depostos.
As declarações do líder do Irã também chamaram a atenção dos Estados Unidos e de países Europeus, que passaram a dar mais apoio para o Iraque. Saddam Hussein recebeu apoio diplomático, monetário e militar dos americanos, incluindo grandes empréstimos, influência política e informações de inteligência sobre movimentações militares e acontecimentos no Irã, principalmente através de satélites espiões, ajudando os iraquianos a coordenar suas ofensivas. O Iraque passou a depender muito das imagens de satélites americanos e dos aviões de radar para identificar e localizar onde estavam as tropas iranianas.

Ruhollah Khomeini, líder do Irã durante a guerra

Com o Irã conquistando um sucesso atrás do outro nos campos de batalha, os Estados Unidos aumentaram ainda mais sua ajuda aos iraquianos, econômica e militarmente, além de formalmente reatarem diplomaticamente (o laço havia sido quebrado após a Guerra dos Seis Dias de 1967). O presidente Ronald Reagan decidiu que os americanos "não podiam permitir que o Iraque perdesse a guerra contra o Irã" e o seu país faria "todo o possível" para evitar isso. Reagan formalizou esta política através da assinatura de uma Diretriz de Segurança Nacional, que entrou em vigor em junho de 1982.
Em 1982, Reagan removeu o Iraque da lista de países que "apoiavam terrorismo" e passou a vender armas aos iraquianos, como canhões (via Jordânia e Israel). A França também vendeu milhões de dólares em armamentos, incluindo helicópteros Gazelle, caças Mirage F-1 e mísseis Exocet. Os Estados Unidos e a Alemanha Ocidental chegaram a vender pesticidas e veneno, que foram usados por Saddam como armas químicas. O Brasil também vendeu enormes quantidades de equipamentos militares para o Iraque, incluindo tanques EE-9 Cascavel. A China também deu armas ao Iraque, como diversos fuzis.
Ao mesmo tempo, a União Soviética, enraivecido com o Irã por ter expurgado o Partido Tudeh (o partido comunista local), passou a ser uma das principais fornecedoras de armas ao Iraque. A força aérea iraquiana foi praticamente reconstruída pelos equipamentos soviéticos, e alguns franceses, com a chegada de aviões e helicópteros. O Iraque também comprou enormes quantidades de fuzis e armas pequenas, como o AK-47s e lançares de granadas-foguete. As divisões blindadas iraquianas, outrora enfraquecidas, agora estavam abastecidas com novos tanques russos e o Iraque ficou revigorado para se lançar sobre o Irã novamente. Os iranianos eram reportados ao mundo como sendo os agressores e essa seria a visão majoritária até a Guerra do Golfo (1990–1991), quando o Iraque passou a ser o vilão da região.
Ao contrário do Iraque, o Irã não recebia vasto apoio internacional. O país não tinha capacidade financeira para comprar armas e ainda estava sob pesadas sanções das nações do ocidente. O Irã passou a receber apoio da China, da Coreia do Norte, da Líbia, da Síria e até do Japão. Estes países forneceram armas, munição e apoio logístico, além de outros equipamentos. De forma clandestina, os iranianos receberam armamentos de Israel e até mesmo dos Estados Unidos.

#### Propostas de cessar-fogo
Em 20 de junho de 1982 Saddam anunciou que queria a paz e propôs um cessar-fogo. Khomeini rejeitou a proposta pois um acordo naquele momento significava que tropas iraquianas ainda estariam ocupando territórios em disputa. O líder iraniano afirmou que seu país invadiria o Iraque e não pararia até derrubar o regime baathista e o substituir por uma República Islâmica. O Irã apoiava o governo no exílio do Iraque, a chamada Assembleia Suprema Islâmica, liderados pelo clérigo Mohamed Baqir al-Hakim, que era uma das principais forças opositoras de Saddam Hussein. Eles recrutaram dissidentes, exilados e xiitas simpatizantes para se juntar a Brigada Badr, a ala militar da organização.

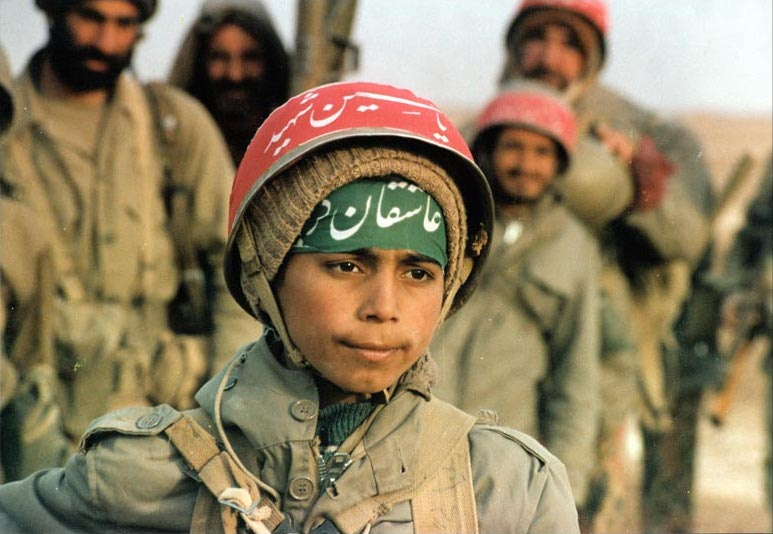
Cerca de 95 000 crianças-soldado que foram alistadas pelo Irã foram mortos ou feridas ou desapareceram em ação durante a guerra Irã-Iraque. A maioria tinha entre 16 e 17 anos mas alguns eram ainda mais novos

A decisão de invadir o Iraque foi tomada após intensos debates dentro da liderança do governo iraniano. Uma facção, composta pelo primeiro-ministro Mir-Hossein Mousavi, o ministro de relações exteriores Ali Akbar Velayati, o presidente Ali Khamenei e o chefe do estado-maior, o general Ali Sayad Shirazi, queriam aceitar o cessar fogo, já que a maioria do território iraniano já havia sido reconquistado. Em particular, o general Shirazi afirmou que a invasão não devia acontecer por motivos de logística e ele afirmou que considerava renunciar ao seu posto se "pessoal desqualificado continuasse a se meter em assuntos da condução da guerra". O lado oposto era liderado por clérigos e membros do Conselho de Defesa Supremo, cujo líder era o Majlis Akbar Hashemi Rafsanjani. Um dos principais argumentos em favor da continuidade do conflito (conforme Rafsanjani argumentava) era que, apesar do Irã ter frustrado a invasão iraquiana, o inimigo ainda controlava mais de 7 800 quilômetros quadrados do território nacional, incluindo áreas como Shalamcheh, Mehran, e os campos de petróleo de Naft Shahr. Em caso de cessar-fogo imediato, os iraquianos ainda manteriam o controle destes territórios e havia o medo de que não abririam mão destas conquistas, e poderia até usar o tempo para se preparar para uma nova incursão. O Irã estava, naquela altura, isolado internacionalmente e dificilmente receberia apoio suficiente para se manter na defensiva e segurar a pressão do Iraque. Mesmo em caso de paz, o país não receberia compensações e seria difícil se reerguer, a menos que alcançasse uma vitória total nos campos de batalha.
Apesar do governo ter concordado que apenas a vitória total seria aceitável, de acordo com uma entrevista feita em 2003, Ali Akbar Rafsanjani (arquiteto da estratégia iraniana na guerra) afirmou que o Irã na verdade pretendia ocupar posições estratégicas no Iraque para usar depois estes territórios como objeto de barganha durante as negociações e forçar um entendimento (possivelmente numa corte internacional), para principalmente obrigar os iraquianos a se retirar das regiões que estes ainda ocupavam no Irã. Eles também queriam reconhecimento regional e pagamento de compensações por danos durante o conflito. As áreas que Rafsanjani disse que os iranianos queriam ocupar eram a Península de Al-Faw e Umm Qasr e seus portos (cortando o acesso iraquiano ao mar), isolando e capturando Baçorá (a segunda maior cidade do Iraque), e conquistando partes das margens do rio Tigre e da Autoestrada 8 (que ligava Bagdá a Baçorá), que iria dividir o Iraque ao meio e cortaria o acesso do governo iraquiano aos seus principais poços de petróleo no sul. Eles ainda queriam tomar a represa de Darbandikhan, no nordeste do país, de onde vinha boa parte da água potável do Iraque. Uma esperança era também que a presença iraniana em solo iraquiano iria instigar uma revolta xiita e curda contra o regime do sunita Saddam Hussein, o que poderia levar a queda do seu governo (ou sua quase completa deterioração). A rebelião curda chegou a acontecer, mas naquele momento a revolta xiita foi quase que inexistente. Durante seus avanços, o Irã capturou enormes quantidades de equipamento do Iraque (especialmente preciosos tanques para a infantaria). No exterior, os iranianos compravam no mercado negro peças para manutenção de seus equipamentos de origem ocidental.

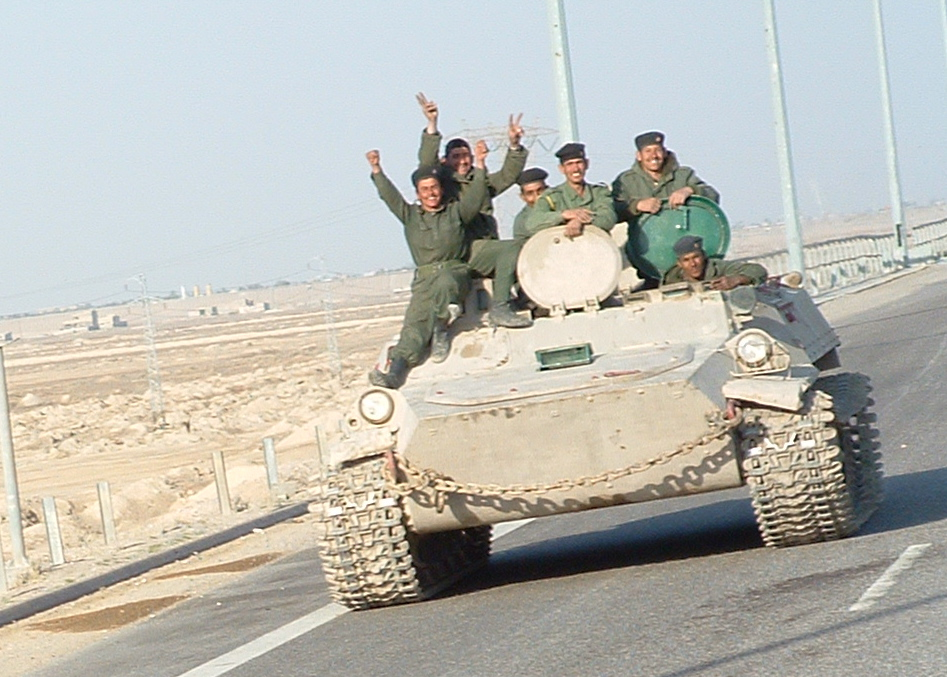
Militares iraquianos durante a era Saddam

No gabinete de governo do Iraque, o ministro da saúde do país, Riyadh Ibrahim Hussein, sugeriu que Saddam Hussein renunciasse ao cargo de presidente temporariamente para tentar deixar o Irã mais confortável com a proposta de cessar-fogo. Riyadh insistiu que o ditador retornaria ao poder logo depois. Saddam, irritado, perguntou se alguém mais no gabinete concordava com o posicionamento do ministro. Com medo, ninguém respondeu positivamente. Hussein então escoltou Riyadh para uma sala ao lado, fechou a porta e então o executou com um tiro. Saddam teria então retornado a sua sala e continuado a reunião.

#### O Irã invade o Iraque

##### Táticas iraquianas contra a invasão iraniana
Por boa parte dos últimos seis anos de guerra, o Iraque passaria a lutar na defensiva. Estando incapaz ou sem vontade de lançar grandes ofensivas, eles deixaram ao Irã a iniciativa que, nos últimos anos do conflito, lançaram mais de 70 campanhas contra os iraquianos. A estratégia iraquiana não era mais manter territórios no Irã, mas sim negar a estes qualquer ganhos territoriais no Iraque (além de manter a fronteira sob controle e continuar ocupando as regiões em disputa). Saddam começou uma política interna de guerra total, mobilizando e mergulhando o país, em todos os níveis da sociedade, contra o Irã. Em 1988, a nação já gastava 40–75% do seu PIB em gastos militares. O ditador iraquiano havia dobrado o tamanho do seu exército, de 200 000 soldados (12 divisões e 3 brigadas independentes) para mais de 500 000 (23 divisões e 9 brigadas). Com uma força aérea melhorada com a chegada de bons aviões soviéticos, os iraquianos conseguiram reiniciar suas incursões em território iraniano, atingindo cidades próximas a fronteira, especialmente a partir de 1984. Ao fim de 1982, os soviéticos também haviam fornecido substancial quantidade de equipamentos para infantaria e a guerra terrestre entrou numa nova fase. Entre os novos tanques adquiridos estavam o T-55, o T-62 e o T-72, além de lança-foguetes BM-21 e helicópteros de ataque Mi-24. O exército passou a adotar a doutrina soviética, com três linhas de defesa repletas com obstáculos, arames farpados, minas terrestres, explosivos e armadilhas, além de casamatas com ninhos de metralhadora. As brigadas de engenheiros construíram também obstáculos nos rios e pontes, firmando trincheiras e erguendo outras defesas naturais e fortificações. Para proteger Baçorá e as importantes cidades do sul, planícies foram inundadas e um pântano foi criado artificialmente para dificultar a aproximação inimiga.
O Iraque focava na chamada "defesa em profundidade", uma técnica que consiste em atrasar o avanço inimigo ao invés de detê-lo, cansando-o e infligido a eles severas perdas no processo. Os iraquianos construíram uma série de linhas de defesa estática para sangrar o avanço do exército iraniano. Quando se deparavam com um grande número de agressores, com ondas humanas convergindo em cima das trincheiras, os iraquianos recuavam mas suas defesas estáticas infligiam pesadas baixas nos iranianos e quanto mais eles avançavam mais difícil ficava seguir em frente. Em seguida, a força aérea do Iraque e a artilharia encerravam o trabalho caindo em cima das forças inimigas remanescentes, enquanto a infantaria leve e as unidades blindadas empurravam os que sobravam. As vezes, os iraquianos realizavam pequenas surtidas contra as linhas iranianas para provoca-los a atacar. O Iraque também usava extensamente armas químicas e biológicas, causando muitas mortes entre os iranianos (combatentes ou não). A tática de ataques de ondas humanas que fora bem sucedida na retomada do Cuzistão pelo Irã agora não funcionava mais contra o novo sistema de defesa iraquiano. O Iraque também possuía vantagens logísticas: as linhas de frente eram próximas as suas bases e depósitos de suprimentos, permitindo que as tropas de Saddam pudessem ser mais facilmente reabastecidas. Em contraste, os progressos iranianos nos dois anos anteriores havia esticado suas linhas de suprimento. Os caminhões levando mantimentos para os soldados tinham que atravessar terreno ruim e eram vulneráveis a ataques aéreos.
O Irã, além da falta de suprimentos, também tinha problemas internos. O corpo de oficiais do seu exército havia passado por outro expurgo em 1982, após outra suposta tentativa de golpe.

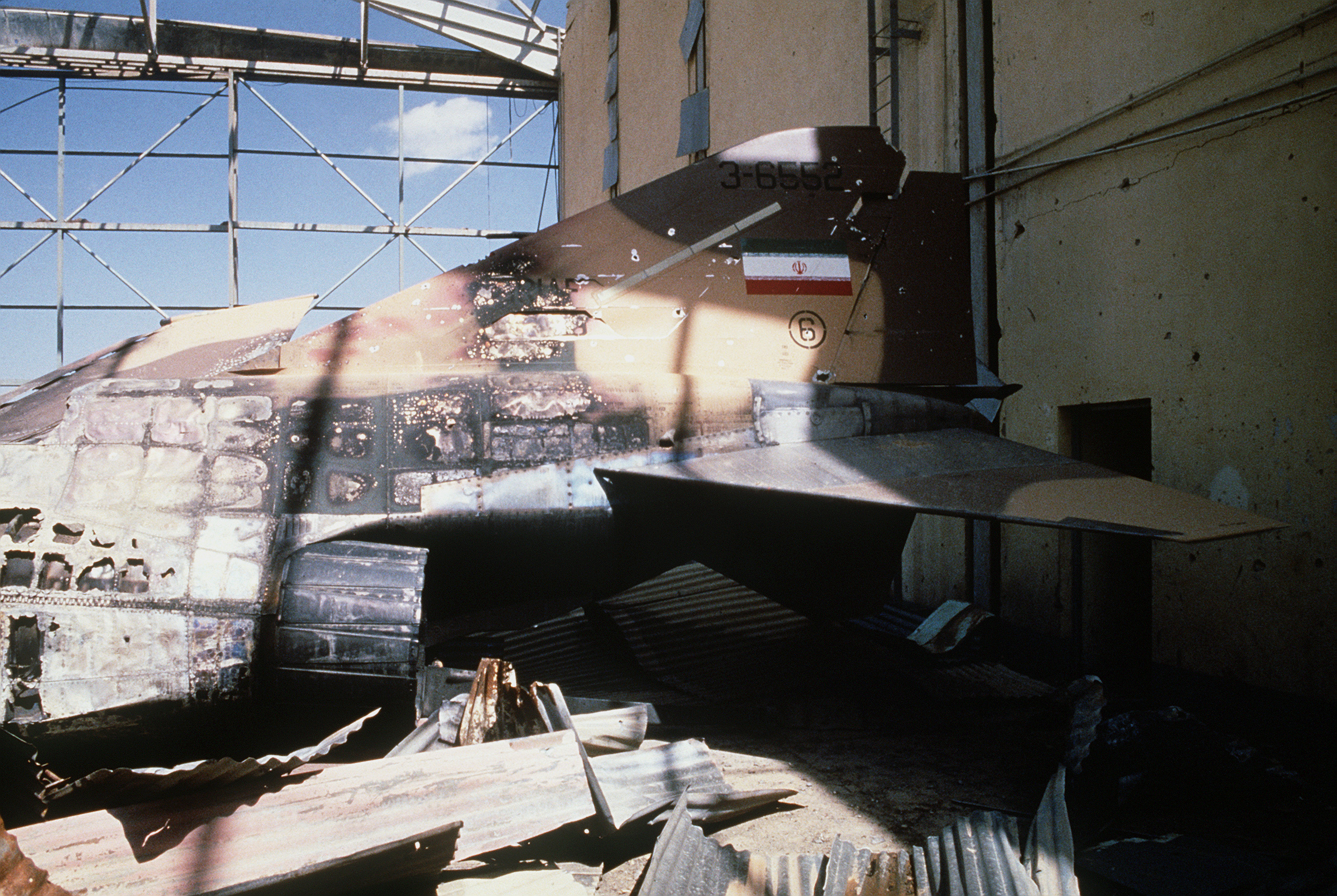
Restos de um caça F-4 Phantom II iraniano destruído

##### OperaçãoRamadan(Primeira batalha de Baçorá)
Em meados de 1982, a liderança militar iraniana começou a argumentar em favor de uma ofensiva em larga escala contra Bagdá para tomar a capital inimiga antes que o problema de falta de suprimentos se tornasse mais acentuado. O plano foi negado por ser impraticável e a estratégia foi pegar um território de cada vez através de uma série de ataques liderados pela Guarda Revolucionária com o intuito de enfraquecer o Iraque e força-los a um cessar-fogo (tendo como objetivo maior a retirada iraquiano dos territórios em disputa).
O Irã planejou então um ataque contra Baçorá, a segunda cidade mais importante do país e porta de entrada para a região sul rica em petróleo. Chamado de "Operação Ramadan", envolveu mais de 180 000 combatentes de ambos os lados e foi uma das maiores batalhas entre exércitos convencionais desde a Segunda Guerra Mundial. A estratégia iraniana envolvia atacar os pontos mais fracos da linha de defesa iraquiana, mas estes estavam preparados. Os militares iraquianos sabiam da ofensiva de antemão e levaram reforços para a região. O Iraque usou gás lacrimogêneo e outros químicos contra os inimigos, que seria o primeiro uso confirmado destes tipos de armamentos no conflito.

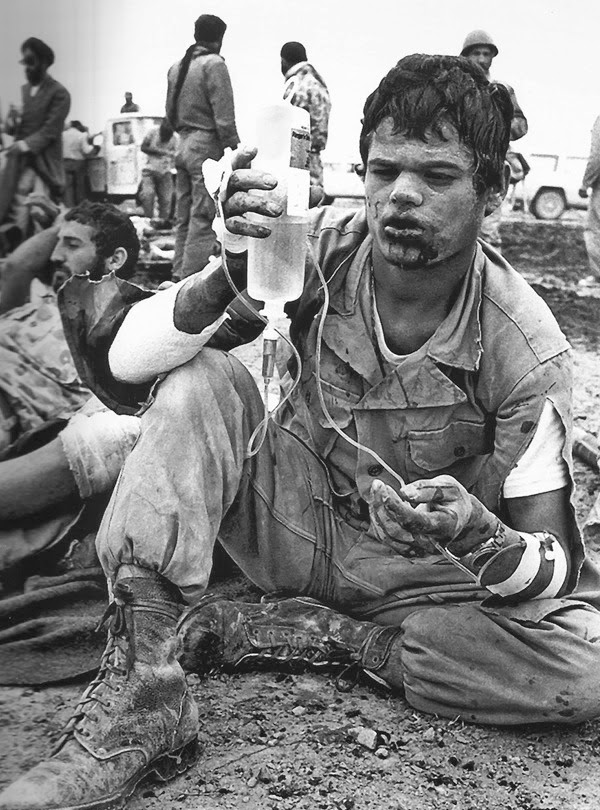
Um soldado iraniano ferido segurando uma bolsa de soro.

Mais de 100 000 iranianos (membros da Guarda Revolucionária e da milícia Basij) atacaram diretamente as linhas iraquianas. As tropas do Iraque estavam bem postados em grossas linhas defensivas, constituído de várias trincheiras, casamatas e posições de artilharia. Os Basijs usavam táticas de onda humana para empurrar os inimigos e para limpar campos minados, permitindo que os militares mais preparados da Guarda não tivessem problemas em avançar. O combate ficou frenético e corpo-a-corpo, com iranianos subindo em tanques iraquianos e jogando granadas dentro deles para destruí-los. No oitavo dia, os iranianos avançaram 16 km dentro do Iraque e tomaram algumas pontes importantes. Tanques iraquianos capturados foram reaproveitados pelo Irã em futuros ataques.
Ainda assim, os iranianos não conseguiram avançar além do que já tinham feito no final da primeira semana de ofensivas contra Baçorá. O Irã então começou a firmar posições defensivas para manter os territórios que controlavam. O Iraque lançou então seus mortais helicópteros Mi-25, apoiados pelos Aérospatiale Gazelle armados com mísseis HOT, contra as colunas mecanizadas iranianas, infligido a estas severas perdas. Nos céus, combates aéreos intensos eram travados entre caças MiG iraquianos e aeronaves iranianas como o F-4 Phantom.
A 16 de julho, os iranianos tentaram avançar rumo ao norte e chegou a forçar o recuo dos iraquianos. Contudo, a apenas 13 km de Baçorá, as forças iranianas, mal equipadas, foram cercadas pelos fortemente armados iraquianos. O combate foi violento e muita gente morreu. Um esquadrão de helicópteros AH-1 Cobra iranianos conseguiu salvar, contudo, as suas tropas no solo da derrota total. Combates similares aconteceram na importante estrada Khorramshar-Bagdá até o fim do mês, mas não houve uma vitória decisiva. O Iraque mobilizou então três divisões blindadas e lançaram um contra-ataque. Eles conseguiram derrotar a vanguarda do exército iraniano, mas pagaram um alto preço em vidas. A 9ª divisão mecanizada iraquiana, por exemplo, foi quase que completamente destruída. No total, mais de 80 000 soldados morreram por ambos os lados e outros 200 000 ficaram feridos. Cerca de 400 blindados iranianos foram destruídos ou abandonados, com o Iraque perdendo 370 tanques. A ofensiva de Baçorá acabou sendo um fracasso parcial para o Irã, já que eles não tomaram a cidade. Mas eles conseguiram avançar fundo no território iraquiano.

##### A luta pelo resto de 1982
Após o fracasso da Operação Ramadan, os iranianos lançaram alguns pequenos ataques. O Irã lançou duas ofensivas limitadas ao fim de 1982 para tentar retomar as montanhas Sumar e isolar os bolsões de resistência iraquianas em Naft Shahr, próximo a fronteira. Eles pretendiam chegar até a cidade fronteiriça de Mandali, no leste do Iraque. A vanguarda do ataque era feita por milicianos Basij, helicópteros do exército e alguns blindados. Conseguindo quebrar em parte a linha inimiga, o Irã tomou um trecho de uma estrada que ia até Bagdá. Durante a Operação Muslim ibn Aqil (1–7 de outubro), os iranianos retomaram mais de 150 km² do seu próprio território e chegaram até a periferia de Mandali antes de serem detidos pelos iraquianos. Já na Operação Muharram (1–21 de novembro), os iranianos capturaram parte dos campos de petróleo de Bayat, com seus caças e helicópteros destruindo pelo menos 105 tanques iraquianos, 70 VBTPs e 7 aeronaves, sofrendo poucas perdas no processo. O Irã quase conseguiu quebrar as posições inimigas em Mandali, mas os iraquianos receberam reforços, incluindo tanques T-72 que possuíam forte blindagem. Fortes chuvas também atrapalharam os iranianos. Cerca de 3 500 soldados iraquianos e um número desconhecido de iranianos (presume-se muitos) tenham morrido, sem que nenhum objetivo importante ter sido conquistado.

### 1983–84: impasse estratégico e guerra de atrito

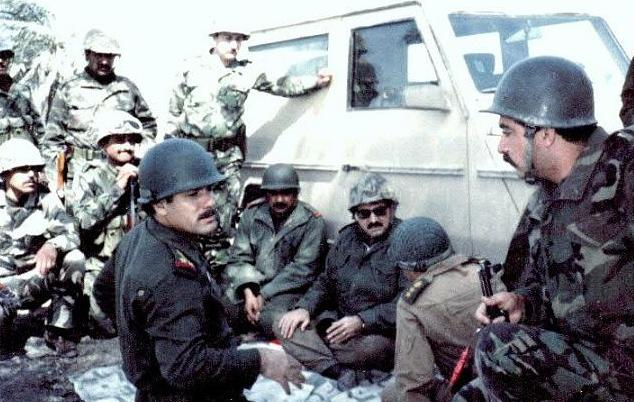
Militares iraquianos discutindo estratégia

Após uma série de ofensivas fracassadas no verão de 1982, o Irã acreditava que futuros esforços para tentar quebrar as linhas iraquianas seria um esforço em vão. Durante o ano de 1983, os iranianos lançaram apenas cinco ofensivas, nenhuma atingindo sucessos significativos, com muita gente sendo sacrificada nos ataques em forma de "onda humana". Neste período, a força aérea do Irã possuía apenas 70 caças a sua disposição. Eles ainda tinham um bom número de helicópteros para apoiar a infantaria. Os pilotos iranianos tinham melhor treinamento que os iraquianos e normalmente tinham vantagem em combate, mas devido a falta de pessoal e, principalmente, equipamentos e peças de reposição, acabava fazendo com que eles não explorassem essas vantagens tão frequentemente. O Iraque era suprido com aviões soviéticos, e tinham ajuda logística dos Estados Unidos (na forma de inteligência e material). O Iraque, perto do fim da guerra, havia conquistado superioridade aérea na região de fronteira. Na maioria dos casos, suas incursões aéreas sobre o Irã encontravam pouca oposição.

#### OperaçãoFajr al-Nasr
Outro impasse foi a operação Fajr al-Nasr ("Antes do Amanhecer"/"Amanhecer da Vitória"), lançada em fevereiro de 1983, onde o Irã passou a focar seus ataques no setor central e norte da fronteira, ao invés do sul. Os iranianos usaram pelo menos 200 000 homens da já escassa reserva da Guarda Revolucionária, atacando por uma linha de frente de 40 km, focando próximo a al-Amarah, a cerca de 200 km do sul de Bagdá, para tentar tomar as importantes estradas que conectavam o sul e o norte do Iraque. A ofensiva foi atrasada por terreno ruim, chuvas, florestas e rios, mas não houve grandes problemas além disso até aquele momento. Os iranianos passaram então a bombardear com artilharia as cidades de Baçorá, Al Amarah e Mandali. Os campos minados e posições defensivas iraquianas começaram a infligir pesadas baixas nos iranianos. Graças a mais um impasse, o Irã resolveu diminuir o uso de ataques em onda humana, tentando reduzir suas perdas.
O setor norte e central entre Mandali e Bagdá também viu pesados combates a partir de abril de 1983, com as ofensivas iranianas sendo detidas por tanques e infantaria do Iraque. Ambos os lados sofreram pesadas baixas (entre mortos e feridos), e ao fim de 1983, foi estimado que 120 000 iranianos e mais de 60 000 iraquianos haviam morrido lutando na região. Na subsequente guerra de atrito, no qual o conflito passou a ser, deu uma leve vantagem aos iranianos.

#### OperaçõesValfajr

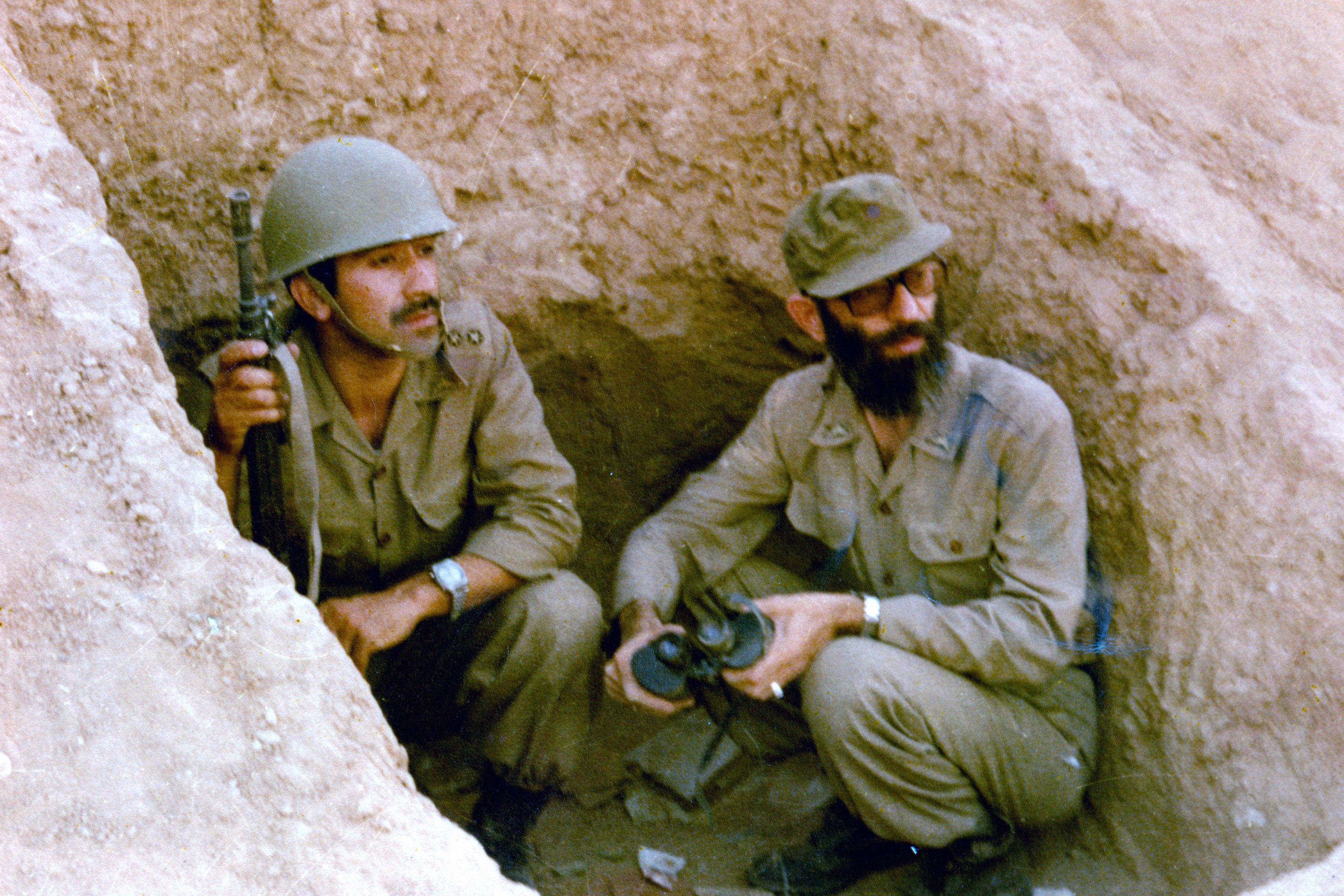
Ali Khamenei (na direita) numa trincheira durante a guerra

Entre 1983 e 1984, o Irã lançou uma série de operações chamadas de Valfajr ("Amanhecer"). Na primeira onda, 50 000 soldados iranianos partiram de Dezful e foram combater 55 000 militares iraquianos. Os iranianos pretendiam cortar a estrada importante que conectava Baçorá a Bagdá, no setor central. Os iraquianos responderam lançando mais de 150 ataques aéreos e até chegaram a bombardear Dezful, Ahvaz e Khorramshahr. O Iraque tentou contra-atacar, mas foram detidos pela chegada da 92ª divisão blindada iraniana.
Em outra ofensiva, os iranianos realizaram missões secretas de guerra por procuração a partir de abril de 1983 com o objetivo de apoiar a insurgência curda contra Saddam Hussein. Com apoio dos rebeldes curdos, os iranianos atacaram no norte em 23 de julho de 1983, capturando a cidade iraquiana de Haj Omran e resistindo aos contra-ataques inimigos. Esta operação incitou o Iraque a lançar ataques químicos indiscriminados contra a população curda. Os iranianos tentaram resistir e lançaram mais uma ofensiva. O Irã esperava controlar as estradas que ligavam as regiões montanhosas as cidades de Mehran, Dehloran e Elam. Mais ataques aéreos iraquianos, com aviões e helicópteros armados com bombas carregando componentes químicos e biológicos, foram lançados, embora não muito militarmente eficientes, causavam muitas mortes (especialmente entre civis). Saddam e o Estado-maior das forças armadas iraquianas começaram a demonstrar mais interesse no uso de armas químicas. No final, mais de 17 000 pessoas morreram em ambos os lados, sem que nenhum país levasse vantagem.
A quarta operação Valfajr começou em setembro de 1983 e focou na região norte do Curdistão iraniano. Três divisões do exército iraniano, uma da Guarda Revolucionária e elementos do Partido Democrático do Curdistão (PDC) se aproximaram de Marivan e Sardasht para a tacar a cidade de Suleimaniyah. A estratégia iraniana era pressionar os curdos a ocupar o vale de Banjuin, que ficava a 45 km de Suleimaniyah e 140 km dos importantes poços e refinarias de petróleo de Quircuque. Para impedir isso, os iraquianos lançaram vários helicópteros armados Mil Mi-8 equipados com ogivas carregando armas químicas e executaram 120 ataques contra forças iranianas, que os deteve após apenas 15 km de avanço destes em solo iraquiano. Na luta, mais de 5 000 iranianos e 2 500 iraquianos morreram. O Irã reconquistou 110 km² do seu próprio território e também tomou uma pequena porção do território do Iraque, fazendo 1 800 prisioneiros e capturando muito equipamento abandonado. Os iraquianos responderam lançando diversos mísseis SCUD-B contra alvos civis nas cidades de Dezful, Masjid Soleiman e Behbehan. O Irã utilizou artilharia de longa distância para atingir Baçorá enquanto novas frentes de batalha eram abertas no norte. A abertura desta terceira frente (além das lutas no sul e centro) começou a fatigar o Iraque de forma mais acentuada.

#### Mudança de tática do Irã
Durante os quatro primeiros anos da guerra, o Irã tinha vasta superioridade numérica (com uma população três vezes maior). Contudo, Saddam havia ordenado a expansão dos recrutamentos (na sua política de guerra total) e ao fim de 1984 ambos os exércitos já tinham tamanhos similares. Em 1986, os iraquianos tinham o dobro de soldados treinados que o Irã. Em 1988, o Iraque tinha um milhão de soldados em suas fileiras (o quarto maior exército do mundo). Em termos de equipamentos pesados, como tanques de guerra, os iraquianos superavam os iranianos em 5 para 1. O comando militar iraniano, contudo, ainda era mais hábil taticamente. Enquanto boa parte das decisões militares em Teerã eram feitas por oficiais de carreira treinados, a estratégia iraquiana era arquitetada por Saddam Hussein, que tinha praticamente nenhum conhecimento militar.

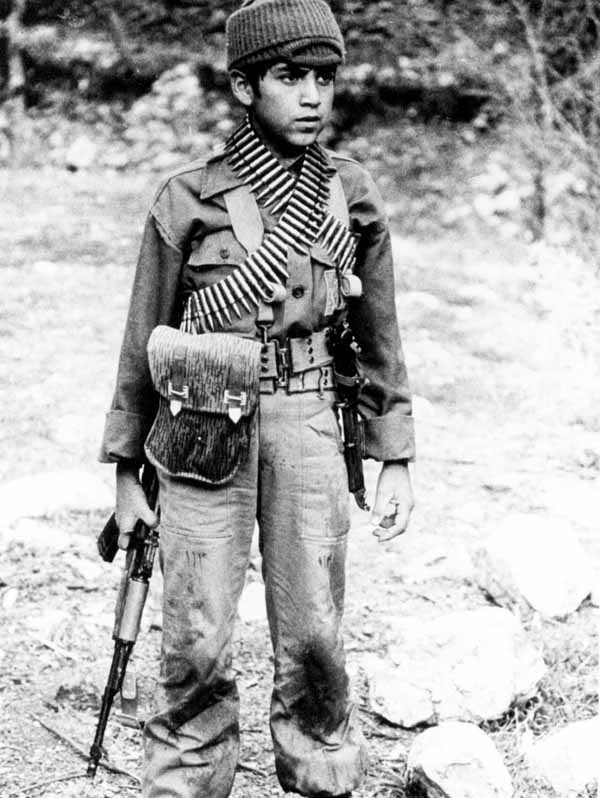
Uma criança-soldado iraniana

Após as operações Valfajr, no final de 1983, os iranianos mudaram suas táticas. Com a melhora das defesas iraquianas, que tinham melhor poder de fogo e mais soldados, o Irã não podia mais contar apenas com ataques em ondas humanas, que estavam ficando cada vez mais ineficientes. As ofensivas iranianas ficaram mais complexas e envolviam mais manobras e uso amplo da infantaria leve. O Irã lançava frequentes ofensivas, embora de pequena intensidade, para tentar ganhar terreno lentamente e fatigar as forças iraquianas com uma luta assimétrica e de atrito. Eles queriam forçar o Iraque a gastar enormes quantidades de equipamentos, forçando o seu governo a repô-los gastando muito dinheiro e danificando sua economia. Os iraquianos teriam que gastar mais dinheiro para a luta, em detrimento dos recursos públicos. Os iranianos esperavam que isso criasse ressentimento entre a população (especialmente os xiitas), porém a única revolta que conseguiram instigar foi no norte, com os curdos. A política de conquistar territórios importantes para usar como barganha em negociação também foi mantida. O Irã utilizava armamento pesado quando podia e passaram a fazer isso de forma mais inteligente do que em anos anteriores. O exército e a Guarda Revolucionária começaram a trabalhar melhor juntos e suas táticas melhoraram. Ataques em onda humana se tornaram menos comuns (mas ainda eram usados). Para derrotar as defesas profundas iraquianas, suas posições estáticas e melhor poder de fogo, o Irã começou a focar seus ataques onde os iraquianos tivessem dificuldades em usar suas armas pesadas, como em pântanos, vales e montanhas, frequentemente usando técnicas de infiltração (com forças especiais, algo que os iraquianos também faziam).
Os iranianos começaram a treinar suas tropas em técnicas de infiltração, patrulha, ataques noturnos e combates em locais difíceis, como montanhas. Unidades de comandos, especializadas em guerra anfíbia, foram postos em ação já que o sul do Iraque era cheio de pântanos e rios. O Irã utilizava também lanchas rápidas para passar pelos pântanos e lagos do sul do Iraque e desembarcavam tropas e forças especiais nas margens controladas pelos inimigos de forma furtiva, onde eles realizavam missões de sabotagem e erguiam pontes flutuantes para que mais tropas e suprimentos pudessem cruzar os rios. Os iranianos também usavam extensamente táticas de guerrilha. No fronte norte, começou a trabalhar com o Peshmerga, a milícia curda. Conselheiros militares iranianos ajudavam os curdos, que atacavam as tropas de Saddam, suas linhas de suprimento e bases. As refinarias de petróleo em Quircuque se tornaram alvos frequentes e eram atacadas por foguetes e morteiros dos Peshmerga.

#### Batalha dos Pântanos
Em 1984, o exército iraniano havia se reorganizado e lançou, junto com a Guarda Revolucionária, a Operação Kheibar, que durou de 24 de fevereiro até 19 de março. O Irã atacou a região central do fronte de batalha nas fronteiras, onde um Corpo do Exército iraquiano estava posicionado: ambos os lados contavam com mais de 250 000 homens cada. O objetivo era fazer uma nova tentativa de conquistar as importantes estradas que conectavam Baçorá a Bagdá, tomar a região no meio e se preparar para eventualmente avançar sobre a capital do país de Saddam. O alto comando iraquiano assumiu que as regiões pantanosas acima de Baçorá eram barreiras naturais difíceis demais para serem transponidas. Os pântanos tornavam difícil a movimentação de veículos pesados dos iraquianos e absorviam os tiros de artilharia e bombas, diminuindo seu efeito.
Antes do ataque principal da infantaria, comandos iranianos desembarcaram de helicópteros atrás das linhas inimigas e destruíram parte da artilharia iraquiana. Duas ofensivas menores, parte das operações Fajr al-Nasr, tinham como objetivo tomar a cidade de Kut al-Imara, no Iraque, e cortou a ligação entre o centro e o sul do país, atrapalhando a coordenação das forças de Saddam. Soldados iranianos cruzaram os rios da região em barcos rápidos e furtivos, mas avançaram apenas 24 km.

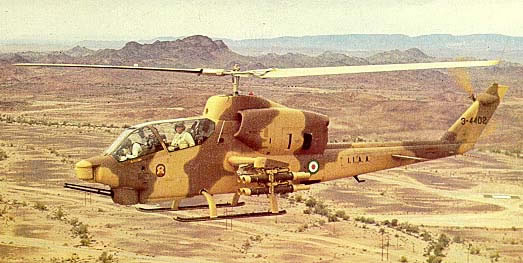
Um AH-1 Super Cobra iraniano

Em 24 de fevereiro, os iranianos lançaram a Operação Kheibar, com 250 000 homens na linha de frente em cada lado, cruzando o pântano de Hawizeh usando helicópteros e barcos em um ataque anfíbio. O exército do Irã atacou então a ilha Majnoon, rica em petróleo, lançando tropas via helicóptero e cortando as linhas de comunicação entre Amareh e Baçorá. Eles então continuaram avançando em direção a Qurna. Majnoon caiu a 27 de fevereiro, mas a força aérea iraquiana derrubou vários helicópteros iranianos. No mesmo dia, uma frota de helicópteros transportando tropas iranianas foi atacada por caças iraquianos (MiGs, Mirages e Sukhois). Foi essencialmente um massacre, com 49 dos 50 helicópteros iranianos derrubados. Ao mesmo tempo, combates aconteciam na água e nos pântanos, numa linha de frente de 2 km. O Iraque colocou eletrodos na água, que acabaram eletrocutando até a morte vários soldados iranianos. Corpos dos soldados do Irã mortos eram frequentemente mostrados na televisão estatal iraquiana. Mesmo com a guerra estando em um impasse sangrento, a mídia do Iraque, controlada pelo regime de Saddam Hussein, continuava dizendo que tudo ia bem.
Em 29 de fevereiro, os iranianos chegaram perto de Qurna e se aproximaram da tão disputada autoestrada que liga Bagdá a Baçorá. Eles haviam superado os pântanos e retornaram ao terreno aberto, onde foram confrontados com armas pesadas convencionais, como artilharia, tanques e aeronaves, que lançavam ogivas contando gás mostarda. Cerca de 1200 iranianos morreram no contra-ataque do Iraque. O Irã recuou até o pântano, mantendo o controle da estratégica ilha Majnoon.
A batalha pelos pântanos no sul do Iraque viu as forças de Saddam sob constantes ataques. O uso extenso de armas químicas aliviou sua situação e as melhoras nas posições defensivas iraquianas sangravam os inimigos que avançavam e os fatigava até forçar o seu recuo. O Iraque contava muito com seus helicópteros Mi-24 para caçar as tropas iranianas nos pântanos, e pelo menos 20 000 destes foram mortos, ao custo de quase 10 000 vidas iraquianas.
Em meados do quarto ano do conflito, o Irã já havia perdido 170 000 homens em combate e outros 340 000 ficaram feridos. As baixas iraquianas contabilizavam mais de 80 000 soldados mortos e outros 150 000 mais feridos.

#### A "Guerra dos navios petroleiros" e a "Guerra das Cidades"
Sendo agora incapaz de lançar qualquer ofensiva terrestre contra o Irã, os iraquianos começaram a conduzir bombardeios aéreos estratégicos contra navios iranianos no Golfo Pérsico, além de também mirar outros alvos de valor econômico (como refinarias) e várias cidades, a fim de atingir a economia e a moral do povo iraniano. O Iraque também esperava que o Irã esboçasse alguma reação exagerada que chamasse a atenção das potências ocidentais para então envolve-las diretamente na guerra em favor do Iraque.

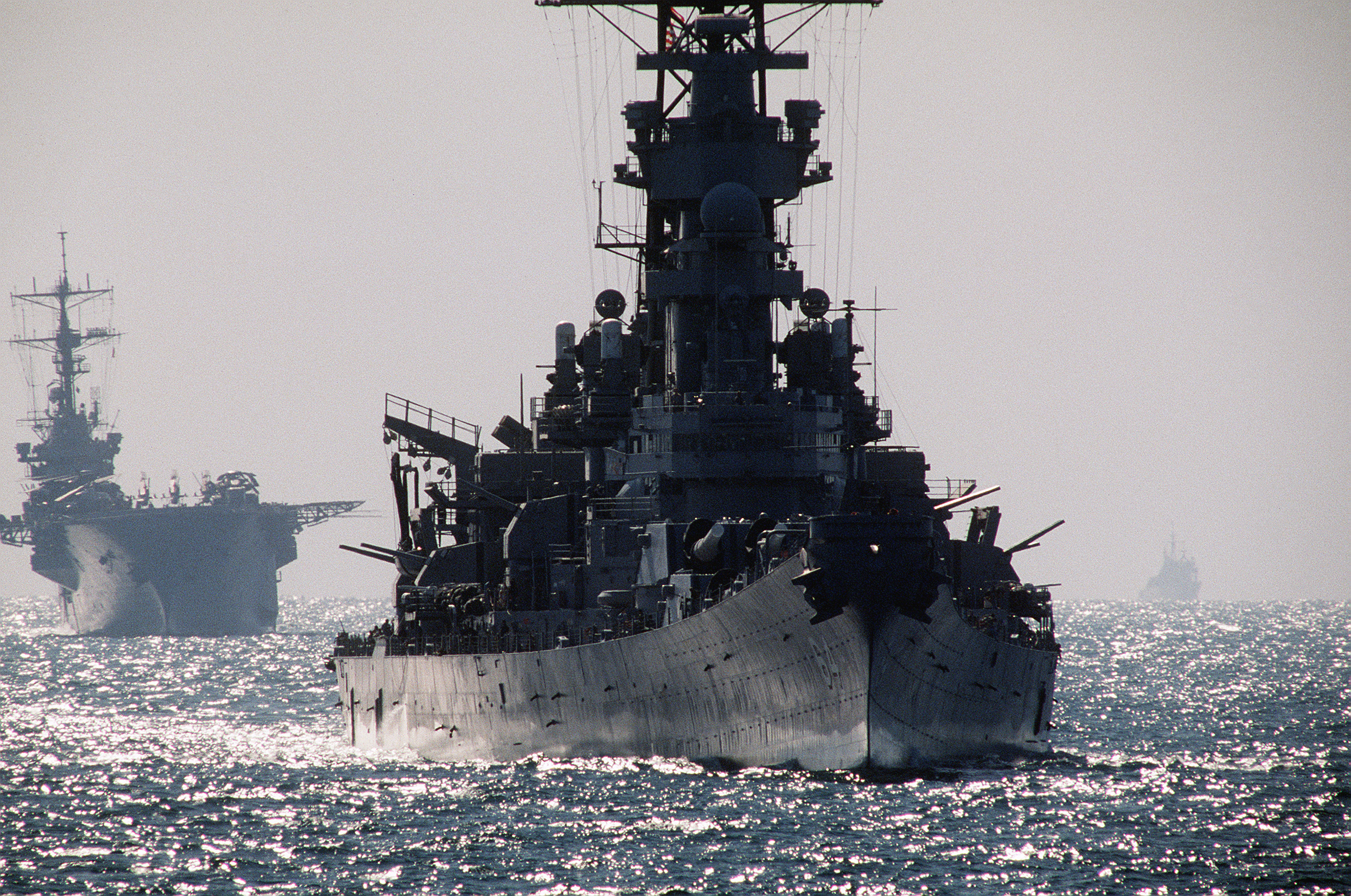
O navio de guerra americano USS Wisconsin (em destaque na foto) e o USS Tripoli (atrás) durante a Operação Earnest Will, em 1987

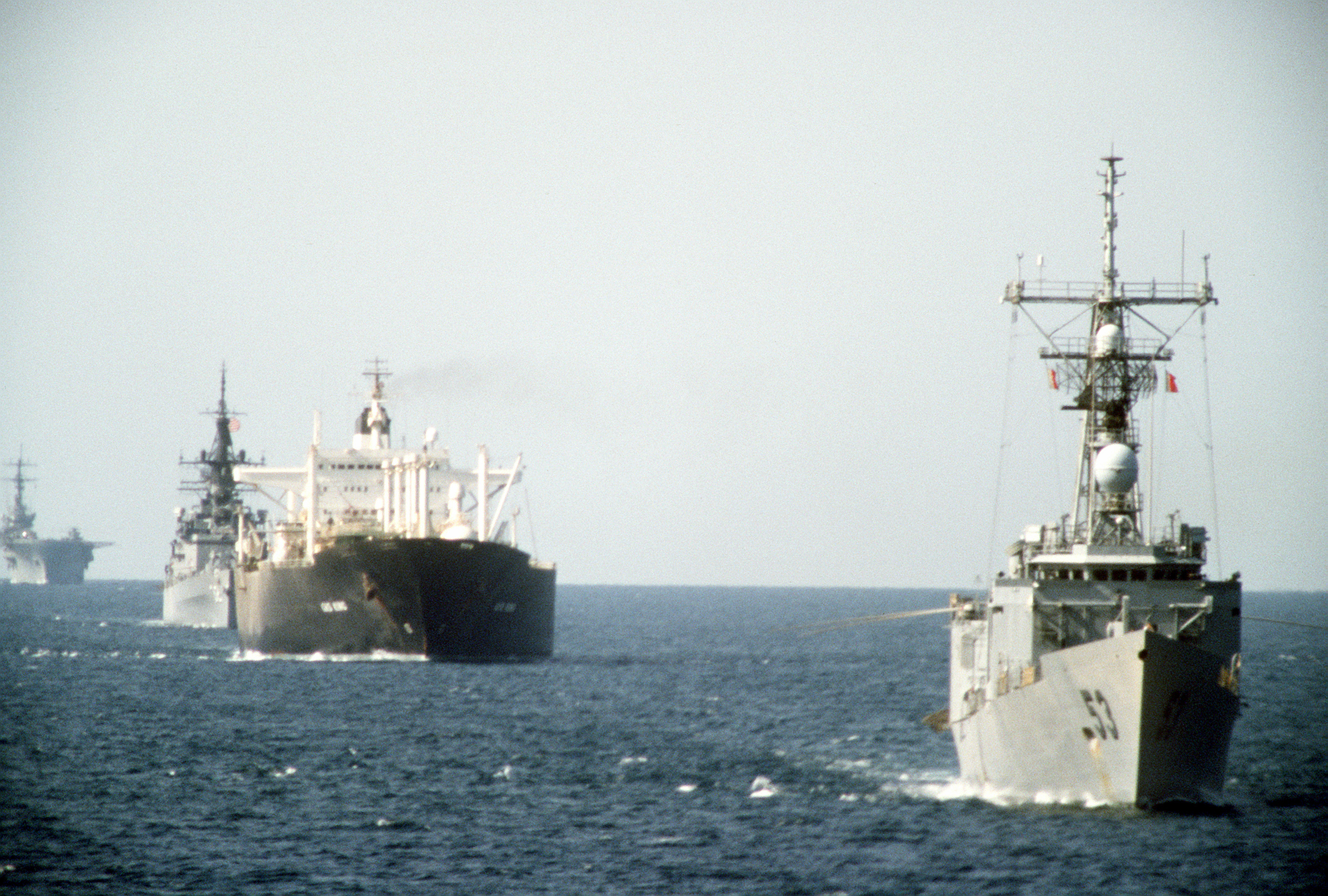
Um comboio de navios de guerra dos Estados Unidos escoltando embarcações civis no Golfo Pérsico (21 de outubro de 1987)

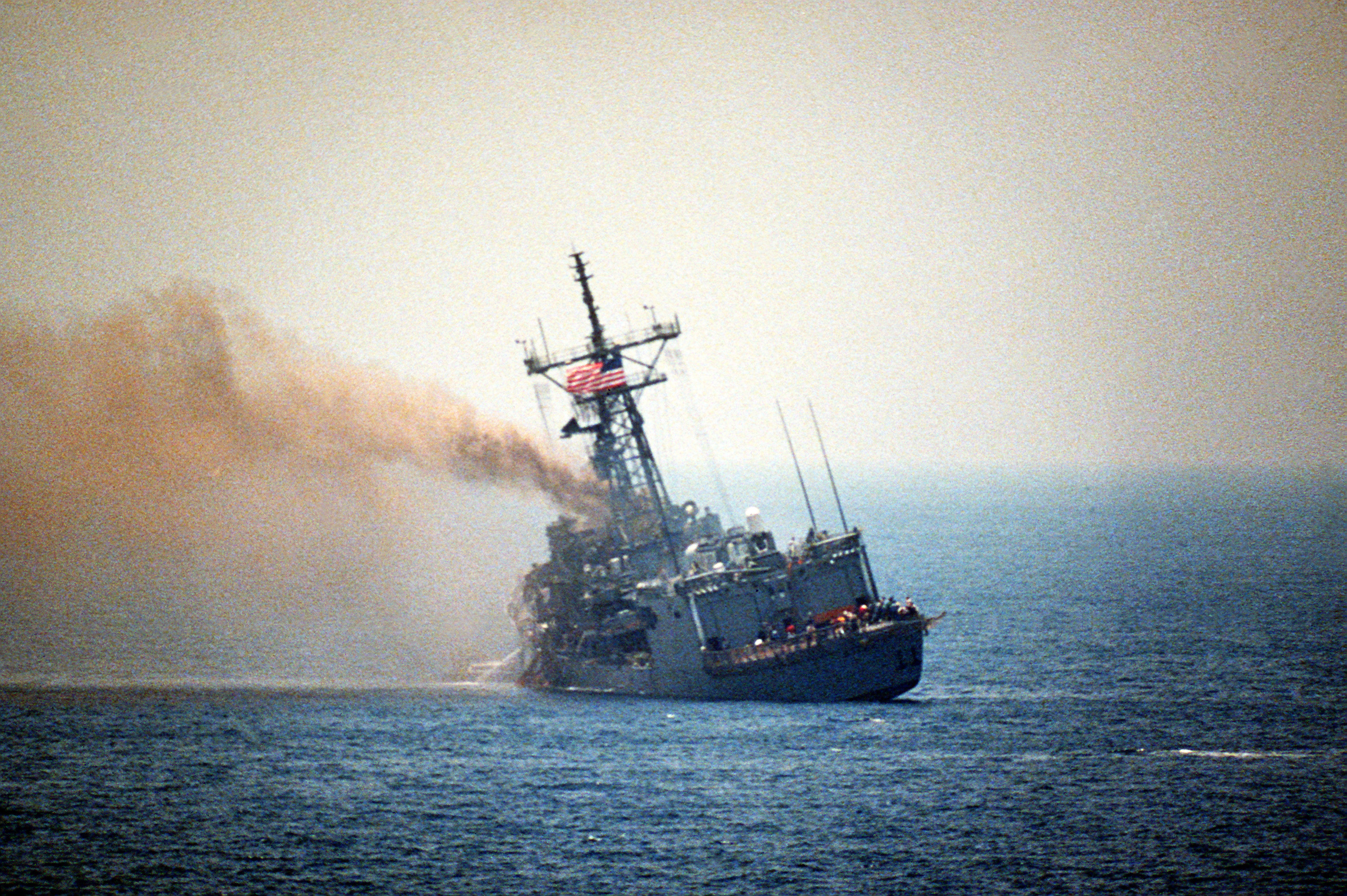
A fragata americana USS Stark atingida por um míssil exocet iraquiano no meio do Golfo Pérsico. Saddam pediu formalmente desculpas ao governo americano e, apesar da morte de 37 tripulantes, não houve retaliação por parte dos Estados Unidos

##### Ataques a navios
A chamada "Guerra dos Petroleiros" começou quando o Iraque passou a atacar, no começo de 1984, os portos da ilha Kharg e os navios petroleiros ali ancorados. O objetivo que Saddam esperava alcançar era forçar o Irã a retaliar brutalmente e tomar medidas como fechar o Estreito de Ormuz para o tráfego marítimo, fazendo com que as potências estrangeiras, especialmente os Estados Unidos, reagissem: os americanos já haviam ameaçado intervir caso o estreito de Ormuz fosse fechado, por qualquer um dos lados. Então os iranianos retaliavam com ações de sabotagem e ataques aéreos e navais (a marinha do Irã era muito superior em números e tinha melhor tecnologia que a do Iraque) apenas contra navios iraquianos, permitindo que embarcações de outras nacionalidades trafegassem sem problemas.
O Iraque declarou que todos os navios indo ou voltando de portos iranianos na zona norte do Golfo Pérsico estavam sujeitos a ataques. Eles usavam seu poder aéreo, especialmente helicópteros, e aviões como o F-1 Mirage e o MiG-23 armados com mísseis antinavio Exocet, de fabricação francesa, para atacar. Os iraquianos bombardeavam com frequência a ilha de Kharg e suas refinarias e portos. Depois dessas agressões, o Irã atacou, próximo ao Bahrein, um navio petroleiro do Kuwait carregando petróleo iraquiano a 13 de maio de 1984, além de um petroleiro saudita no dia 16. Já que o Iraque tinha dificuldades em exportar seu petróleo por terra, eles dependiam muito da ajuda de aliados árabes para fazer transporte marítimo. Os iranianos passaram a atacar mais navios do Kuwait transportando petróleo iraquiano, mais tarde bombardeando qualquer embarcação que ajudasse Saddam. Ataques dos dois lados a navios de países do Golfo (alguns neutros), expandiram-se para atacar embarcações genéricas, que não necessariamente transportavam petróleo. Como respostas, a Arábia Saudita enviou caças para patrulhar suas águas e em 5 de junho um dos seus F-15s abateram um avião F-4 Phantom II iraniano.
Os ataques pelo ar e pelo mar, na verdade, não danificaram a economia dos países do Golfo Pérsico e o Irã passou a usar o porto da ilha Larak, mais próximo ao estreito de Ormuz.
A Marinha do Irã impôs um bloqueio naval ao Iraque, usando fragatas de fabricação britânica, e começou a deter e inspecionar navios que faziam negócios com o Iraque. Eles operavam com impunidade, já que a marinha iraquiana era muito pequena e mal armada. Além disso, os pilotos iraquianos tinham quase nenhum treinamento em combate aéreo naval. Alguns navios de guerra iranianos abriram fogo contra navios petroleiros que passavam pelo Golfo. O Irã também contava com a marinha dos Guardiães da Revolução Islâmica, que usavam ligeiros navios Boghammar. Os iranianos também usavam aeronaves e helicópteros que partiam de bases aéreas no solo, armados com mísseis AGM-65 Maverick e foguetes antinavio.
No meio desse caos, o navio de guerra americano USS Stark (FFG-31) foi atingido, a 17 de maio de 1987, por dois mísseis Exocet disparados por um F-1 Mirage iraquiano. O avião havia recebido um alerta do Stark pedindo para não se aproximar. A fragata americana não detectou o míssil no radar e os avisos só teriam sido dados momentos antes do ataque. Os dois mísseis disparados pelo Mirage acertaram em cheio a embarcação estadunidense e explodiu nos alojamentos da tripulação, matando 37 marinheiros e ferindo outros 21.
A empresa britânica de seguros Lloyd's of London, estimou que 546 navios comerciais foram danificados e pelo menos 430 civis morreram. A maioria dos ataques foram perpetrados pelos iraquianos em águas do Irã. Mas as ações dos iranianos contra embarcações kuwaitianas fez com que o governo dos países da região pedissem ajuda externa para lidar com a situação, em novembro de 1986. A União Soviética respondeu positivamente e despachou navios para escoltar os cargueiros que navegavam no Golfo Pérsico, em 1987, e então a marinha dos Estados Unidos enviou também navios para proteger os petroleiros das nações aliadas do Golfo, permitindo que estes usassem a bandeira americana. Em março de 1987 o governo americano lançou a Operação Earnest Will, para proteger o trafego marítimo na região. Navios de nações neutras que iam para o Irã não recebiam proteção estrangeira, o que reduziu o comércio de petróleo naval do mundo com o Irã, já que havia o risco de um ataque iraquiano. Os iranianos acusavam assim os Estados Unidos de intervir na guerra em favor do Irã.
Durante o curso da guerra, o Irã chegou a atacar dois navios da marinha soviética que protegiam petroleiros kuaitianos. Também houve um caso de um Seawise Giant, uma das maiores embarcações já construídas, transportando petróleo iraniano cru para fora do Golfo, atingido e severamente danificado por um Exocet iraquiano.

##### Ataque à cidades
A parir de 1984, os iraquianos começaram a fazer mais extensos bombardeios estratégicos contra cidades iranianas. Embora o Iraque já tivesse feito ataques com aviões e mísseis contra municípios pelo Irã, essa campanha sistemática de bombardeios foi a maior da guerra. Isso ficou conhecido como a "Guerra das Cidades". Com ajuda dos soviéticos e dos americanos, a força aérea iraquiana foi reestruturada e expandida. Enquanto isso, o Irã sofria com a falta de equipamentos e sanções, dependendo de caras compras no mercado negro. O Iraque usava os aviões bombardeiro estratégicos Tu-22 e Tu-16 para lançar bombardeios de longa distância às cidades iranianas, incluindo Teerã. Aviões de bombardeio de curto alcance, como o Mig-25 e o Su-22, para lançar ataques, e caças como o Mig-29 para escolta. Alvos civis e industriais eram atingidos com mais frequência e cada ataque bem-sucedido danificava muito a já cambaleante economia iraniana.
Em resposta a isso, os iranianos lançaram mais patrulhas com caças F-4 Phantom e F-14s para interceptar as aeronaves iraquianas. Apesar das baixas sofridas devido aos aviões do Irã e ao fogo antiaéreo, os bombardeios do Iraque eram bem sucedidos e se tornou uma dor de cabeça para as autoridades iranianas. Em 1986, o Irã expandiu seu sistema de defesa aéreo para tentar resistir. Perto do fim da guerra, os ataques iraquianos com mísseis balísticos eram indiscriminados, enquanto as incursões aéreas tinham se reduzido de intensidade. Em 1987, Saddam ordenou que bombardeios com ogivas contendo componentes químicos fossem usados contra cidades do Irã, como a cidade de Sardasht. Centenas de pessoas morreram.

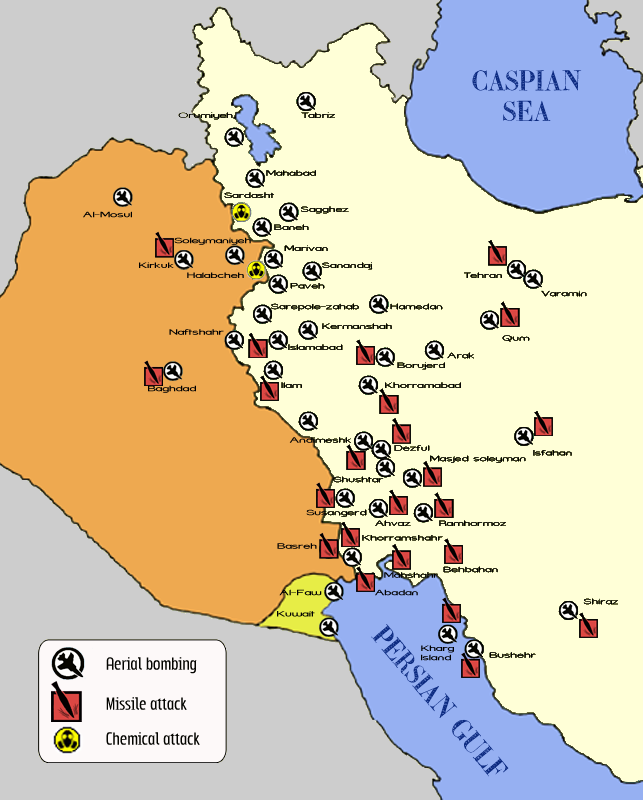
Mapa indicando ataques a cidades no Iraque, Irã e Kuwait durante a "Guerra das Cidades". Os bombardeios aconteceram por meio de aviões, foguetes e artilharia pesada

O Irã tentou retaliar, bombardeando cidades próximas a fronteira, como Baçorá. Os iranianos também usavam alguns mísseis Scud, vindos da Líbia, e os dispararam contra Bagdá, infligindo muitos danos.
A 7 de fevereiro de 1984, (durante a fase inicial da "guerra das cidades") Saddam Hussein ordenou que sua força aérea atacasse direto onze cidades iranianas em particular, indo até 22 de fevereiro. O objetivo desses bombardeios era desmoralizar os civis do Irã e forçar governo deles a negociar, mas eles tiveram pouco efeito. A aviação militar iraquiana sofreu pesadas baixas no processo e o Irã revidava, atingindo Bagdá e algumas outras cidades iraquianas com mísseis balísticos, artilharia e até aviões. Essas ações, apesar de pouco eficientes, causavam muitas perdas civis e isso se repetiria diversas vezes nos próximos anos como parte do que ficou conhecido como "a guerra das cidades". Apenas em fevereiro de 1984, foi estimado que 1 200 civis iranianos foram mortos pelas bombas iraquianas. Apesar de pouco eficiente, esta estratégia deixou muitas fatalidades e cidades em ruína.

#### Situação estratégica em 1984
Em 1984, foi estimado que o Irã já havia perdido pelo menos 300 000 combatentes (entre mortos e feridos), enquanto as baixas iraquianas eram estimadas em mais ou menos 150 000. Analistas estrangeiros concordavam que ambos os lados haviam falhado em usar quaisquer equipamentos modernos que tinham a disposição e empregaram táticas obsoletas, especialmente nas ofensivas. Muito equipamento danificado tinha que ser deixado para trás pois os seus técnicos e engenheiros não eram capazes de conserta-los. Os militares iraquianos e iranianos mostravam pouca coordenação com seus comandados e unidades inteiras eram deixadas para lutar sozinhas. Como resultado, ao fim de 1984, a guerra entrou em outro impasse estratégico. Entre 18 e 25 de outubro de 1984 o Irã lançou uma pequena ofensiva (Dawn 7), onde eles expulsaram as forças iraquianas de Mehran.

### 1985–86: Ofensivas e retiradas
Em 1985, as forças armadas do Iraque ainda recebiam apoio financeiro da Arábia Saudita, do Kuwait e de outros Estados do Golfo Pérsico, e ainda faziam enormes compras de armas da União Soviética, da China e da França. Foi neste ano que, pela primeira vez desde 1980, Saddam lançou novas ofensivas contra o Irã.
Em 6 de janeiro de 1986, os iraquianos lançaram uma nova ofensiva para tentar retomar a ilha de Majnoon. Contudo, eles não conseguiram sobrepujar as linhas de 200 000 soldados e milicianos iranianos, que receberam reforços de tropas anfíbias. Ainda assim, os militares de Saddam conseguiram conquistar uma posição permanente no sul da ilha.

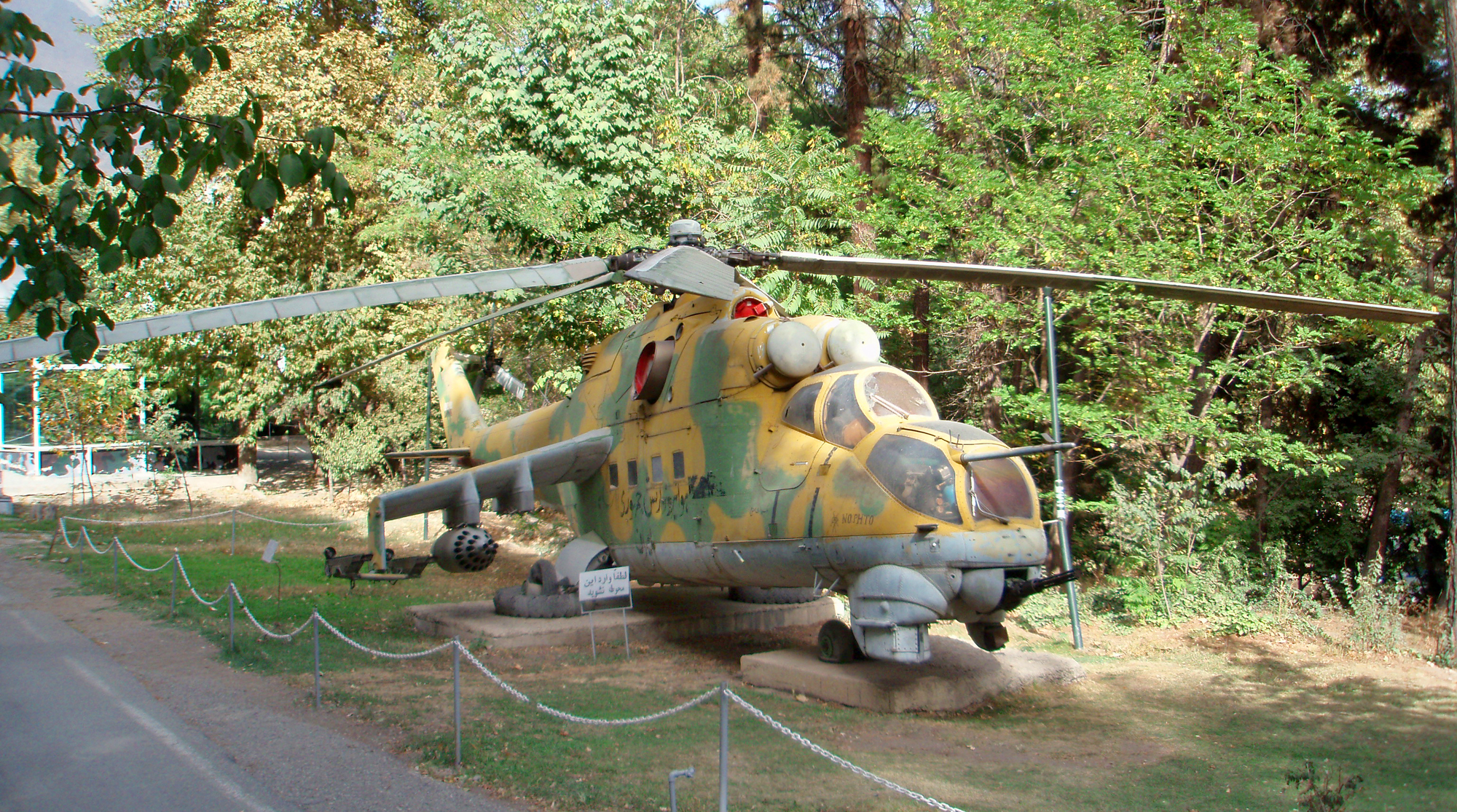
Um helicóptero Mi-24 iraquiano capturado pelos iranianos

Os iraquianos lançaram uma nova "guerra das cidades" entre 12 e 14 de março de 1986, bombardeando e atingindo 158 alvos em mais de 30 cidades, incluindo Teerã. O Irã respondeu lançando pelo menos 14 mísseis Scud contra o Iraque, adquiridos da Líbia. Mais incursões aéreas iraquianas aconteceram em agosto, causando muitas baixas civis. O Iraque continuou atacando navios petroleiros iranianos ou de nações neutras, especialmente no Golfo Pérsico ou no Golfo de Omã. Estes ataques aéreos eram conduzidos por aeronaves Super Étendard e Mirages F-1, além de helicópteros Super Frelon, usando mísseis franceses MBDA Exocet.

#### OperaçãoBadr
Os iraquianos lançaram uma ofensiva a 28 de janeiro de 1985, que acabou fracassando. Os iranianos responderam em 11 de março com mais um ataque direto contra a autoestrada Bagdá-Baçorá (uma das poucas grandes ofensivas de 1985), codinome Operação Badr (nome que vem da famosa Batalha de Badr, a primeira vitória de Maomé em Mecca). O aiatolá Khomeini declarou então aos iranianos:
"Acreditamos que Saddam deseja retornar o islã a blasfêmia e ao politeísmo... se a américa vencer... e dê vitória para Saddam, o islã receberá um golpe tal que não será capaz de voltar... é o islã contra a blasfêmia e não o Irã contra o Iraque".
 Esta operação foi similar a Kheibar, mas foi melhor planejada. O Irã mobilizou 100 000 combatentes, com mais 60 000 na reserva. Eles infiltraram o terreno pantanoso, abriram caminho e construíram uma ponte improvisada. A milícia Basij havia adquirido novas arma antitanque, o que ajudou futuras campanhas.
A ferocidade e o ímpeto do ataque iraniano surpreendeu os iraquianos, que acabaram cedendo. A Guarda Revolucionária, com apoio de tanques e artilharia, avançaram pelo norte da cidade de Qurna em 14 de março. Na mesmo noite, 3 000 iranianos atravessaram o Rio Tigre usando pontes improvisadas, uma vitória, ainda que pequena, se comparada a outras operações para tomar a estrada que liga Baçorá a Bagdá.
Saddam respondeu mandando um extenso bombardeio com armas químicas contra as posições iranianas perto da autoestrada e iniciou novamente a supracitado "guerra das cidades", bombardeando com aviões e foguetes centros populacionais no lado do Irã na fronteira. Mais de vinte municípios foram atingidos, incluindo Teerã. Sob comando dos generais Hashim Ahmad al-Tai e Jamal Zanoun (considerado uns dos mais habilidosos comandantes iraquianos), as tropas de Saddam Hussein contra-atacaram e forçaram o recuo dos iranianos, usando artilharia pesada e infantaria móvel. Armas químicas e biológicas também foram usadas e os iraquianos ainda inundaram as trincheiras e vales com água, para dificultar a movimentação inimiga.
Os iranianos tiveram de recuar até os pântanos de Hoveyzeh enquanto eram atacados por helicópteros. Os iraquianos então não tiveram problemas em retomar a autoestrada. A operação Badr resultou na morte de mais de 10 000 iraquianos e 15 000 iranianos.

#### Situação estratégica no começo de 1986
Como a maioria das investidas em forma de ataques em "onda humana" não deu muito certo, o Irã desenvolveu então melhores estratégias, baseado num melhor relacionamento entre o exército e a Guarda Revolucionária, fazendo com que estes últimos lutassem de forma mais convencional. Para combater o uso de armas químicas por parte do Iraque, os iranianos começaram a usar métodos alternativos, incluindo antídotos. Eles também investiram em desenvolvimento tecnológico, para tentar diminuir o impacto do isolamento externo e das sanções. Veículos aéreos não tripulados (drones) como o Mohajer 1, começaram a ser postos em serviço. Embora a maioria fosse usado para observação, alguns carregavam um lançador de RPG-7 e realizaram mais de 700 surtidas contra alvos iraquianos.

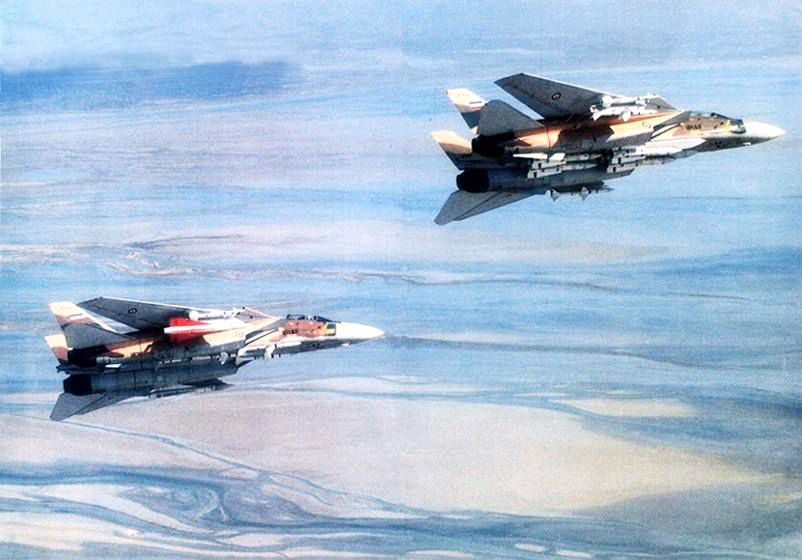
Caças F-14 iranianos, de fabricação americana, armado com mísseis AIM-54 Phoenix. Comprados antes da revolução de 1979, este era o avião mais avançado na força aérea iraniana.

Pelo resto de 1986 e até a primavera de 1988, a eficiência da força aérea iraniana em defesa antiaérea aumentou, com novas armas chegando e novas táticas sendo implementadas. Por exemplos, o Irã havia empregado modernos sistemas SAM e novos caças interceptadores para criar "regiões de morte" onde a aviação militar iraquiana sofria pesadas perdas. O Iraque respondeu colocando também mais modernos aviões em serviço, como o Mig-29 russo, além de incorporar elementos de medidas de ataque eletrônico, defesa antiaérea e até mísseis antirradiação. Devido as pesadas baixas sofridas na últimas "guerra entre cidades", os iraquianos reduziram o volume de ataques aéreos contra municípios iranianos além de sua fronteira. Ao invés disso, eles lançavam vários mísseis Scuds, que os iranianos não possuíam capacidade para interceptar. Já que os Scuds não tinham alcance para atingir Teerã, muitos foram modificados para a versão Al-Hussein, criado com ajuda de engenheiros alemães. O Irã retaliou também modificando seus próprios mísseis balísticos. O Iraque, contudo, tinha mais mísseis a disposição e os usavam com mais frequência e de modo mais eficiente.[carece de fontes?]
A contrário do Iraque, que recebia vasto apoio externo, o Irã sofria com falta de armamentos pesados e outros tipos de equipamentos. Os melhores equipamentos dos iranianos haviam sido perdidos nos primeiros anos do conflito. Mesmo assim eles ainda possuíam 1 000 tanques de guerra a sua disposição (muitos capturados dos iraquianos) e também tinham muitas armas de artilharia, mas eles ainda sofriam com a falta de peças de reposição. Para tentar superar isso, compras eram feitas no mercado negro. Eles secretamente importavam armamentos no exterior, como armas antiaéreas do tipo RBS-70. Apesar de ser um dos principais apoiadores do Iraque, os Estados Unidos passaram também a enviar armas ao Irã de forma clandestina. Os americanos, assim como alguns outros países, tinham mudado de visão no decorrer do conflito e agora queriam a manutenção do status quo e impedir que qualquer um dos lados saísse vitorioso. A Casa Branca ainda queria que o Irã usasse sua influência para ajudar na libertação dos reféns americanos no Líbano. No escândalo que ficou conhecido como "Caso Irã-Contras", os Estados Unidos forneceram algumas armas como o míssil antitanque BGM-71 TOW, que eram mais eficientes que os seus lança-granadas-foguetes. O Irã começou a desenvolver variantes destas armas por conta própria. Assim, no começo de 1986, a situação dos iranianos no campo de batalha melhorou, mas suas perdas continuavam altas.

#### Primeira Batalha de al-Faw
Na virada da noite do dia 10 a 11 de fevereiro de 1986, o Irã lançou a oitava Operação Valfajr ("Amanhecer"), com 30 000 soldados na linha de frente, atacando de duas posições diferentes para tomar a península de Al-Faw, no sul do Iraque, a única área do país com acesso por terra ao Golfo Pérsico. Apesar das altas baixas sofridas, os iranianos foram bem sucedidos. A conquista de Al Faw e de Umm Qasr foi uma importante vitória para o Irã e tinha por objetivo tornar o Iraque mais flexível a aceitar a paz. Os iranianos então lançaram um pequeno ataque contra Baçorá, mas foram detidos. Enquanto isso, um ataque anfíbio iraniano começou na costa da península. A resistência foi feita por parte da milícia Exército Popular do Iraque. Mal armados e mal preparados, eles foram facilmente superados. Os iranianos estabeleceram pontes improvisadas sobre o rio Xatalárabe, e logo 30 000 de seus soldados passaram pela região. Eles foram até o norte da península e derrotaram o que sobrou das tropas iraquianas em menos de 24 horas. Logo depois eles firmaram novas posições defensivas.
A repentina e relativamente fácil conquista de al-Faw pelos iranianos tomou o Iraque de surpresa, já que eles julgavam impossível qualquer um cruzar o Xatalárabe com tanta rapidez. A 12 de fevereiro de 1986, os iraquianos lançaram uma grande ofensiva para retomar a península de al-Faw, que acabou fracassando após uma semana de intensos combates. A 24 de fevereiro, Saddam mandou um dos seus melhores comandantes, o general Maher Abd al-Rashid, e algumas de suas melhores tropas, a Guarda Republicana, para tentar de uma vez por todas recapturar al-Faw. Combates violentos foram reportados, mas, novamente, com pouco sucesso e sofrendo altas baixas: a 15ª divisão mecanizada iraquiana, por exemplo, foi quase que completamente exterminada. A conquista de al-Faw e o fracasso dos contra-ataques foram um duro golpe para o prestígio do regime Ba'ath, e deixou os países do Golfo Pérsico com medo de uma possível vitória iraniana. O Kuwait, em particular, viu a ameaça de tropas do Irã a menos de 16 km das suas fronteiras e então passou a dar mais apoio financeiro ao Iraque.
Em março de 1986, os iranianos tentaram continuar com a boa maré e avançaram sobre Umm Qasr, o que negaria completamente ao Iraque acesso ao mar do Golfo e botaria tropas iranianas diretamente ao lado do Kuwait, o que os iranianos acreditavam que forçaria Saddam a negociar de qualquer jeito. Contudo, a ofensiva foi detida devido à falta de suprimentos e de veículos blindados. A esta altura, 10 000 iraquianos morreram neste combate. As perdas iranianas foram mais altas, ficando em mais ou menos 30 000 fatalidades. A primeira batalha de al-Faw terminou em março, mas os combates continuaram na península até 1988, com nenhum dos dois lados conseguindo superar o outro. A luta terminou em impasse e numa série de embates e escaramuças sangrentas, especialmente pelos pântanos da península. Cerca de 53 000 soldados iraquianos morreram lutando em al-Faw. As baixas totais iranianas são desconhecidas, mas presume-se que tenham sido bem altas.

#### Batalha de Mehran
Imediatamente após os iranianos terem conquistado a cidade de al-Faw, Saddam ordenou uma nova ofensiva contra o Irã como represália. A cidade de Mehran, no lado iraniano da fronteira, nos pés das montanhas Zagros, foi selecionada como o alvo. Entre os dias 15 e 19 de maio de 1986, o 2º Corpo do exército iraquiano, apoiado por helicópteros de ataque, tomou a cidade de assalto. Hussein ofereceu devolver Mehran em troca al-Faw. Os iranianos rejeitaram a oferta. Assim o Iraque prosseguiu atacando, tentando avançar mais dentro do Irã. Porém a infantaria iraniana resistiu e os blindados e veículos iraquianos sofreram com ataques dos helicópteros iranianos AH-1 Cobra e os recém adquiridos mísseis TOW, que infligiram pesadas baixas nas tropas de Saddam.
Firmando suas posições na parte elevada do terreno, os iranianos cercaram Mehran. A 30 de junho eles atacaram. Menos de uma semana depois, os soldados iraquianos na região se renderam. Saddam ordenou que a Guarda Republicana (suas tropas de elite) retomasse a cidade. Eles atacaram a 4 de julho mas foram repelidos. Os iraquianos sofreram baixas tão altas que eles não tiveram como impedir os avanços iranianos até além da fronteira comum dos dois países. Frente a esses retrocessos, o Iraque teve sua capacidade bélica reduzida e assim eles não conseguiram lançar grandes ofensivas pelos últimos dois anos da guerra. As derrotas iraquianas em al-Faw e em Mehran atingiram em cheio o prestígio e a reputação do regime iraquiano. A má situação do Iraque preocupou as potências ocidentais e as nações do Golfo.

#### Situação estratégica ao final de 1986

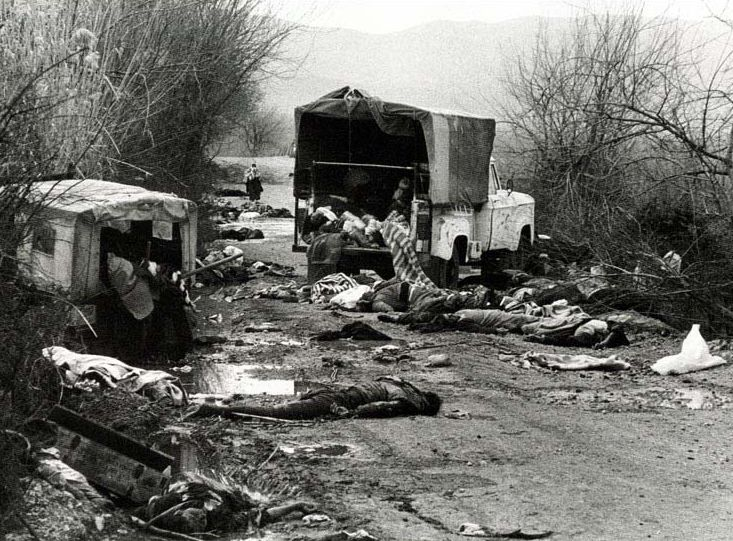
Civis iranianos massacrados durante a guerra

Ao fim de 1986, para observadores internacionais, o Irã estava vencendo a guerra. Na frente norte, os iranianos começaram a avançar até a cidade de Suleimaniya com ajuda de guerrilheiros curdos, pegando o Iraque de surpresa. Eles chegaram a 16 km do seu alvo, mas foram detidos por incursões do exército baathista e por ataques químicos. Os militares iranianos também chegaram até as montanhas Meimak, a apenas 113 km de Bagdá. O Iraque conseguiu controlar a situação no sul, mas não ganhavam muito terreno e estavam sob constante pressão dos iranianos.
Os iraquianos responderam lançando outra "guerra das cidades". Em um desses ataques, a principal refinaria de petróleo de Teerã foi atingida. Em outro caso, o Iraque conseguiu danificar as antenas de telecomunicação de Assadabad, atrapalhando as comunicações por telefone e os serviços de telex por quase duas semanas direto em uma grande região. Áreas civis também foram atingidas, resultando em muitas mortes. No golfo pérsico, os iraquianos continuavam a atingir navios petroleiros iranianos. O Irã, como de costume, respondeu lançando mísseis Scud contra alvos no Iraque.
O Iraque continuou atacando a importante ilha de Kharg e os navios nela ancorados. Petroleiros e estações de extração de petróleo também eram atingidos. O Irã passou a escoltar seus navios até a ilha de Larak, onde era mais seguro. Lá, eles eram transportados até o alto mar, que era mais neutro. Eles também reconstruíam os terminais de petróleo danificados pelos iraquianos, enquanto retaliavam também atacando embarcações que levavam petróleo cru iraquiano. A guerra dos petroleiros aumentou significativamente nos últimos dois anos de guerra, com o número de ataques dobrando em 1986 (a maioria executados pelo Iraque). Os iraquianos tinham permissão do governo saudita para usar seu espaço aéreo e atacar a ilha Larak, apesar da distância fazer estes ataques mais difíceis e menos frequentes. Os ataques aos cargueiros e petroleiros continuavam a causar tensão e preocupação das nações ocidentais (especialmente os Estados Unidos), muito dependentes do petróleo da região.
Em abril de 1986, o aiatolá Khomeini emitiu um fatwa declarando que a guerra deveria ser vencida até maio de 1987. Os iranianos começaram a recrutar mais pessoal, reunindo 650 000 voluntários. A animosidade entre o exército e a Guarda Revolucionária voltou, com os militares querendo ser melhor usados, enquanto a Guarda exigia liderar as ofensivas. O Irã, confiante no sucesso, começou a planejar sua maior ofensiva da guerra, que eles chamaram de "ofensivas finais".

##### Estratégia de defesa iraquiana
Frente as derrotas em al-Faw e Mehran, o Iraque parecia estar perdendo a guerra. Os generais iraquianos estavam irritados com as constantes interferências de Saddam e até ameaçaram se rebelar contra o regime baathista a não ser que eles tivessem mais liberdades operacionais. Estranhamente e em um gesto raro, Saddam cedeu as exigências de seus generais e deu mais liberdade de decisões a eles. Nesta altura, a estratégia iraquiana era frustrar as ofensivas do Irã. Contudo, a humilhante derrota na península de al-Faw fez com que o ditador iraquiano declarasse que a guerra se tornara Al-Defa al Mutahharakkha ("A Defesa Dinâmica"), e anunciou que todos os civis tinham que tomar parte no esforço de guerra. Muitas universidades foram fechadas e os estudantes homens foram obrigados a servir nas forças armadas. Civis foram mandados para ajudar na defesa e muitos também foram enviados para os pântanos do sul para drena-los com o intuito de impedir ações anfíbias das unidades de infiltração iranianas.

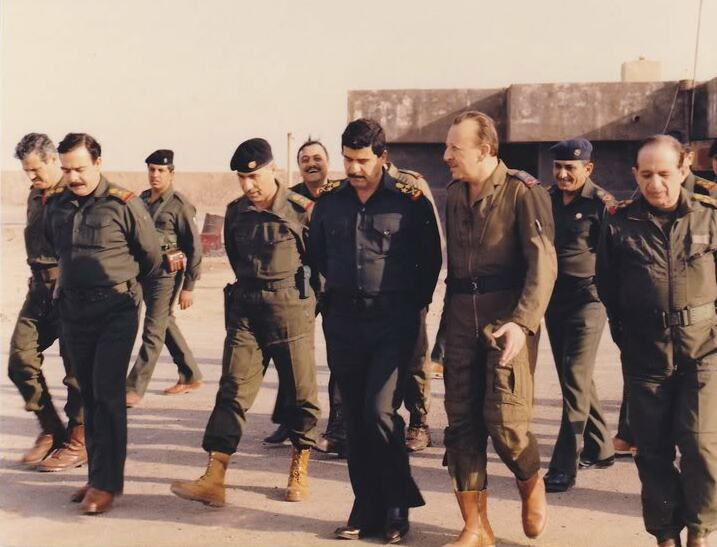
O general Adnan Khairallah, ministro da defesa do Iraque, visita suas tropas na linha de frente.

O governo iraquiano, liderado pela minoria sunita, tentou envolver os xiitas no esforço de guerra, integrando-os ao partido Ba'ath. Com o objetivo de combater o fervor religioso invocado pelos iranianos (que eram xiitas, em sua maioria) e ganhar mais apoio das massas, o regime de Saddam, outrora extremamente secular, começou a fazer propaganda religiosa. Imagens de Saddam Hussein orando e fazendo peregrinações para locais sagrados do islã começaram a aparecer muito na mídia estatal. Com a moral iraquiana baixa durante quase toda a guerra, a conquista de al-Faw fez crescer um fervor patriota, com os iraquianos temendo uma invasão estrangeira em larga escala. Saddam também começou a aceitar recrutas de outros países árabes para formar suas milícias e a Guarda Republicana também recebeu mais apoio técnico de nações estrangeiras. Apesar das perdas sofridas pelos militares iraquianos, o apoio na forma de dinheiro e equipamentos do exterior fez com que eles ainda fossem capazes de se reerguer, chegando a ter quase 1 milhão de homens nas forças armadas ao fim de 1988.
Ao mesmo tempo, Saddam ordenou o início da chamada Operação Anfal em uma tentativa de acabar com a rebelião curda de uma vez por todas. Os curdos tinham abertamente apoiado os iranianos e se aproveitaram do caos da guerra para se revoltar. A ofensiva do regime iraquiano terminou na destruição de diversas aldeias, cidades e vilas curdas. Milhares de pessoas foram mortas (algumas fontes estimam mais de 150 000 fatalidades em um período de três anos), a maioria civis.
Os iraquianos também tentaram melhorar suas táticas de manobra. O Iraque buscou ainda profissionalizar mais suas forças armadas. Até 1986, o exército (formado por conscritos), e a milícia voluntária "Exército Popular do Iraque", conduziam a maioria das operações militares, sem muito efeito. A Guarda Republicana Iraquiana, outrora uma espécie de guarda pretoriana, foi expandida e passou a ser comandada pelos melhores oficiais e a ter os melhores soldados do país. Lealdade ao governo já não era mais um requisito para se alistar. Contudo, devido a paranoia de Saddam, o antigo dever da Guarda Republicana (proteger o líder e servir o partido) foi transferido para uma nova unidade, chamada de 'Especiais'. Treinamentos em larga escala (envolvendo militares e alguns civis) aconteciam nos desertos do oeste, o que resultou numa melhor preparação dos membros das forças armadas. O Iraque, quando a guerra terminou, havia conseguido construir um vasto exército, com a quarta maior infantaria do mundo.

### 1987–88: Caminho para o cessar-fogo

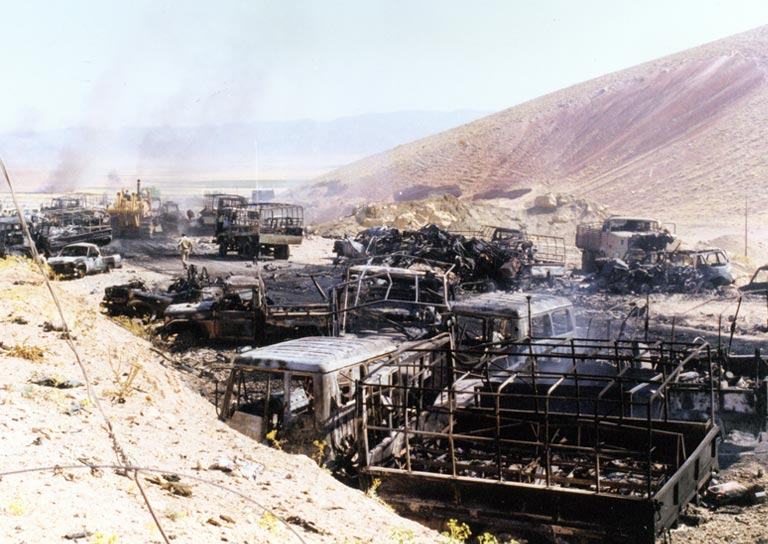
Equipamentos militares destruídos da Organização dos Mujahidin do Povo Iraniano. Apoiados por Saddam, os mujahidins lutaram contra as autoridades de Teerã. Durante a chamada Operação Mersad, lançada pelo grupo em 1988, entre 2 000 e 10 000 pessoas morreram

Enquanto os iraquianos buscavam se reinventar, os iranianos continuaram atacando. O ano de 1987 viu novamente o amplo uso de ataques na forma de ondas humanas pelos iranianos, tanto no norte quanto no fronte sul. O Iraque havia fortificado suas posições defensivas. Anéis de defesa foram erguidos as margens do rio Jasim, junto com barreiras naturais. Os lagos do leste foram enchidos de minas, as margens tinham arames farpados, eletrodos e vários sensores. Além disso, atrás das linhas de defesa, havia pesada artilharia e um aeroporto com aviões e helicópteros de combate leve. Além da munição convencional para bombardear, os iraquianos também tinham várias ogivas com gases venenosos.
O Irã planejou sobrepujar estas linhas de defesa, cercar Baçorá, isolando a região de norte a sul, e separando a península de Al-Faw do resto do país. Os iranianos imaginavam que a queda de Baçorá seria o golpe fatal no regime de Saddam Hussein e o forçaria a negociar em termos favoráveis ao governo do Irã. A estratégia iraniana era simples: um ataque próximo a Baçorá, para distração, uma ofensiva forte no centro e um outro ataque distrativo com uma divisão blindada ao norte, para atrair a atenção do Iraque para outro lugar longe de Baçorá. Para estas batalhas, o Ira reexpandiu seus exércitos, recrutando novos soldados e milicianos. Eles conseguiram reunir uma força de 150 000 a 200 000 homens para a luta.

#### Operações Karbala

##### Operação Karbala-4
A 25 de dezembro de 1986, o Irã lançou a Operação Karbala-4 (se referindo a derrota de Huceine ibne Ali em 680). De acordo com o general Ra'ad al-Hamdani, esta ofensiva foi apenas para distrair. Os iranianos lançaram um ataque anfíbio contra a ilha iraquiana de Umm al-Rassas, que ficava na costa do rio Xatalárabe e paralela a Khoramshahr. Eles então ergueram uma ponte artificial e continuaram seu ataque, eventualmente capturando a ilha. Eles não fizeram progressos além disso e ainda sofreram mais de 60 000 baixas (mortos e feridos), enquanto o Iraque perdeu apenas 9 500 soldados. Os comandantes iraquianos exageraram as perdas iranianas em seus relatórios para Saddam e foi assumido que a principal ofensiva do Irã contra Baçorá havia fracassado e que não tinham mais capacidade de continuar avançando. Assim, quando os iranianos lançaram novos ataques no sul do Iraque, em 1987, o governo iraquiano foi pego de surpresa.

##### Operação Karbala-5 (Segunda Batalha de Baçorá)
O Irã lançou a Operação Karbala-5 na meia-noite do dia 8 de janeiro de 1987, quando uma força de ataque de 35 000 soldados atravessaram a região de lagos da província de Baçorá, enquanto outras quatro divisões se moviam pelo sudeste, circundando as forças iraquianas e capturando Duaiji, um complexo de canais de irrigação. De lá eles partiram para recapturar a cidade de Shalamcheh. Entre 9 e 10 de janeiro, os iranianos quebraram as duas primeiras linhas de defesa de Baçorá ao norte, graças aos seus tanques. O Irã reforçou suas linhas com 60 000 tropas extras e começaram a caçar as forças iraquianas remanescentes na região.
Em 9 de janeiro, os iraquianos lançaram seu contra-ataque, apoiado por aeronaves Su-25 e Mig-29. No dia seguinte, o Iraque lançou tudo que tinha contra as posições iranianas. Apesar da desvantagem de 10 para 1 no ar, a defesa antiaérea do Irã fez um bom trabalho, abatendo de 50 a 60 jatos (10% da força aérea iraquiana), permitindo que os aviões iranianos fornecessem apoio aéreo próximo a infantaria. Os pilotos do Irã também eram melhores em combate contra os caças iraquianos. Os tanques do Iraque tinham dificuldade de passar pelos pântanos e eram facilmente derrotados pelos helicópteros Cobra e mísseis TOW. Então, com a infantaria sofrendo pesadas baixas devido a falta de apoio aéreo, os aviões iraquianos voltaram com tudo e novamente travaram intensas batalhas pelo controle do espaço aéreo do sul do Iraque.
Apesar dos sucessos iniciais, as linhas de defesa iraquianas acabaram detendo, eventualmente, o ataque do Irã. Entre 19 e 24 de janeiro, os iranianos lançaram outra ofensiva, quebrando a terceira linha iraquiana e expulsando o inimigo das margens do rio Jasim. Com ambos os lados trazendo reforços, a luta chegou em um impasse sangrento. A 29 de janeiro, os iranianos lançaram um novo ataque pelo oeste do rio Jasim, avançando no perímetro iraquiano. Eles avançaram 12 km dentro de Baçorá. Nesta altura nenhum lado mais conseguia avançar. A TV estatal iraniana mostrou fotos da periferia de Baçorá, mas o Irã não avançou além disso. A quantidade de homens que os iranianos perderam foi altíssima e assim eles não resistiram quando os iraquianos contra-atacaram com força e tiveram de recuar. A luta nos arredores de Baçorá continuou, enquanto 30 000 soldados do Irã mantinham sua posição no sul. Logo os exércitos opostos se entrincheiraram, com nenhum lado forçando o recuo do outro. Os iranianos tentaram diversas vezes avançar mas sempre sem sucesso. A operação Karbala-5 oficialmente foi encerrada em fevereiro, mas os combates pela região continuaram, enquanto o Irã ainda cercava a cidade.
Cerca de 65 000 iranianos foram ou mortos ou feridos nos combates, incluindo o general Hossein Kharrazi. As baixas iraquianas somaram quase 20 000 homens na operação Karbala-5. Baçorá ficou parcialmente em ruínas e as perdas materiais sofridas pelo exército do Iraque foram altas. Esta luta foi uma das mais pesadas e sangrentas da guerra, com ambos os lados saindo dela muito desgastados. O combate por Shalamcheh, bem próximo a Baçorá, ficou conhecida como o "Somme da guerra Irã-Iraque". Naquela altura, a situação havia piorado de forma tal que Saddam, enfurecido, ordenou a execução de vários de seus oficiais (alguns notavelmente competentes). Com a aviação iraniana lutando em Baçorá, bombardeiros iraquianos atacaram as posições do Irã na retaguarda com armas químicas, e também lançaram bombas convencionais contra cidades iranianas como Teerã, Isfahan e Qom. Estes ataques deixaram mais de 3 000 civis iranianos mortos. As retaliações iranianas com mísseis balísticos no Iraque deixou mais de 300 civis mortos.

##### Operação Karbala-6
Quase que ao mesmo tempo da Operação Karbala 5, em 1987, o Irã também lançou a Operação Karbala-6 contra as posições iraquianas em Qasr-e Shirin, no centro da fronteira, para evitar que Saddam mandasse tropas para o sul. O ataque foi liderado por homens da organização Basij e por combatentes da Guarda Revolucionária e membros da 77ª Divisão blindada Khorasan. Os iranianos atacaram os iraquianos de forma impetuosa, forçando o seu recuo. Blindados iraquianos contra-atacaram os Basij em um movimento de pinça, mas os tanques do Irã resistiram. Os iranianos só foram detidos depois que o Iraque lançou uma série de ataques químicos, causando uma enorme quantidade de fatalidades.

#### Enfraquecimento iraniano

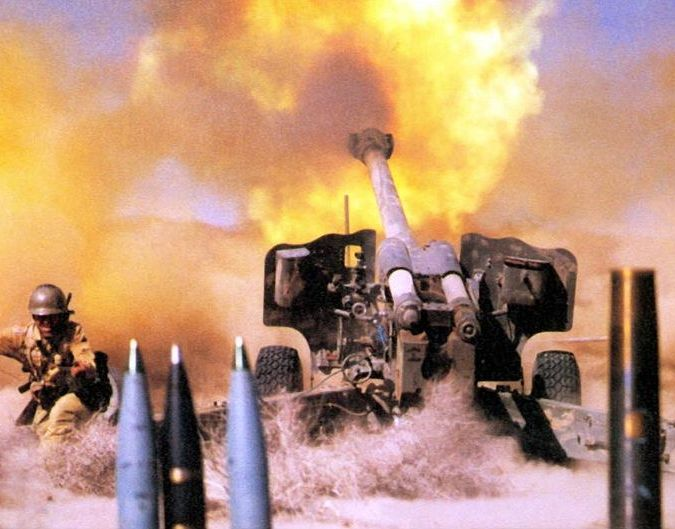
Um canhão D-20 iraniano disparando projéteis de 152 mm contra os iraquianos

O resultado da Operação Karbala-5 foi um duro golpe para o Irã, afetando sua moral. Mas para observadores externos, parecia que o Irã estava se fortalecendo. Em 1988, o país já tinha se tornado autossuficiente em diversas áreas, como na produção de mísseis antitanque, balísticos (Shahab-1), antinavios (Silkworm), foguetes táticos Oghab e na produção de peças de reposição para outras armas de seu arsenal. O país também tinha fortalecido seu sistema de defesa antiaéreo, especialmente após a compra de armamento no mercado clandestino. A nação estava até produzindo seus drones não tripulados e aviões pequenos. O Irã também dobrou seu estoque de artilharia e já estava auto-suficiente na produção de munição e armas pequenas.
Contudo, o que não era óbvio para os observadores internacionais era que a população do Irã já estava cansada da guerra e já não acreditava mais que o conflito era do interesse nacional. O fervor nacionalista e religioso havia sumido e entre 1987 e 1988 foi registrado o menor nível de alistamento de voluntários desde o início da guerra. Como o esforço de guerra dependia da mobilização e do apoio popular, sua força militar havia declinado e o Irã já não podia mais lançar nenhuma grande ofensiva desde meados de 1987. Como resultado, pela primeira vez desde 1982, o exército regular e não as milícias (como os Guardiões da Revolução) tinha a supremacia militar. Contudo, o serviço no exército era obrigatório e isso tornou a instituição impopular dentre o povo. Começou então a ser registrado um alto número de deserções. Em maio de 1985, manifestações antiguerra tomaram conta de 74 cidades pelo país. O regime em Teerã, contudo, esmagou qualquer oposição ao conflito ou a liderança da nação. Muitos manifestantes foram mortos nas ruas. Em 1987, o problema da deserção se tornou extremamente problemático e a Guarda Revolucionária e as demais milícias governistas começaram a montar bloqueios nas saídas das cidades para capturar aqueles que tentavam escapar ao serviço militar. Porém, outras pessoas (incluindo nacionalistas e religiosos), incluindo o clero e as forças militares do regime permaneceram lutando, apesar de tudo. A questão da fronteira com o Iraque ainda motivava muita gente a continuar guerreando.
A liderança iraniana sabia que a guerra estava em um impasse e então começaram a agir de acordo. Nenhuma grande ofensiva foi planejada. O chefe do Conselho de Defesa Supremo, Hashemi Rafsanjani, propôs o fim dos ataques com "ondas humanas". Mohsen Rezaee, chefe da Guarda Revolucionária, anunciou que as forças armadas se limitariam a ataques pequenos e ações de infiltração, enquanto seguia armando e financiando grupos de oposição dentro do Iraque (como os curdos, a brigada Badr e os movimentos xiitas).
Dentro do Irã a situação interna não era fácil. A combinação de sanções, queda nos preços do petróleo (que totalizava quase toda a exportação do país) e os ataques aéreos do Iraque as suas refinarias e infraestrutura interna haviam levado a economia iraniana a beira do colapso. Embora as incursões aéreas iraquianas não fizessem mais tantos danos letais assim, a pior coisa havia sido a Operação Earnest Will (liderada pelos Estados Unidos). Enquanto os navios do Iraque e de seus aliados eram protegidos pelo ocidente, os navios iranianos eram atacados ou abordados. Temendo serem pegos também, nações neutras evitavam fazer negócios com o Irã. A exportação de petróleo iraniano caiu mais de 55% e a inflação chegou a 50% em 1987 (com a alta dos preços e escassez de produtos básicos para a população) e o desemprego cresceu. Do outro lado, o Iraque também sofria com a guerra. A sua economia igualmente cambaleava e o país enfrentava um déficit orçamentário gigantesco, uma dívida externa astronômica e falta de trabalhadores qualificados.

##### Situação estratégica ao fim de 1987

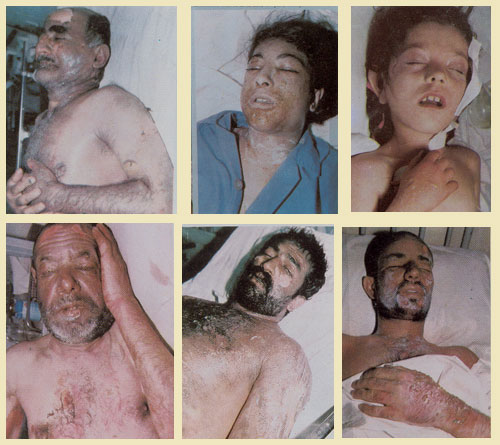
Imagens de seis civis iranianos (quatro homens, uma mulher e uma criança) atingidos por um ataque com armas químicas iraquianas contra a cidade de Sardasht, em 1987, na região do Cuzistão

Ao fim de 1987, o Iraque possuía 5 550 tanques (superando os iranianos em 5 para 1) e 900 aeronaves de combate (superando os iranianos em 10 para 1). Contudo, após a operação Karbala-5, os iraquianos tinham apenas 100 pilotos qualificados na força aérea. Assim, Saddam teve que recrutar pilotos estrangeiros, como belgas, australianos, sul-africanos, de ambas as Alemanhas (Ocidental e Oriental), e soviéticos. A maioria dos estrangeiros, contudo, vinha de países árabes. O Iraque, perto do fim do conflito, já era autossuficiente na produção de armas química e de algumas convencionais, mas dependia muito da importação de equipamentos. Foi a ajuda externa que evitou o colapso iraquiano (econômico e militar) e conforme a guerra prosseguia a dívida externa ia aumentando, assim como seu poder militar.

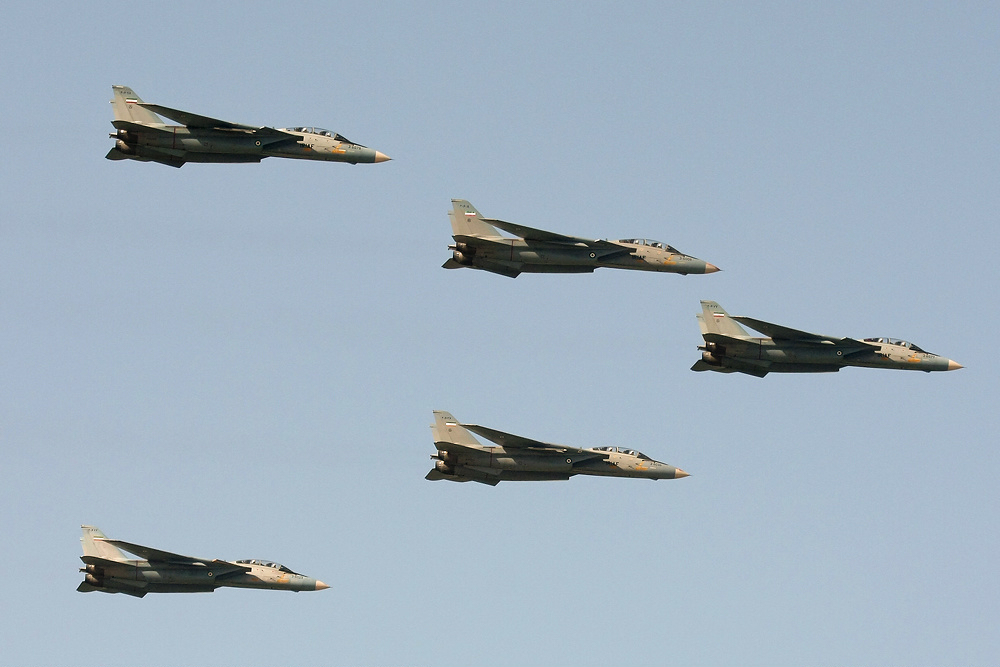
Caças F-14A do Irã

Enquanto as frentes no sul e no centro eram um impasse, o Irã resolveu focar seus ataques mais no norte do Iraque (com ajuda dos insurgentes da milícia paramilitar Peshmerga). Aquela região era rica em recursos energéticos, como petróleo (principalmente), e grandes represas. Ocupando o norte iraquiano, os iranianos esperavam forçar Saddam a negociar um cessar-fogo. O Irã usou técnicas de infiltração e semi-guerrilha nas montanhas do Curdistão, com ajuda dos membros da Peshmerga. Durante a operação Karbala-9, no começo de abril, o Irã capturou a cidade de Suleimaniya, provocando uma resposta iraquiana na forma de um bombardeio com armas químicas. Durante a operação Karbala-10, os iranianos atacaram a mesma área, capturando a região. Já durante a operação Nasr-4, o Irã cercou Suleimaniya e, com a ajuda dos curdos, se infiltrou 140 km dentro do Iraque e ameaçou avançar sobre Quircuque (região rica em petróleo). A Nasr-4 foi uma das mais bem sucedidas campanhas iranianas da guerra. Contudo, suas tropas não foram capazes de avançar mais, com o Iraque resistindo e não se importando muito imediatamente com ceder território no norte.
A 20 de julho, o Conselho de Segurança da ONU aprovou, com apoio americano, a Resolução 598, que exigiu um fim imediato dos combates e o retorno das fronteiras de antes do conflito começar. O Irã achou a proposta interessante pois, ao contrário de outras resoluções, esta não dizia que o Iraque podia manter os territórios ocupados (algo que Teerã falou que não aceitaria). O então líder dos Guardiões da Revolução, Mohsen Rezaee, afirmou que este acordo mais generoso foi tomado apenas após a queda de Al-Faw, que deu ao Irã mais poder de negociação. Contudo, apenas o Iraque aceitou a resolução. O ministro das relações estrangeiras iraniano, Ali Akbar Velayati, recusou já que os iraquianos não tinham acertado uma data para sua retirada. Como resultado, as nações ocidentais acusaram o Irã de não querer a paz.

##### Guerra aérea e dos navios petroleiros em 1987
Com os combates na terra se arrastando em um impasse sangrento, a guerra no ar e dos navios petroleiros se tornou uma importante faceta no conflito.
Após pesadas baixas sofridas, a força aérea iraniana havia sido reduzida drasticamente, contendo apenas vinte F-4 Phantoms, vinte F-5 Tigers e quinze F-14 Tomcats ativos. Apesar disso, o Irã conseguiu consertar vários aviões danificados. Os iranianos, apesar dos aviões avançados, sofriam com a falta de equipamentos e de pessoal para sustentar uma guerra de atrito prolongada. Já a força aérea iraquiana, que sofria com poucas aeronaves modernas, passou a operar avançados jatos, como o Mig-29 soviético. Países como a França também venderam vários modelos de aviões aos iraquianos e também mandaram técnicos para dar auxílio. Contudo, durante boa parte de 1987, os aviões do Iraque sofreram com a artilharia antiaérea iraniana.
A tática do Iraque de atacar os meios econômicos do Irã fazer guerra (os poços de petróleo próximo ao Golfo Pérsico, os navios petroleiros e a ilha Kharg) foi mudada ainda em 1986, com os iraquianos passando a bombardear alvos da infraestrutura econômica inimiga. Ao fim de 1987, os iraquianos contavam com apoio total dos americanos para conduzir operações de longa distância contra instalações petrolíferas iranianas e outros alvos no Golfo. Navios da marinha dos Estados Unidos ativamente vigiavam o mar do golfo e reportavam a Saddam a movimentação naval iraniana e também a localização de suas defesas. Quando os americanos não conseguiam passar informações para os iraquianos, estes normalmente sofriam grandes perdas. Um desses casos foi um bombardeio aos portos da importante ilha Kharg, em 18 de março de 1988: os iraquianos destruíram dois navios super-tanques mas perderam cinco aeronaves para os F-14 Tomcats iranianos, incluindo dois Tupolev Tu-22Bs e um Mikoyan MiG-25RB. Os americanos e as nações da Europa se tornaram mais envolvidas na guerra através das Operações Earnest Will e Prime Chance.

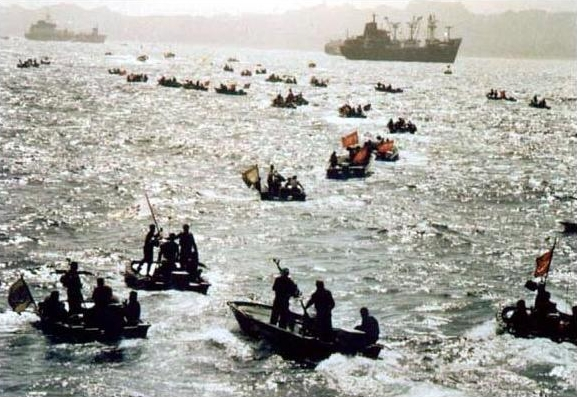
Embarcações militares da Guarda Revolucionária Iraniana em combate

Ataques a navios petroleiros se tornaram rotina perto do fim da guerra. Apesar desta atitude ser mais frequente pelo Iraque, o Irã também fazia isso. O Irã tinha uma marinha convencional maior e ainda usavam navios ligeiros e lanchas da Guarda Revolucionária para atacar, enquanto os iraquianos usavam seu poderio aéreo. Em 1987, navios do Kuwait passaram a navegar com a bandeira dos Estados Unidos, para buscar mais proteção e com os americanos lançando a operação Earnest Will, passaram a escoltar militarmente estas embarcações. O resultado foi que navios do Iraque e seus aliados no Golfo tinham muita segurança para navegar, enquanto os iranianos eram constantemente ameaçados. Até mesmo navios de nações neutras podiam ser atacados. A economia do Irã não demorou para sentir esses ataques. Os iranianos passaram então a minar parte do Golfo Pérsico para desencorajar os iraquianos e aliados a navegar por lá. Assim, mesmo com a proteção estadunidense, um navio foi afundado por uma dessas minas. Apesar disso, o Irã teve quer reduzir suas atividades no mar.
Em 24 de setembro, Navy SEALs americanos (forças especiais navais) capturaram a embarcação iraniana Iran Ajr. O Irã protestou e disse que os Estados Unidos e o mundo estavam tomando o lado do Iraque na guerra. Naquela altura, os iranianos estavam praticamente isolados diplomaticamente e sob fortes sanções econômicas. A 8 de outubro, quatro lanchas iranianas foram afundadas pelos americanos. Em resposta, os iranianos danificaram um navio tanque kuwaitiano. Os Estados Unidos retaliaram atingindo duas plataformas de petróleo iranianas em alto mar no Golfo Pérsico. Entre novembro e dezembro de 1987, a força aérea iraquiana lançou uma campanha para atingir as bases da aviação militar iraniana no Cuzistão. Contudo, eles perderam mais de 30 jatos devido ao fogo antiaéreo e não alcançaram seus objetivos.
Em 28 de junho, caças bombardeiros iraquianos atacaram a cidade iraniana de Sardasht, próxima a fronteira, usando ogivas contendo gás mostarda. Embora o Iraque já tivesse usado armas químicas antes, este foi o primeiro uso deliberado de gases venenosos contra áreas residências cheias de civis. Um entre cada quatro habitantes da cidade de 20 000 pessoas sentiram os efeitos do gás e 113 morreram imediatamente, com muitos mais morrendo com o tempo. Saddam ordenou o ataque para testar as novas armas químicas e táticas a sua disposição. Este ataque teve um impacto na psique do povo iraniano, que temiam que outras cidades pudessem também ser alvo de ataques químicos iraquianos.

#### 1988: ofensivas iraquianas e cessar-fogo da ONU
Em 1988, se aproveitando da queda nos números de tropas disponíveis ao Irã, além da chegada de novos equipamentos militares, o Iraque estava pronto para lançar novas ofensivas. Em fevereiro, Saddam começou a quinta e mais sangrenta das "guerra das cidades". Em um período de dois meses, os iraquianos lançaram mais de 200 mísseis al-Hussein contra 37 cidades iranianas. Saddam ameaçou usar armas químicas nestes mísseis balísticos, o que causou a fuga de 30% da população de Teerã (que sofria com bombardeios esporádicos). O Irã retaliou e lançou pelo menos 104 mísseis contra o Iraque no começo de 1988 e chegou a bombardear Baçorá novamente. Esta troca de tiros foi chamada de "Duelo dos Scuds" pela mídia global. No geral, o Iraque lançou mais de 520 Scuds e al-Husseins contra o Irã, e este respondeu lançando pelo menos 177 misseis. Os iraquianos também aumentaram a intensidade de seus ataques aéreos, atingindo as ilhas Kharg e também alguns petroleiros iranianos. Já os navios de países aliados do Iraque transportando petróleo eram protegidos pela marinha dos Estados Unidos e de algumas nações europeias. Para piorar a situação do Irã, as potências ocidentais forneciam aos iraquianos bombas inteligentes guiadas a laser, tornando seus ataques mais letais e menos difíceis de se defender. Os bombardeios começaram a atingir em cheio a já debilitada economia iraniana, além da moral do povo e dos soldados. As baixas civis e militares também continuavam altíssimas.

##### Operações no Curdistão iraquiano

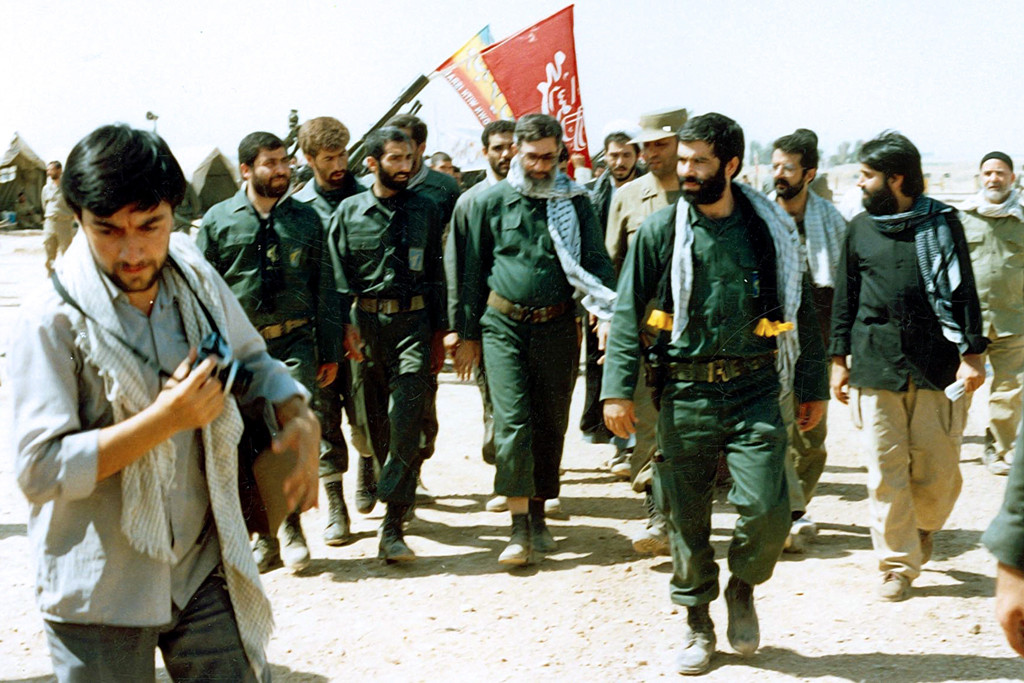
O então presidente iraniano, Ali Khamenei, visitando as linhas de frente.

Em março de 1988, os iranianos lançaram as operações Valfajr 10, Beit-ol-Moqaddas 2 e Zafar 7, todas no Curdistão iraquiano, com o objetivo de capturar a represa Darbandikhan e as usinas no lago Dukan, que forneciam boa parte da água potável e da energia elétrica para o Iraque, e a cidade de Suleimaniya. O Irã esperava que a captura desses objetivos faria com que o governo iraquiano fosse mais favorável a aceitar seus termos de paz. Estas manobras de infiltração aconteciam com apoio da milícia curda Peshmerga. Paraquedistas iranianos agiam atrás das linhas inimigas, fazendo sabotagem e destruindo tanques do Iraque. Os iraquianos foram pegos de surpresa com a ferocidade dos avanços do Irã. Caças F-5E Tiger da força aérea iraniana atingiram as importantes refinarias de petróleo de Quircuque. Como de costume, Saddam ordenou a execução de diversos oficias, entre março e abril de 1988, por terem fracassado em combate, incluindo o conhecido coronel Jafar Sadeq. Os iranianos chegaram a se infiltrar na importante cidade curda de Halabja, nos pés das montanhas, e se dispersaram pela região para melhor defende-la.
Por fim, os iranianos conseguiram tomar a usina de Dukan e capturaram 1 040 km² da região e fizeram 4 000 soldados iraquianos prisioneiros. Contudo, seus avanços foram detidos por um intenso bombardeio com armas químicas. Foi nas montanhas do Curdistão que o Iraque de Saddam Hussein lançou seus mais mortíferos ataques químicos da guerra. A Guarda Republicana iraquiana lançou mais de 700 ogivas com componentes químicos, enquanto outras unidades do exército dispararam mais de 300 ogivas químicas. Estes ataques foram devastadores. Gás mostarda e nervoso foram usados criando uma nuvem de veneno sobre a região, matando ou ferindo 60% da tropa iraniana. Reforços iraquianos então avançaram e terminaram o serviço, expulsando os iranianos. Em retaliação pelo apoio dos curdos ao Irã, o Iraque lançou um intenso e mortal bombardeio químico contra a cidade curda de Halabja, que terminou com mais de 5 000 civis mortos. O Irã levou jornalistas estrangeiros para sobrevoar a cidade e mostraram fotos dos corpos ao mundo. Contudo, o Ocidente desconfiava das atitudes do governo iraniano e, como aliados dos iraquianos, eles culparam o Irã pelo incidente. Essa visão foi defendida pelos Estados Unidos. Contudo, anos depois, foi descoberto que a CIA (agência de inteligência americana) sabia que Saddam Hussein utilizava abertamente armas químicas e não se opuseram a isso. Na verdade, eles teriam, segundo algumas fontes, oferecido ajuda ao Iraque nessa área.

##### Segunda Batalha de Al-Faw
Em 17 de abril de 1988, o Iraque lançou a Operação Ramadan Mubarak ("Abençoado Ramadan"), com 100 000 homens na linha de frente, contra uma força de 15 000 milicianos Basij iranianos, que estavam protegendo a península. O ataque contra al-Faw foi precedido por pequenos ataques no norte, para distrair. A região foi extensamente bombardeada, atingindo especialmente linhas de suprimento, postos de comando e depósitos de munição e combustível. Para tornar os ataques ainda mais mortíferos, os iraquianos usavam ogivas com armas químicas, como o gás mostarda. Comandos iraquianos foram jogados atrás das linhas inimigas para atacar os iranianos na retaguarda, abrindo caminho para a infantaria. Em 48 horas, os iranianos haviam recuado de al-Faw, após terem sofrido pesadas baixas. O dia se tornou uma data comemorativa e de celebração nacional durante o resto do governo de Saddam.
Os iraquianos planejaram bem a ofensiva que retomou al-Faw. Os militares de Saddam deram a si mesmo, antes de atacar, antídotos e remédios contra os gases venenosos que eles mesmos usavam, para tentar se proteger. O ataque químico foi muito eficiente e se tornou um fator decisivo na vitória (algo que se repetiu em algumas outras batalhas). As perdas iraquianas foram relativamente baixas durante a luta, se comparadas com as iranianas. O Irã eventualmente conseguiu deter a ofensiva do Iraque no perímetro do Cuzistão. Os iraquianos, contudo, se reagruparam e voltaram a atacar. Uma nova ofensiva atacou os militares do Irã que cercavam Baçorá. Logo em seguida, Saddam ordenou uma ofensiva generalizada para reocupar o sul do seu país. Nos últimos anos do conflito, o Iraque utilizou armas químicas de forma desenfreada, algo que o Irã não tinha como reagir.

##### OperaçãoPraying Mantis

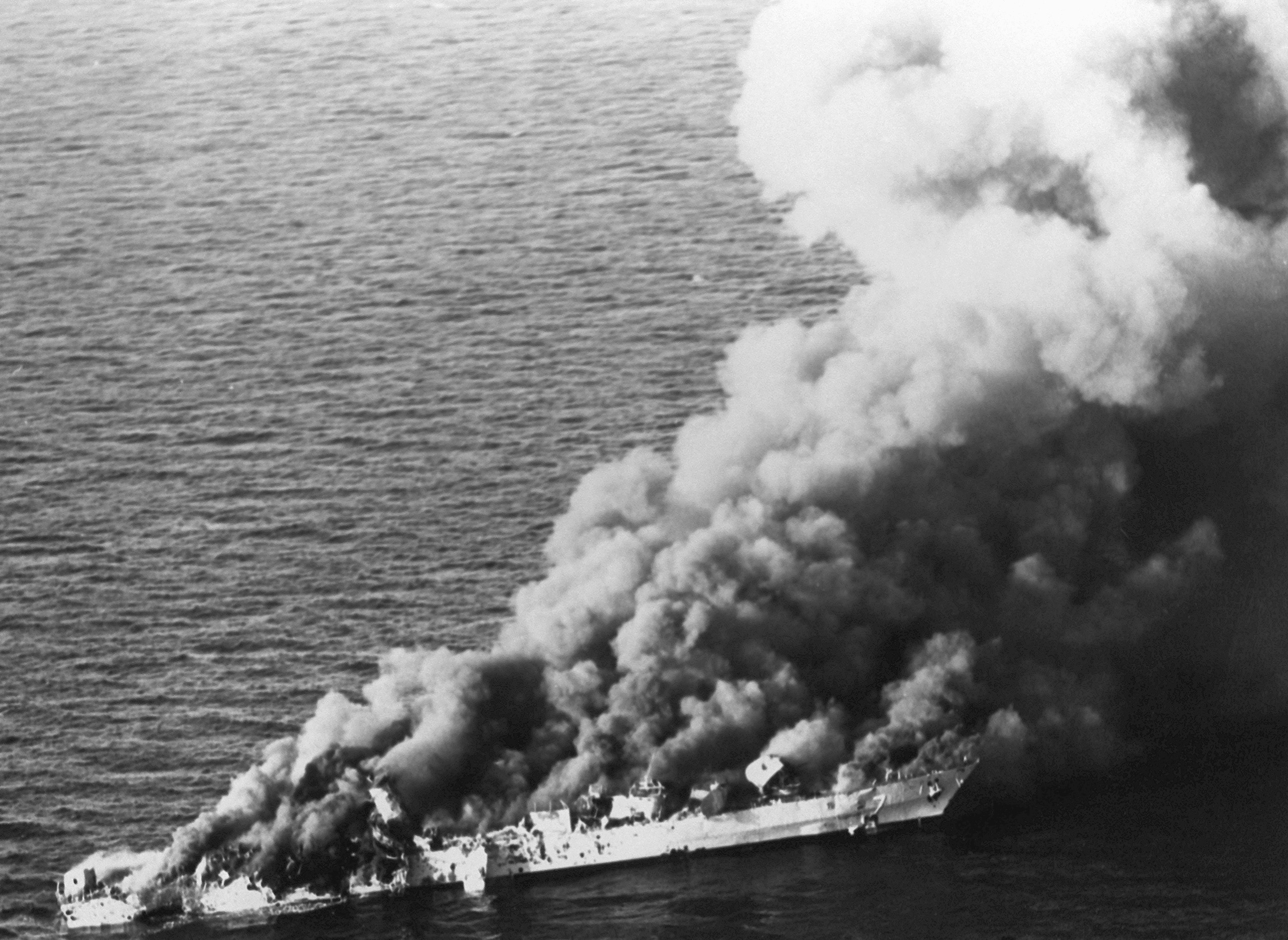
A fragata iraniana Sahand queimando após ter sido atingida por mísseis e bombas lançadas por aviões americanos, causando a morte de 45 marinheiros (um-terço de sua tripulação), em abril de 1988.

No mesmo período do ataque iraquiano na península de al-Faw, a marinha dos Estados Unidos lançou a Operação Praying Mantis em retaliação contra o Irã após um dos seus navios ter sido danificado por uma mina. Os iranianos perderam pelo menos duas plataformas de petróleo, um contratorpedeiro e uma fragata em combate contra os americanos. A operação só terminou quando o presidente Reagan afirmou que a marinha iraniana estava abatida o suficiente. As embarcações da Guarda Revolucionária iraniana continuaram a atuar contra navios petroleiros próximos a sua costa. Contudo, as derrotas em al-Faw e as perdas em batalhas navais no Golfo Pérsico persuadiram o Irã a aceitar a paz e encerrar a guerra. A liderança iraniana temia a escalada do conflito e um maior envolvimento americano direto.

##### Contraofensivas iranianas
Frente as pesadas perdas sofridas, Khomeini apontou o clérico Hashemi Rafsanjani como o novo Comandante em Chefe das Forças Armadas, apesar dele já ocupar este cargo por meses. Rafsanjani ordenou um novo contra-ataque surpresa contra o Iraque, que aconteceu a 13 de junho de 1988. Os iranianos quebraram algumas das linhas defensivas iraquianas e avançaram 10 km dentro do Iraque. Além disso, em um ataque aéreo, uma bomba lançada por um caça iraniano atingiu o Palácio de Radwaniyah, uma das residências de Saddam em Bagdá. Depois de mais dez horas de luta, os iranianos tiveram de recuar. A força aérea iraquiana lançou várias surtidas aéreas com helicópteros e aviões, causando enorme destruição.

##### OperaçãoChehel Cheragh
A 18 de junho de 1988, os iraquianos lançaram a Operação Chehel Cheragh ("Quarenta Estrelas") junto com o grupo Mujahideen-e-Khalq (MEK) na região de Mehran, na província de Ilam. Com mais de 530 incursões aéreas e pesado uso de armas biológicas (como gás nervoso), eles esmagaram as forças iranianas na região, matando 3 500 soldados inimigos e praticamente destruindo uma divisão inteira da Guarda Revolucionária. Mehran foi então conquistada novamente e ocupada pelos guerrilheiros do MEK. O Iraque também buscou expandir seus bombardeios aéreos contra centros populacionais e alvos econômicos iranianos, incendiando pelo menos 10 instalações petrolíferas no processo.

##### OperaçõesTawakalna ala Allah
Em 25 de maio de 1988, o Iraque lançou um série de quatro operações intituladas Tawakalna ala Allah ("Confie em Deus"), que consistiu em um maciço ataque de artilharia e alguns bombardeios com armas químicas. Os ataques aconteceram ao longo de toda a fronteira sul, através dos pântanos, com os iraquianos avançando com blindados, destruindo as fortificações e posições defensivas inimigas e tomando a cidade fronteiriça de Shalamcheh depois de apenas dez horas de combate.
Em 25 de junho, o exército do Iraque lançou a segunda fase da campanha Tawakal ala Allah contra os iranianos na ilha Majnoon. Forças especiais iraquianas atacaram o inimigo por trás, enquanto a infantaria avançava com apoio de tanques e barragens de artilharia (e armas químicas). Os iranianos mais uma vez não resistiram ao poder de fogo superior do Iraque e tiveram que recuar. Saddam então apareceu ao vivo na televisão estatal para "liderar" as ofensivas contra os iranianos. As duas últimas operações da Tawakal ala Allah aconteceram perto de al-Amarah e Khaneqan, na região de Maysan. Em 12 de julho de 1988, os iraquianos conquistaram Dehloran, avançando 30 km dentro do Irã. Eles infligiram severas perdas às tropas iranianas, especialmente entre as divisões blindadas. Foram mais de 20 000 combatentes mortos ou feridos no lado iraniano. O Iraque perdeu aproximadamente 5 000 homens. Os iraquianos, contudo, recuaram um tempo depois de Dehloran, afirmando que "não tinham interesse em conquistar territórios do Irã para si". Alguns historiadores afirmam que os meses da operação Tawakal ala Allah foram alguns dos piores para os iranianos, especialmente devido as suas perdas materiais sofridas.

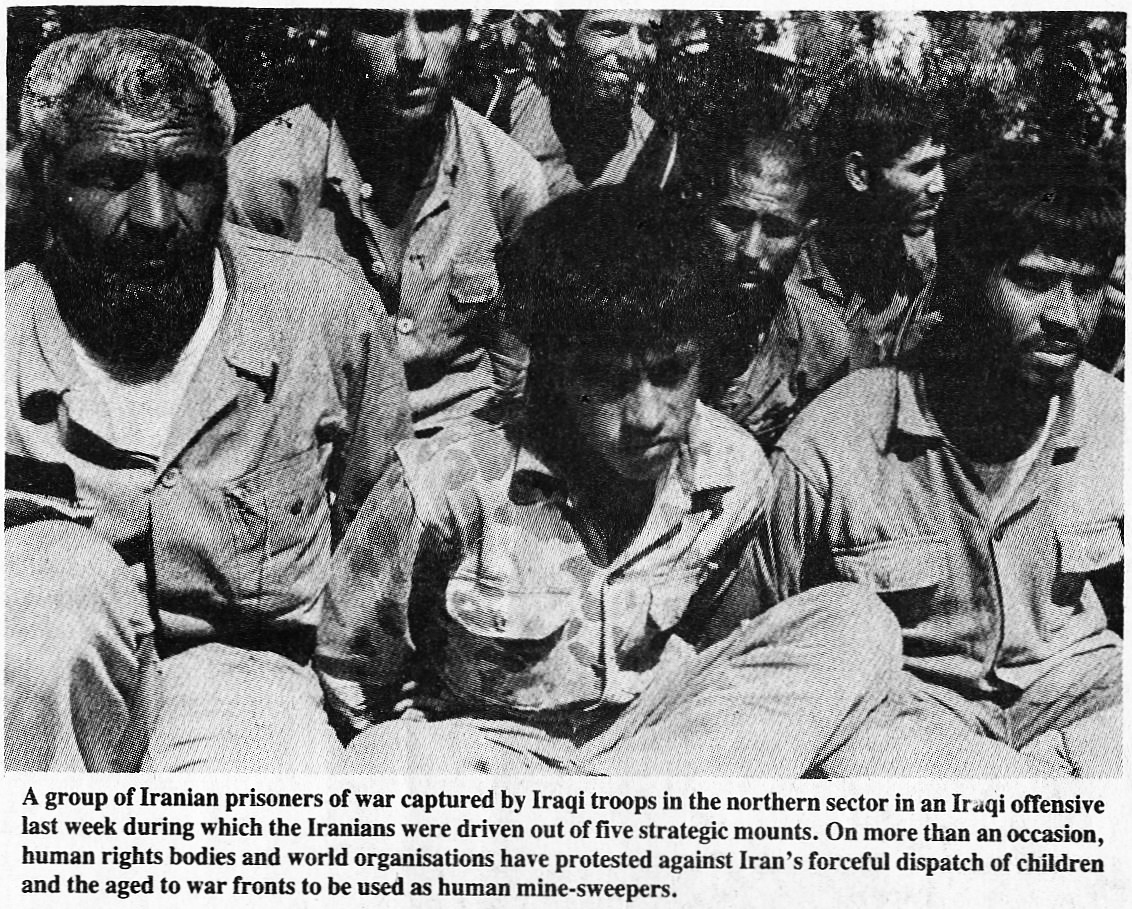
Combatentes iranianos capturados durante as ofensivas iraquianas em 1988

Durante as batalhas travadas em 1988, os iranianos resistiam menos do que em anos anteriores. O exército e a população já estavam cansados demais depois de oito anos de guerra total contínua. As perdas humanas e materiais estavam sendo gigantescas. Apesar disso, o país não cedia suas linhas defensivas. A 2 de julho, o governo em Teerã unificou o comando das infantarias do Exército e da Guarda Revolucionária, em uma tentativa de acabar com a rivalidade crescente entre essas duas forças. Contudo, essa manobra veio tarde demais. Os iranianos estimaram que havia pelo menos 200 tanques de guerra em boa ordem para lutar no sul, contra milhares que os iraquianos tinham nas linhas de frente. A única região em que o Irã não sofria grandes retrocessos era no Curdistão, ao norte.

##### O Irã aceita o cessar-fogo
Em meados de 1988, Saddam enviou avisos para Khomeini ameaçando seu país de uma invasão total e grandes ataques com armas de destruição em massa. Logo depois, os iraquianos bombardearam a cidade iraniana de Oshnavieh, na província de Azerbaijão Ocidental, com gás venenoso, matando ou ferindo mais de 2 000 civis. Dentro da liderança do regime iraniano havia o medo de grandes ataques com armas químicas aos relativamente mal defendidos centros urbanos do país. Havia também o entendimento que a comunidade internacional não faria nada para deter o Iraque neste aspecto. A vida da população civil iraniana havia sido severamente modificada, com um-terço dos habitantes de grandes cidades deixando suas casas com medo de novos ataques com armas químicas. Nesse meio tempo, armamento convencional iraquiano (como bombas, foguetes e mísseis) continuavam a cair sobre vilas e cidades pelo Irã, destruindo a infraestrutura civil e militar daquela nação, deixando também um alto número de mortos. A defesa antiaérea iraniana fazia o que podia, mas não conseguia deter os iraquianos.
Sob a ameaça de uma nova invasão (mais poderosa do que aquela de 1980 que começou a guerra), o comandante em chefe das forças armadas iranianas, Akbar Rafsanjani ordenou que suas forças se retirassem de Haj Omran, no Curdistão, a 14 de julho de 1988. No fim do mesmo mês, o exército iraniano dentro do Iraque (com exceção de algumas áreas no Curdistão) havia debandado. O Iraque orquestrou então um grande desfile em Bagdá, exibindo armas supostamente "capturadas" do inimigo, incluindo  1 298 tanques, 5 550 rifles pesados e milhares de outras armas. Contudo, as baixas iraquianas também eram muito altas e cada vitória no campo de batalha vinha com um salgado preço.
Em julho de 1988, aviões iraquianos haviam despejado mortais bombas de cianeto sobre o vilarejo curdo iraniano de Zardan (na mesma forma como haviam feito em Halabja). Vilas e cidades, pequenas ou grandes, como Marivan, também foram atacadas com gás venenoso, resultando em altas perdas civis. Nesse meio tempo, o navio de guerra americano USS Vincennes derrubou acidentalmente o Voo Iran Air 655, matando todos os 290 passageiros. A falta de simpatia da comunidade internacional para com o ocorrido irritou os líderes do Irã e alguns chegaram a conclusão de que os Estados Unidos estavam perto de entrarem em definitivo na guerra ao lado dos iraquianos, enquanto Saddam expandia seus ataques com armas químicas.
Foi então que lideranças dentro do regime iraniano, como Ali Akbar Hashemi Rafsanjani (que no início fora um dos principais defensores do conflito), começaram a tentar convencer Khomeini a aceitar o cessar-fogo proposto pela ONU. Eles afirmaram que, para o Irã vencer a guerra, seria necessário expandir o orçamento militar em 700% e ainda assim as hostilidades não se encerrariam antes de 1993. Eles disseram para Khomeini que apesar da Resolução 598 não dar tudo que o país pretendia, era melhor do que tudo que já havia sido proposto e que dificilmente uma proposta tão boa iria surgir novamente.
Finalmente, depois de oito anos sangrentos, precisamente a 20 de julho de 1988, o Irã formalmente aceita a Resolução 598 do Conselho de Segurança da ONU, se dispondo a acatar o cessar-fogo com os iraquianos. Em um pronunciamento oficial na rádio estatal, o aiatolá Khomeini disse que não foi fácil aceitar a proposta das Nações Unidas. Ele completou dizendo que estava feliz por aqueles que haviam morrido pela pátria (que ele chamava de mártirs), mas se mostrou decepcionado com o que ele considerou como um fracasso na guerra.
A notícia do fim da guerra foi bem recebida no Iraque, com festas acontecendo nos grandes centros urbanos, como na capital Bagdá. Em Teerã, a capital iraniana, contudo, o fim das hostilidades foi recebido com receio de uma população extremamente fatigada.

#### Operação Mersad e o fim da guerra
A operação Mersad (مرصاد, ou "emboscada") foi a última grande operação da guerra. Tanto o Iraque quanto o Irã haviam aceitado a Resolução 598. Mas apesar do cessar-fogo, a milícia Organização dos Mujahidin do Povo Iraniano (ou Mujahadeen-e-Khalq, ou MEK) decidiu lançar seus próprios ataques contra o governo central do Irã e falaram que marchariam até Teerã. Apesar do encerramento formal das hostilidades, Saddam ordenou apoio a essa ofensiva. Os ataques se concentraram na fronteira norte e central com o Irã, indo até a região do Curdistão. As tropas do MEK, totalizando 90 000 homens, se lançaram sobre a província de Ilam, contando com a cobertura da força aérea iraquiana.
No norte, as tropas de Saddam Hussein também lançaram uma ofensiva, desta vez contra o Curdistão, dentro do seu próprio território, mas foram detidas por milicianos curdos, apoiados por forças de Teerã.

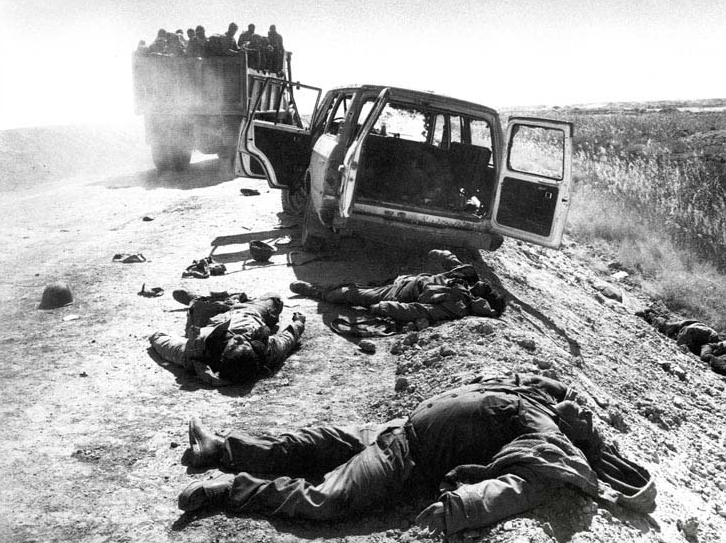
Soldados da Organização dos Mujahidin do Povo Iraniano mortos durante a Operação Mersad, em 1988

A 26 de julho 1988, os homens do Mujahadeen-e-Khalq (MEK), apoiados por militares iraquianos, iniciaram uma campanha, a Operação Forough Javidan ("Luz Eterna") na região central do Irã, avançando sobre a cidade de Quermanxá. Os iranianos haviam movido uma enorme quantidade de soldados em direção do Cuzistão, temendo uma nova invasão iraquiana e como resultado, os mujahidins não encontraram muita resistência, tomando de assalto Qasr-e Shirin, Sarpol-e Zahab, Kerend-e Gharb e Islamabad-e-Gharb, na província de Quermanxá. O MEK esperava apoio da população local mas nenhum tipo de revolta foi instigada. No final, eles só avançaram 145 km em território iraniano. Não demorou e o Irã respondeu lançando um grande contra-ataque, a Operação Mersad, sob comando do tenente-general Ali Sayad Shirazi. Paraquedistas iranianos foram lançados atrás das linhas inimigas, enquanto aviões e helicópteros atacavam as posições dos mujahidins, destruindo muito dos seus veículos. O exército iraniano continuou avançando e derrotou as tropas do MEK na cidade de Kerend-e Gharb, em 29 de julho de 1988. Dois dias depois, os guerrilheiros mujahidins já haviam se retirado de Qasr-e-Shirin e Sarpol Zahab. As tropas do Irã afirmaram ter matado mais de 4 500 combatentes do MEK, perdendo apenas 400 dos seus.
O último combate notável da guerra aconteceu em 3 de agosto de 1988, no Golfo Pérsico, quando a marinha iraniana abriu fogo contra um cargueiro iraquiano. O Iraque respondeu, lançando um pequeno bombardeio com armas químicas contra civis iranianos na região de fronteira entre os dois países, matando ou ferindo mais de 2 300 pessoas. Depois disso, os canhões se silenciaram de vez.
A postura da comunidade internacional com o Iraque mudou após a guerra, com o país sendo mais pressionado. A Resolução 598 entrou em vigor oficialmente a 8 de agosto de 1988, encerrando formalmente todas as hostilidades entre as duas nações. A 20 de agosto, a paz dentro no Irã havia sido alcançada, com a derrota dos mujahidins do MEK. Foram enviados tropas de paz da ONU (a UNIIMOG) para a fronteira entre os dois países e lá eles ficariam até 1991. A maioria dos analistas e historiadores ocidentais acreditam que a guerra terminou sem um vencedor, com as duas nações quebradas e exaustas. Contudo, o governo de Saddam Hussein afirmou ter se saído vitorioso, citando as campanhas bem-sucedidas travadas entre abril e julho de 1988 (embora o objetivo declarado da invasão de 1980 não ter sido alcançado).
Embora a guerra contra o Irã tenha oficialmente acabado, o Iraque seguiu nos próximos meses lutando contra a resistência curda no norte. Usando mais de 60 000 soldados, e apoiados por aviões e helicópteros, o Iraque esmagou a revolta. Foram reportados uso de armas químicas, execuções em massa e outras táticas não aceitas pelas leis internacionais. Mais de quinze vilarejos curdos foram completamente arrasados, matando milhares de pessoas (muitos combatentes, mas a maioria civis) e obrigando outros milhares a deixarem suas casas. Muitos curdos iraquianos decidiram migrar para o Irã. A 3 de setembro de 1988, a campanha militar anticurda foi encerrada, com o grosso da resistência tendo sido brutalmente destruída. Mais de 400 militares iraquianos e 50 000 curdos foram mortos nestes combates.

## Análise e consequências

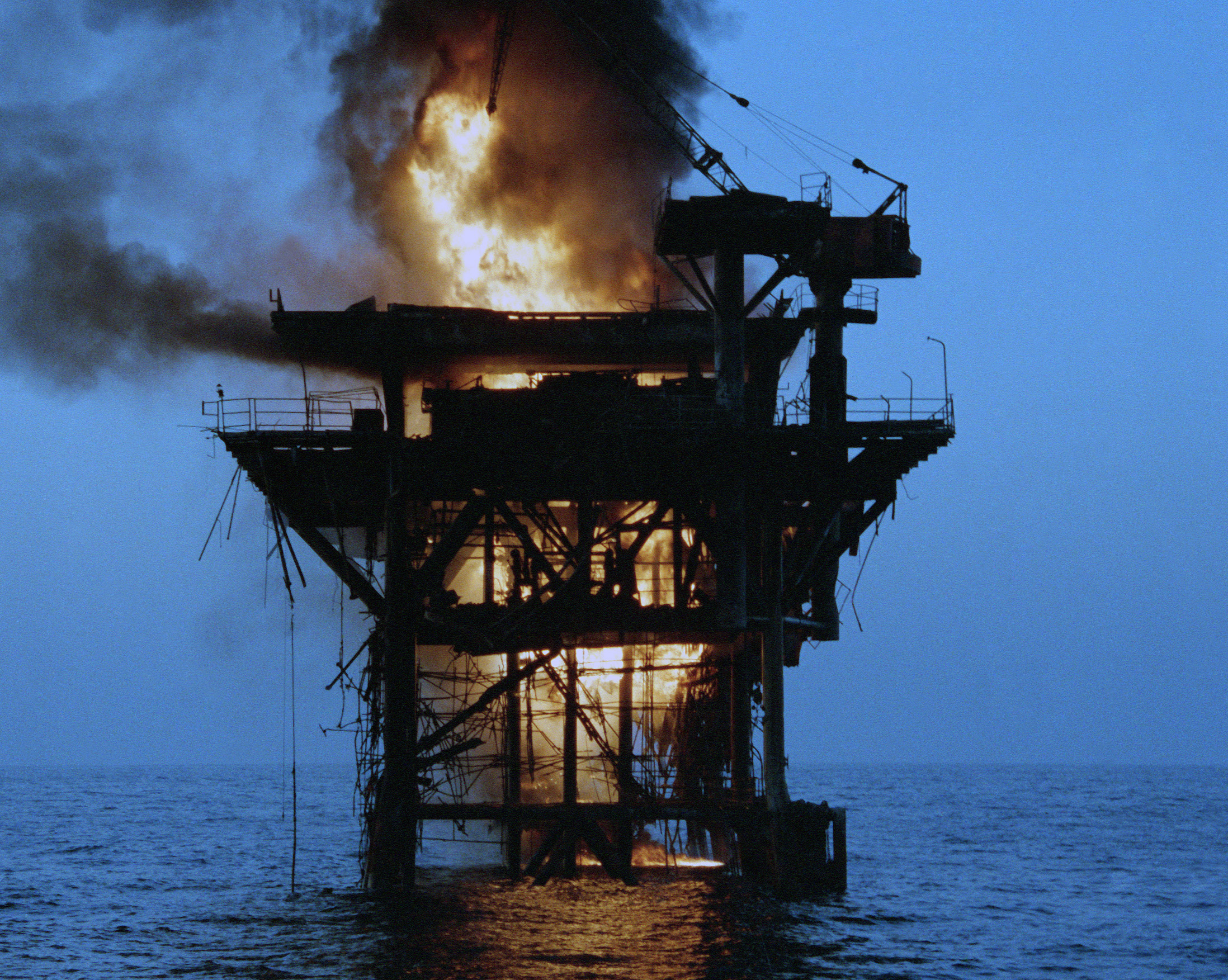
Uma plataforma de petróleo iraniana, durante a guerra, em chamas

A guerra Irã-Iraque foi a guerra convencional mais sangrenta já lutada entre exércitos de nações em desenvolvimento. As perdas iraquianas são estimadas entre 105 000 a 200 000 mortos, além de mais de 400 000 feridos e mais uns 70 000 feitos prisioneiros. Milhares de civis morreram, em ambos os lados, devido aos bombardeios por terra e pelo ar. Prisioneiros tomados pelos dois países começaram a ser libertos em 1990, embora alguns tenham ficado presos por até dez anos após o conflito. A infraestrutura das duas nações ficou arrasada, com diversas cidades em ruínas (especialmente aquelas próximas a fronteira). O Iraque, apesar de tudo, terminou a guerra com um exército gigantesco (1 milhão de homens) e saiu como uma potência regional, embora assustadoramente endividado, cheio de problemas financeiros e com falta de pessoal qualificado para trabalhar na economia.
De acordo com fontes do governo iraniano, o país contabilizou mais 220 000 mortes sofridas em combate, ou pelo menos 262 000 baixas, segundo fontes ocidentais. Isso inclui 123 220 soldados mortos na linha de frente, 60 711 que desapareceram em ação e 16 000 civis que faleceram. Entre as perdas sofridas no fronte de batalha, 79 664 eram membros da Guarda Revolucionária e 35 170 do exército. Além disso, 42 875 soldados iranianos foram feitos prisioneiros. Alguns foram libertos em até dois anos depois das hostilidades se encerrarem, mas alguns tiveram de esperar quinze anos. De acordo com a organização Janbazan, 398 587 iranianos foram feridos de um jeito que requeressem um tratamento médico prolongado, incluindo 52 195 (13%) expostos a diferentes agentes químicos. De 1980 a 2012, 218 867 iranianos morreram devido a ferimentos sofridos ou sequelas adquiridas durante a guerra. Isso inclui 33 430 civis, a maioria mulheres e crianças. Pelo menos 144 000 crianças iranianas ficaram órfãs. Fontes fora do Irã estimam que, na verdade, entre 600 000 e 800 000 iranianos tenham morrido na guerra (civis e militares).
Tanto o Irã quanto o Iraque manipularam o número total de mortos, para cima e para baixo, conforme lhe era conveniente. Em abril de 1988, observadores internacionais estimavam as perdas em combate pelo Iraque entre 150 000 e 340 000. Já os iranianos perderam entre 450 000 e 730 000 pessoas. Mortes continuaram mesmo após o silêncio das armas, em 1988, devido a ferimentos de combates e sequelas de ataques químicos.
A batalha não só custou nos campos de batalha em termo de vidas, mas ela também foi pesada no bolso dos dois países. Estima-se que o conflito custou para cada nação pelo menos US$ 500 bilhões de dólares (US$ 1,2 trilhões no total). Além disso, a guerra atingiu a estrutura financeira dos países e as exportações de petróleo, a principal fonte de renda das duas nações, o que garantiu que os anos seguintes ao conflito seriam difíceis. O Irã adotou táticas mais sangrentas no campo de batalha mas estas eram bem econômicas, e por isso no final não ficou com uma dívida tão grande assim. Em contraste, o Iraque terminou com uma dívida (externa e pública) astronômica. Saddam teve que recorrer a comunidade internacional, contraindo mais de US$ 130 bilhões de dólares em dívidas com credores estrangeiros, excluindo os juros, e ainda teve que contar com um fraco crescimento do PIB durante a guerra e nos anos posteriores. Um dos maiores credores era o chamado Clube de Paris, que emprestou mais de US$ 21 bilhões aos iraquianos, sendo que 85% deste dinheiro veio do Japão, União Soviética, França, Alemanha, Estados Unidos, Itália e Reino Unido. Já a maior parte da dívida externa de US$ 130 bilhões veio dos países árabes vizinhos. Cerca de US$ 67 bilhões de dólares vieram do Kuwait, Arábia Saudita, Qatar, Emirados Árabes Unidos e Jordânia. Após a guerra, o Iraque acusou os kuwaitianos de roubar petróleo iraquiano através de perfurações clandestinas. Saddam também acusou o vizinho do sul de fazer uma guerra econômica (junto com os outros países do Golfo) ao baixar os preços do petróleo com superprodução, em um momento em que o país estava precisando desesperadamente de dinheiro. Com o pedido de perdão da dívida negado veementemente, Saddam ordenou a invasão do Kuwait (1990), o que acabou por enterrar de vez a debilitada economia iraquiana. Uma coalizão ocidental, liderada pelos americanos, eventualmente expulsou as tropas de Saddam do território kuwaitiano na chamada Guerra do Golfo (1991), que ceifou a vida de quase 100 000 iraquianos. A Comissão de Compensação das Nações Unidas então exigiu que o Iraque pagasse reparações de US$ 200 bilhões para as partes afetadas pela invasão, incluindo o Kuwait e os Estados Unidos. O Iraque, outrora aliado dos Estados do Golfo e dos americanos e europeus, passou a ser o principal antagonista da região e foi completamente isolado e posto sob pesadas sanções econômicas, o que levou o país na década de 1990 a beira da falência, com uma dívida externa superior a US$ 500 bilhões ao fim do regime de Saddam em 2003. Uma vez que o regime baathista foi derrubado, o novo governo renegociou parte da dívida e conseguiu que uma fatia dela (principalmente aquela feita na guerra Irã-Iraque) prescrevesse.
A indústria petrolífera de ambos os países estava arruinada. Sua infraestrutura de produção, refinarias e postos de extração estavam em ruínas devido aos bombardeios. Só em Baçorá foram mais de 10 000 projéteis disparados contra seus campos de petróleo, seriamente atingindo a indústria por lá. A recuperação deste setor levou anos, ou até décadas.
Em 1991, após a Guerra do Golfo, o Iraque estava arruinado, econômica e militarmente. Saddam não conseguiria novamente reerguer sua nação. Agora antagonista nas relações do Ocidente com o Oriente Médio, o regime iraquiano permaneceu isolado e sob fortes sanções, se empobrecendo rapidamente. Apesar de Irã e Iraque terem, no começo dos anos 90, reatado alguns canais diplomáticos, a relação das duas nações permaneceu fria. Os iraquianos continuaram apoiando os mujahidins do MEK no Irã, e os iranianos continuaram apoiando os movimentos xiitas no Iraque, especialmente em suas revoltas no sul do Iraque. O governo de Teerã chegou inclusive autorizar alguns ataques aéreos em solo iraquiano. Misseis Scud também foram disparados contra alvos do regime baathista.
Em 2003, os Estados Unidos invadiram o Iraque e derrubaram Saddam Hussein do poder. Apesar de se opor a invasão americana, os iranianos viram nisso uma oportunidade de expandir sua influência para o país vizinho. O regime baathista sunita havia sido deposto e um novo governo xiita subiu ao poder. Em 2005, o governo iraquiano formalmente pediu desculpas para o Irã por causa da guerra e as atrocidades cometidas pelas tropas de Saddam. A subsequente guerra civil iraquiana e o subsequente conflito contra o grupo terrorista ad-Dawlat al-Islāmiyah (o "Estado Islâmico") fez com que as relações entre os antigos inimigos melhorassem de forma acentuada. Os iranianos passaram a ajudar o novo governo em Bagdá, enviando para o país tropas do exército e da milícia Quds para lutar ao lado das forças armadas iraquianas, algo impensável três décadas antes quando a sangrenta guerra entre os dois países havia começado.

## Efeitos nos países

### Iraque
De início, Saddam queria fazer com que a guerra afetasse o seu povo da menor maneira possível, embora houvesse racionamentos. Ao mesmo tempo, o já presente culto à personalidade ao redor do ditador chegou a novas alturas de adulação enquanto o regime aumentava seu controle sobre os militares e a sociedade.
Após as vitórias iranianas na primavera de 1982 e o fechamento do principal oleoduto iraquiano pela Síria, Saddam mudou de opinião: uma política de austeridade e guerra total foi introduzida, com toda a população sendo mobilizada para o esforço de guerra. Todos os iraquianos foram convocados para doar sangue e cerca de 100 000 civis foram enviados para limpar os canais e estradas no sul, para ajudar o exército. Enormes manifestações foram feitas (muitas a presença era obrigatória) para demonstrar apoio a Saddam. Também foi instaurada uma política de discriminação contra iraquianos de origem persa (a maior etnia do país vizinho).
No verão de 1982, Saddam começou uma política de terrorismo de Estado. Mais de 300 oficiais do exército foram executados por falharem em combate. Em 1983, uma grande campanha interna de terror foi lançada contra as lideranças da comunidade xiita. Cerca de 90 membros da influente família de clérigos xiitas, os al-Hakim, liderados por Mohammad Baqir al-Hakim e Abdul Aziz al-Hakim, foram presos e seis foram imediatamente enforcados. Ações contra os curdos também foram tomadas, com mais de 8 000 prisões feitas contra o clã Barzani, cujo líder (Massoud Barzani) liderava o Partido Democrático do Curdistão. Vários membros da liderança curda foram sumariamente executados. De 1983 em diante, uma violenta política de repressão contra os curdos foi implementada, caracterizada pelo historiador Efraim Karsh como um "genocídio" ao fim de 1988. A infame campanha al-Anfal, onde mais de 180 000 pessoas morreram, tinha como objetivo "pacificar" permanentemente os movimentos curdos iraquianos.

#### Ganhando apoio popular
Para tentar não alienar demais a população xiitas e garantir sua lealdade, Saddam permitiu que xiitas ingressassem no Partido Ba'ath e no governo, e tentou melhorar a qualidade de vida desse segmento da sociedade, que era inferior ao da população sunita (minoria que governava a nação). Saddam ordenou que o Estado restaurasse a tumba do Imam Ali com mármore importado da Itália. Apesar disso, a política de perseguição dos baathistas contra a população xiita cresceu, especialmente porque o grosso da oposição contra Saddam no sul e centro da nação era formado por xiitas. O mais infame caso foi o massacre de 148 civis na cidade xiita de Dujail, em 8 de julho de 1982.
Apesar dos custos da guerra, o regime fez grandes contribuições financeiras para o waqf xiita (dotes religiosos) para tentar ganhar mais apoio dos xiitas. A tentativa de ganhar simpatia dos xiitas foi tanta que políticas de assistência social em seus territórios foram expandidas, apesar da austeridade imposta pelo Estado. Durante os primeiros anos da década de 1980, o governo iraquiano tentou também lançar os curdos contra os iranianos. Em 1983, a União Patriótica do Curdistão (UPC) aceitou cooperar com Bagdá, mas o Partido Democrático Curdo (PDC) se recusou. Em 1983, Saddam assinou um acordo de autonomia parcial para os territórios controlados pela União Patriótica, liderados por Jalal Talabani. O ditador, contudo, mais tarde, voltaria atrás. Como resultado, em 1985, o UPC e o PDC uniram forças e iniciaram uma campanha de guerrilha contra o regime até o fim da guerra, quando ações armadas e ataques com armas químicas silenciou parte do movimento curdo separatista.

### Irã

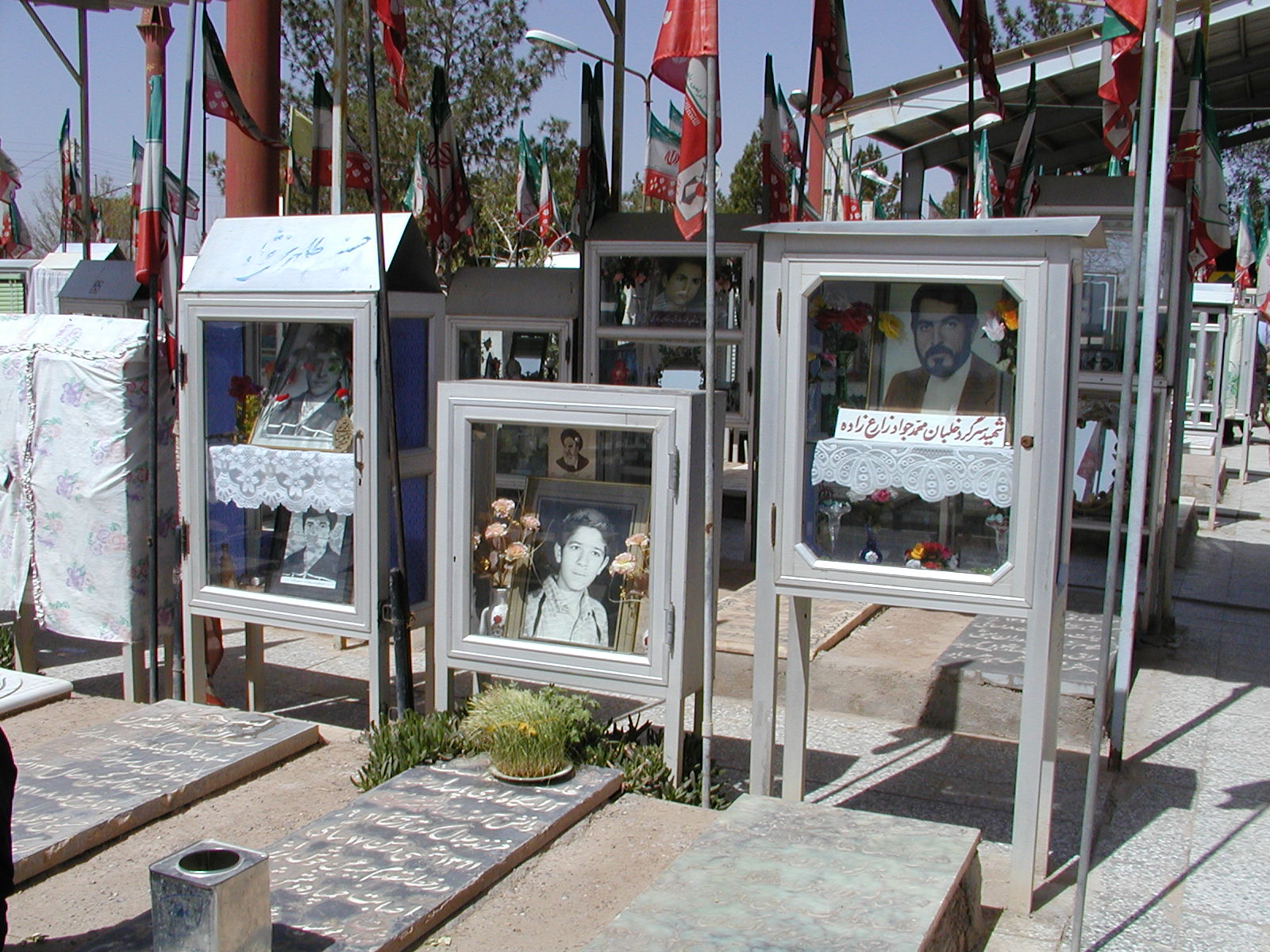
Um cemitério na cidade iraniana de Yazd, onde estão enterrados alguns dos chamados "mártires"

O governo iraniano viu na guerra uma chance de fortalecer sua posição e espalhar sua influência na região, ao mesmo tempo que a também usava para consolidar sua revolução em casa. A nação entrou, no começo do conflito, em um frenesi nacionalista e religioso, lançando uma jihad contra os inimigos e testando o caráter nacional iraniano. O regime em Teerã iniciou uma política de guerra total em todo o país desde o começo do conflito e tentou mobilizar toda a população para defender a nação. Eles estabeleceram um grupo chamado de Campanha de Reconstrução, que eram isentos da conscrição, que foram enviados para trabalhar nas fazendas do interior para substituir os homens que foram servir no fronte.
Trabalhadores iranianos tinham um dia de pagamento deduzido de seus salários todo o mês para ajudar a pagar o esforço de guerra e houve grandes mobilizações governamentais para incentivar o povo a doar sangue, dinheiro e comida para os militares. Para ajudar ainda mais a financiar o conflito, o governo do Irã baniu toda a importação de bens não essenciais e mandava civis consertarem as refinarias danificadas nos bombardeios.

#### Revoltas
Em junho de 1981, combates começaram a acontecer em diversas cidades iranianas entre a Guarda revolucionária e o grupo esquerdista Organização dos Mujahidin do Povo Iraniano (Mujaheddin e-Khalq, ou MEK). Esta luta durou dias e terminou com centenas de mortos. Em setembro do mesmo ano, mais confrontos internos aconteciam, enquanto o MEK tentava tomar o poder para si. Milhares de simpatizantes da esquerda (mesmo aqueles sem ligação com o MEK) foram presos e executados pelo governo. O MEK retaliou emboscando e matando vários oficiais do regime, especialmente no outono de 1981. A 28 de junho do mesmo ano, eles assassinaram o secretário geral do Partido Republicano Islâmico, Mohammad Beheshti, e em 30 de agosto mataram o presidente do país, Mohammad-Ali Rajai. O governo iniciou represálias em massa, executando diversas pessoas em uma campanha de terror que durou até 1985.
Além do conflito aberto contra o MEK, o governo iraniano também teve que lutar contra grupos curdos, que eram duramente reprimidos pelo regime. Em 1985 foi reportado manifestações antiguerra nas grandes cidades, liderada principalmente por estudantes. Novamente, o governo reprimiu todos os movimentos sociais considerados subversivos ou antiguerra.

#### Economia
A guerra foi um duro golpe para a economia iraniana, embora seu declínio já estivesse acontecendo antes mesmo da revolução de 1978–79. Entre 1979 e 1981, negócios com o exterior caíram de US$ 14,6 bilhões de dólares para US$ 1 bilhão. Como resultado, os padrões de qualidade de vida caíram vertiginosamente, e o Irã foi descrito pelos jornalistas britânicos John Bulloch e Harvey Morris como "um lugar melancólico e triste" governado por um áspero regime que "parecia ter nada a oferecer além de guerra". A indústria e a agricultura entraram em colapso e a exportação de petróleo se tornou praticamente a única fonte de renda. Ainda assim, as rendas com petróleo caíram de US$ 20 bilhões em 1982 para menos de US$ 5 bilhões em 1988.
Em janeiro de 1985, o ex primeiro-ministro e líder do Movimento de Libertação Antiguerra Islâmico, Mehdi Bazargan, criticou o conflito em um telegrama as Nações Unidas, a chamando de "não islâmica" e "ilegítima" e afirmou que Khomeini deveria aceitar a trégua proposta por Saddam em 1982, ao invés de prosseguir lutando para derrubar o regime Ba'ath iraquiano. Um ano mais tarde, ele afirmou para o aiatolá: "Desde 1986, você não para de proclamar vitória e agora você conclama o povo a resistir até chegar a vitória final. Isso não é uma admissão de derrota de sua parte?" Khomeini ficou irritado com as declarações de Bazargan e defendeu a guerra dizendo que ela era sim "islâmica e justa".
Em 1987, a moral do povo iraniano havia afundado, refletindo na dificuldade do governo em recrutar novos "mártires" para o fronte. O historiador israelense Efraim Karsh disse que o declínio da moral da população, cada vez mais fatigada, entre 1987 e 1988, foi um grande fator para a mudança de política do regime que levou ao cessar fogo.
Mas nem tudo na guerra foi ruim para o governo. O conflito sedimentou e fortaleceu a revolução, e tornou ela mais radical. O regime iraniano divulgou no jornal estatal Etelaat o seguinte: "não há uma única escola ou cidade que exclua a felicidade da 'santa defesa' da nação, de beber o elixir requintado do martírio, ou da doce morte do mártir, aqueles que morrem para viver para sempre no paraíso".

## Apoio estrangeiro
Durante a guerra, o Iraque era considerado pelo Ocidente e pela União Soviética como um contrapeso para a revolução iraniana. Os soviéticos, o principal aliado do regime de Saddam Hussein, não queria encerrar seus laços com os iraquianos e ficaram assustados quando o regime baathista ameaçou comprar armas de outros países, no ocidente ou da China se o Kremlin não lhes fornecessem os armamentos que eles queriam. Depois destes incidentes, a Rússia buscou um melhor relacionamento com o Irã.

Durante os primeiros anos da guerra, os Estados Unidos não tinham relações tão boas com qualquer um dos lados. O Irã, outrora um dos mais importantes aliados americanos na região, havia se tornado um antagonista no Oriente Médio após a revolução e a crise dos reféns. E como Saddam nutria hostilidade para com Israel e amizade com a União Soviética, relações com o Iraque também estavam ruins. Após o sucesso iraniano em repelir a invasão iraquiana e a recusa de Khomeini em encerrar a guerra em 1982, os Estados Unidos decidiram se reaproximar do regime iraquiano, reatando completamente as relações diplomáticas em 1984. Os americanos queriam impedir que a revolução islâmica e suas palavras antiocidente se espalhassem para outros países do Golfo Pérsico e também queriam impedir que a União Soviética usasse o conflito para tentar restabelecer uma zona de influência na região. Como resultado, a Casa Branca aprovou apoio limitado para o Iraque. Em 1982, Henry Kissinger, ex Secretário de Estado, resumiu a polícia americana para o Irã:
"O foco da pressão iraniana é neste momento o Iraque. Há apenas alguns governos no mundo que merecem menos apoio de nós e é menos capaz de usá-lo. Se o Iraque vencesse a guerra, o medo no Golfo e a ameaça aos nossos interesses seria menor do que é hoje. Ainda assim, dada a importância do balanço de poder na região, é do nosso interesse um cessar-fogo, embora com este resultado uma eventual reaproximação com o Irã fica difícil a menos que um governo moderado substitua Khomenini ou talvez o atual líder acorde para a realidade geopolítica histórica de que a maior ameaça para a independência iraniana vem de um país que compartilha uma fronteira de 2 400 km com eles: a União Soviética. Uma reaproximação com o Irã, é claro, deve esperar que estes desistam de suas aspirações hegemônicas para a região do Golfo". - Kissinger
 Richard Murphy, assistente do Secretário de Estado americano, testemunhou para o Congresso, em 1984, que o governo Reagan acreditava que a vitória ou do Iraque ou do Irã não era "nem militarmente viável ou estrategicamente desejável".
O apoio ao Iraque veio na forma de vendas de armas, ajuda tecnológica, informações de inteligência, venda de tecnologia para fabricação de armamentos químicos e biológicos e outros materiais bélicos. Embora, em um momento, na frente naval, os Estados Unidos e o Irã se combatessem em momentos pontuais, não é um consenso que um conflito direto entre os americanos e os iranianos beneficiaria os iraquianos, ou a rixa pessoal entre Washington, D.C e Teerã. A ambiguidade entre a relação dos Estados Unidos com os dois lados envolvidos é bem colocada por Henry Kissinger quando ele diz que "é uma pena que os dois lados não possam perder". Durante o conflito, os americanos e britânicos bloqueavam ou não apoiavam qualquer resolução da ONU que condenasse o Iraque, especialmente por uso de armamento proibido (ogivas químicas e biológicas, principalmente) contra os iranianos e curdos.
Mais de 30 países forneceram apoio ou para o Iraque ou para o Irã ou para ambos. A maioria da ajuda externa foi para os iraquianos. Os iranianos, sob forte sanções, tiveram que optar por ajuda clandestina e compras no mercado negro para compra de armas, munição e outros materiais importantes. Na verdade, o Iraque tinha uma rede de compra clandestina bem maior, envolvendo pelo menos dez países, para manter uma ambiguidade da sua aquisição de armas e passar por cima de restrições de importação. Mercenários e voluntários árabes foram lutar por ambos os lados, mas principalmente pelo Iraque. A maioria vinha de países como Egito e Jordânia (brigada Yarmouk).

### Iraque

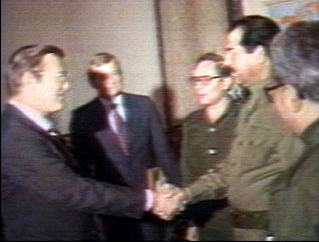
Donald Rumsfeld, em 1983, viajando como enviado especial dos Estados Unidos ao Oriente Médio, pelo Governo Reagan, para reforçar o apoio ao governo iraquiano de Saddam Hussein durante a guerra. Posteriormente Rumsfeld veio a ocupar o cargo de Secretário de Defesa americano, durante o Governo Bush, e foi um dos principais arquitetos da invasão do Iraque em 2003, que derrubou Saddam do poder

De acordo com o Instituto Internacional da Paz de Estocolmo, a União Soviética, a França e a China combinaram com 90% das vendas oficiais de armas para o Iraque entre 1980 e 1988. O Brasil vendeu enormes quantidades de armas (principalmente veículos blindados) para o Iraque em troca de petróleo, contudo quando a guerra terminou em 1988, como o Iraque não tinha como honrar suas dívidas e pagamentos, o governo brasileiro ficou no prejuízo milionário.
Os Estados Unidos estabeleceu um forte relacionamento com o regime de Saddam, restabelecendo canais diplomáticos, removendo restrições para exportação de tecnologias de dupla utilização, supervisionando a transferência de equipamento militar (via terceiros) e dando informações de inteligência (como imagens de satélite) para os comandantes iraquianos em batalha. A França, que desde a década de 1970 havia sido uma grande aliada do Iraque, foi um dos seus grandes apoiadores militares, em termos de armas. Os franceses venderam pelo menos US$ 5 bilhões de dólares em armamentos, o que significava ao menos um-quarto das compras de armas feitas pelo regime de Saddam. A China, que não tinha qualquer interesse político na região, mas sim econômico, vendeu armas para ambos os lados.
O Iraque também usava empresas de fachada, intermediários e outros métodos para aquisição clandestina de equipamentos. Pelo menos dez países se envolveram e participaram dessas operações ilegais. O Reino Unido também usava terceiros e organizações de fachada para passar por cima de regulamentações de exportação e fazer negócios com o Iraque. O governo britânico também teria negociado com o Irã, em troca de petróleo.
O Conselho de Segurança das Nações Unidas inicialmente pediu um cessar-fogo logo nos primeiros momentos do conflito, enquanto o Iraque ocupava vários territórios em disputa, e fez novos pedidos para que os dois lados encerrassem as hostilidades conforme os anos iam passando. Mas como a ONU não condenou a invasão iraquiana e tão pouco veio em ajuda ao Irã, o que o governo em Teerã interpretou como uma simpatia da ONU pelo Iraque.

#### Suporte financeiro
O principal apoio financeiro dado ao Iraque veio dos seus países vizinhos do Golfo Pérsico (ricos em petróleo). Entre os maiores suportes estão a Arábia Saudita (US$ 30,9 bilhões emprestados), o Kuwait (US$ 8,2 bilhões) e os Emirados Árabes Unidas (US$ 8 bilhões). Já do ocidente, foram mais US$ 35 bilhões na forma de empréstimos e mais US$ 30 a US$ 40 bilhões totais de demais países do Golfo durante a década de 1980.
Em um caso que ficou conhecido como Iraqgate, a filial do maior banco da Itália, o Banco Nazionale del Lavoro (BNL), em Atlanta, Geórgia, enviou empréstimos (parcialmente vindo junto com dinheiro público) no valor de US$ 5 bilhões de dólares feitos para o Iraque entre 1985 e 1989. Em agosto de 1989, logo após agentes do FBI revistarem a agência do BNL em Atlanta, o gerente Christopher Drogoul acabou sendo indiciado por fazer empréstimos não autorizados, clandestinos e ilegais ao governo iraquiano (segundo a investigação, parte desse dinheiro foi usado para compra de armas). De acordo com uma reportagem feita pelo Financial Times, outras companhias envolvidas clandestinamente com transferência de tecnologia para o Iraque, entre elas a Hewlett-Packard (HP) e a Tektronix.

### Irã
Desde a revolução, o Irã esteve isolado economicamente e sob sanções. Os Estados Unidos, em particular, se posicionaram fortemente contra o Irã, chegando a travar combates navais contra a República Islâmica citando a liberdade de navegação como o casus belli. Contudo, de forma clandestina, os americanos enviaram indiretamente armas para o Irã através de um programa oculto e ilegal, que viria à tona como "Caso Irã-Contras". O objetivo principal dessa venda secreta de armas aos iranianos era a necessidade da intervenção destes para apoiar os americanos para libertar reféns que haviam sido pegos no Líbano pelo Hezbollah, grupo paramilitar controlado pelo EGRI. Parte do lucro dessas vendas também foram usados pelo governo de Ronald Reagan para financiar a milícia Contras, na Nicarágua (abertamente desobedecendo uma ordem do Congresso). Essa venda ilegal de armas em troca de apoio para a libertação dos reféns americanos acabou sendo um grande escândalo nos Estados Unidos.
A Coreia do Norte foi um dos poucos países que abertamente venderam armas aos iranianos. Eles também agiam como intermediários para a aquisição de equipamentos militares vindos do Leste Europeu. Outros países que forneceram apoio, em termo de armamentos, ao Irã foram a Líbia, a China e a União Soviética (esta última de forma limitada).
Outro países que deu bastante apoio ao Irã foi a Síria, liderado por Hafez al-Assad. Tanto a Síria como o Iraque tinham um regime baathista, entretanto, após o golpe de Estado na Síria em 1966 o Partido Ba'ath original se dividiu no o Partido Baath dominado pelo Iraque e o Partido Baath dominado pela Síria. A Síria começou a ajudar o Irã com armas, treinamento e dinheiro, e até desligou o Oleoduto que ia de Quircuque no Iraque para Banias para Síria, em troca o Irã vendou petróleo a preços baixos para a Síria. Os dois países também cooperaram devido a rivalidade comum que tinham com Israel e apoio comum que tinham como certas facções na Guerra Civil Libanesa, patrocinando os grupos xiitas do Movimento Amal e Hezbollah.

#### Apoio Israelense
Apesar das relações abertamente hostis entre Israel e Irã e Khomeini ter declarado Israel como o grande inimigo do mundo islâmico e o Irã ter patrocinado grupos anti-israelense na Guerra Civil Libanesa, como o Hezbollah, os dois países colaboraram. Israel enviou armas, dinheiro e treinamento para os iranianos, além de destruir uma um reator nuclear iraquiano durante a Operação Ópera. Eles esperavam que o Irã pudesse fornecer um contrapeso ao Iraque e que pudessem melhorar os relacionamentos entre os dois países de volta a antes da revolução e proteger a comunidade judaica persa. Israel também participou do Caso Irã-Contras, onde mediou as conversas Estados Unidos-Irã e fez entregas dos armamentos americanos as forças iranianas.

### Apoio a ambos os países
Não só os Estados Unidos e a União Soviética venderam armas para os dois lados, mas países como a Iugoslávia também o fizeram. Foi reportado que Portugal também fazia negócios com ambos os países. Não era incomum ver navios de bandeira iraniana e iraquiana lado a lado no porto de Sines.
De 1980 a 1987, a Espanha vendeu pelo menos € 458 milhões de euros em armas ao Irã e € 172 milhões para o Iraque. Entre as armas vendidas aos iraquianos estavam veículos 4x4, helicópteros BO-105, explosivos e munição. Mais tarde uma investigação afirmou que uma ogiva contando agentes tóxicos que caiu no Irã fora na verdade fabricada na Espanha.
Embora nenhum dos lados recebesse apoio formal do governo da Turquia, bens civis eram adquiridos pelas duas nações com cidadãos turcos. As autoridades turcas, inclusive, mantinham uma postura de neutralidade e inicialmente recusaram-se a colaborar com os americanos para impor sanções contra Teerã. Os mercados turcos lucraram muito vendendo produtos para iranianos e iraquianos. As boas relações econômicas entre a Turquia e o Iraque acabaram quando este último invadiu o Kuwait, em 1990, forçando o governo do país a colaborar com o embargo contra Saddam.